# Вторжение России на Украину (с 2022)

Карта военных действий (может не отображать текущее положение на фронте)
__. — территории, контролируемые Украиной
__. — территории Украины, контролировавшиеся Россией, ДНР и ЛНР до
__. — территории Украины, над которыми контроль был установлен Россией, ДНР или ЛНР после
__. — деоккупированные украинские территории + территории России, оккупированные Украиной
← — направление продвижения войск России, ДНР, ЛНР и КНДР
→ — направление продвижения войск Украины

Вторжение России на Украину (укр. вторгнення Росії в Україну; также российская агрессия против Украины, российско-украинская война, в российской пропаганде — «специальная военная операция») началось в четверг 24 февраля 2022 года около 5 часов утра по киевскому времени. Эскалировав продолжающуюся с 2014 года войну с Украиной, российские войска вошли на территорию Украины из России, Беларуси и аннексированного Крыма, также в боевые действия включились войска подконтрольных России самопровозглашённых ДНР и ЛНР. Войска начали наступление по четырём основным направлениям — с севера в направлении Киева, с северо-востока в направлении Харькова, с юго-востока из Донбасса и с юга из Крыма. Событиям предшествовали концентрация российских войск у российско-украинской границы и вызванный этим кризис в отношениях России и Украины.
Многочисленные предупреждения о готовящемся вторжении публиковались в СМИ с октября 2021 года. Однако российские высшие официальные лица последовательно отрицали подготовку к войне с Украиной.
21 февраля 2022 года Россия признала независимость ДНР и ЛНР. Утром 24 февраля вышло обращение президента России Владимира Путина о начале вторжения. В качестве обоснования он заявил о необходимости защиты ДНР, ЛНР и самой России, а также использовал не соответствующую действительности характеристику Украины как неонацистского государства. Реальной причиной был нерациональный империализм, а целью — русификация и поглощение Украины Россией для восстановления славы России как империи. Эксперты считают, что Россия создала сепаратистское движение в Донбассе и затем использовала признание ДНР и ЛНР для обоснования вторжения.
На пике своего продвижения — в марте 2022 — Россия оккупировала около 27 % территории Украины (вместе с Донбассом и Крымом), но к декабрю эта цифра сократилась до 18 %. По состоянию на 2025 год российским войскам не удалось выполнить как предполагаемые изначальные задачи (захват Киева и смена власти на Украине), так и цели, заявленные позднее — выход на административные границы Донецкой и Луганской областей, а также создание сухопутного коридора до Приднестровья. 21 сентября, после поражения РФ в Харьковской области, Путин объявил мобилизацию. К началу октября 2022 года Россия объявила об аннексии Донецкой, Луганской, Херсонской и Запорожской областей Украины.
По данным ООН на 13 августа 2025 года, с начала вторжения погибли не менее 13 883 и были ранены не менее 35 548 мирных жителей Украины, причём полные потери, как предполагается, гораздо выше. Были разрушены или повреждены более 210 тысяч зданий; практически полностью разрушены украинские города Волноваха, Мариуполь, Изюм, Попасная, Рубежное, Северодонецк, Кременная, Золотое, Марьинка, Соледар, Угледар, Бахмут, Авдеевка.
Российские войска наносили неизбирательные ракетные удары по жилым кварталам, больницам, культурным объектам и прочим объектам социальной инфраструктуры Украины. На деоккупированных территориях были обнаружены массовые захоронения, тела с явными следами пыток и другие доказательства преступлений, совершённых российскими военными. Международный уголовный суд в Гааге начал расследование военных преступлений России на территории Украины. После обнаружения свидетельств массовых убийств в Буче Россия обвиняется в геноциде украинцев.
Вторжение стало крупнейшим военным конфликтом в Европе с окончания Второй мировой войны и вызвало крупный миграционный кризис: по данным ООН, Украину покинуло 7,86 млн беженцев (по состоянию на 20 декабря 2022), а ещё около 8 млн людей стали внутренне перемещёнными лицами (по состоянию на начало 2023 года).
Действия России резко осудило большинство государств мира и влиятельных международных организаций. Резолюция Генеральной Ассамблеи ООН ES-11/1 осудила действия России, признав её государством-агрессором, и призвала вывести свои войска с территории Украины. За резолюцию проголосовало 141 государство, 5 проголосовали против, 35 государств воздержались и 12 отсутствовали на голосовании. Ряд государств начал оказывать Украине военную помощь.
Вторжение привело к антивоенным протестам в России и мире, цензуре в российских СМИ, новым санкциям против России со стороны США, Евросоюза и прочих стран, направленным в том числе на частичную изоляцию страны от мировой экономики, ограничениям участия России в ряде спортивных и иных международных мероприятий, а также имело серьёзные экономические последствия для России. На Украине оно привело к обвальному падению экономики, прекращению работы воздушного и морского транспорта и ряду других негативных последствий. Огромный урон нанесён окружающей среде Украины и украинскому культурному наследию. В мировом масштабе вторжение и связанные с ним санкции привели к сокращению международной торговли и резкому росту цен на продовольствие и энергоносители.

## Терминология
Российские власти определяют своё вторжение как «специальную военную операцию» и настаивают на использовании этого термина. Российские власти и государственные СМИ тщательно избегают употребления слов «война» и «вторжение» (в материалах иногда может упоминаться в кавычках), и вместо этого говорят о событиях в основном как о «специальной военной операции». Одним из оснований для блокировки Роскомнадзором ряда российских и зарубежных СМИ стала их квалификация действий России как «нападение», «вторжение» или «объявление войны». Китайские государственные СМИ используют термины «специальная военная операция» и «украинский кризис».
Одни авторы говорят о вторжении как о «войне России против Украины», другие — используют термин «российско-украинская война» в более общем смысле для обозначения всего конфликта между странами с 2014 года. Также используется термин «российская агрессия против Украины» (в частности, в резолюциях ООН).
В официальных документах Верховной рады говорится о «вооружённой агрессии Российской Федерации против государственного суверенитета Украины» (укр. збройна агресія Російської Федерації проти державного суверенітету України).

## Предыстория

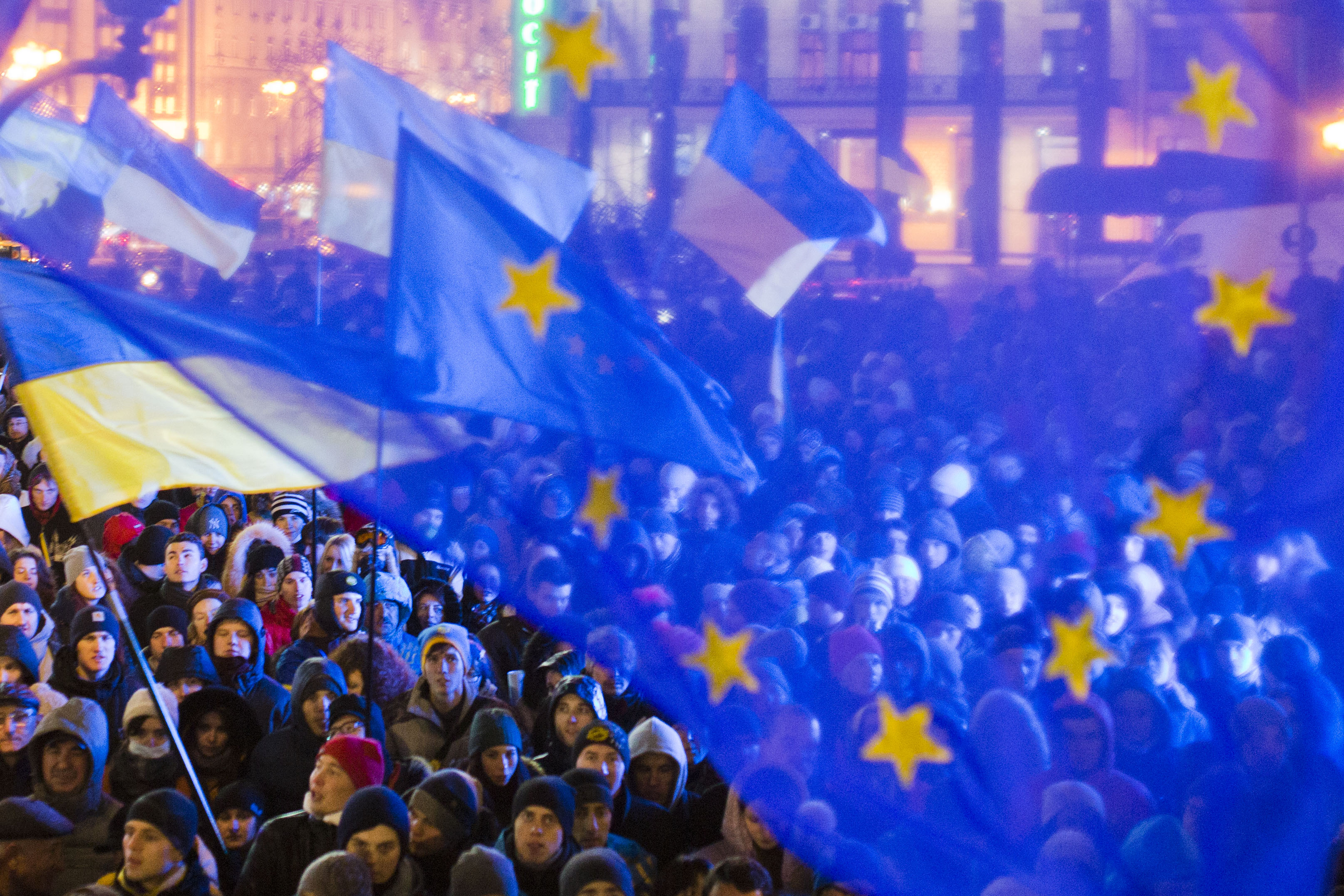
Протестующие в Киеве во время Евромайдана, ноябрь 2013

Вторжение РФ на Украину связано с продолжительной российско-украинской гибридной войной. Осенью 2013 года правительство Украины во главе с Николаем Азаровым заявило о приостановлении подписания соглашения об ассоциации с Евросоюзом, сославшись на давление РФ. Это вызвало протесты на Украине, в результате которых президент Украины Виктор Янукович в феврале 2014 года бежал в Россию. Россия использовала политическую нестабильность на Украине и в марте 2014 года аннексировала часть Украины — полуостров Крым. Аннексия Крыма стала поворотным моментом в истории российско-украинских взаимоотношений и фактически началом необъявленной войны России против Украины. После этого небольшие полувоенные формирования при военной и организационной поддержке России захватили административные здания на востоке Украины и инициировали сепаратистские процессы в Донбассе, провозгласив к середине мая «народные республики» в Донецке (ДНР) и Луганске (ЛНР). Между ними и правительственными силами начались вооружённые столкновения.
В условиях смены украинской политической власти реакция Киева была ограниченной, и масштабное применение силы для восстановления суверенитета и конституционного порядка на всей территории Украины началось только после президентских выборов, прошедших в стране в конце мая 2014 года. Летом украинская армия начала активное наступление против сил ДНР и ЛНР, но в конце августа Россия масштабно задействовала в Донбассе свою армию на стороне «народных республик», при этом отрицая присутствие своих военных на территории Украины. В ходе боестолкновений украинские силы потерпели поражение под Иловайском, после чего были подписаны первые минские соглашения, а в 2015 году, после боёв в районе Дебальцева, — вторые минские соглашения. После заключения «Минска-2» стороны конфликта развернули локальные позиционные бои в так называемой «серой зоне», пытаясь улучшить свой огневой контроль над прифронтовыми дорогами. Продолжились взаимные обстрелы, но с существенно меньшей эффективностью и использованием артиллерии меньшего калибра.
После событий 2014 года одним из основных векторов внешней политики Украины стало ускоренное вступление страны в ЕС и НАТО; соответствующие положения были в 2019 году внесены в конституцию Украины. Россия же выступила категорически против вступления Украины в НАТО, заявив, что это несёт для России угрозу. НАТО возразило на эти обвинения, назвав мифом утверждения, что его расширение угрожает России. Кроме того, НАТО в любом случае вряд ли собиралось включать Украину в свой состав в ближайшее время из-за несоответствия Украины ряду требований к странам — членам НАТО, высокого уровня коррупции в стране, желания стран Запада избежать прямого конфликта с Россией и других причин. Бывший премьер-министр Великобритании Борис Джонсон считает, что Владимир Путин прекрасно понимал, что вступление Украины в НАТО в ближайшем будущем маловероятно.

## Подготовка

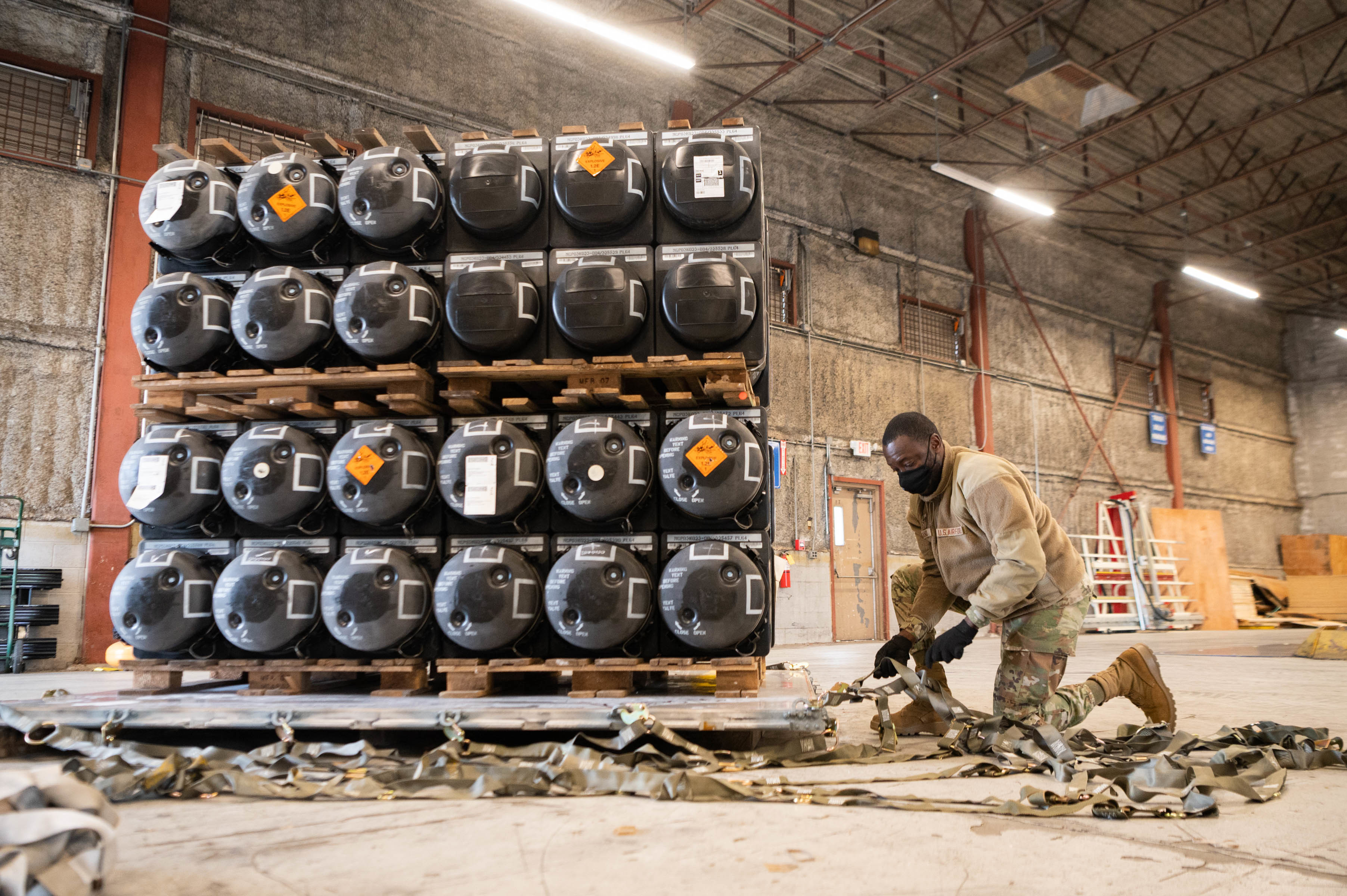
Военнослужащий 436-й аэродромной эскадрильи на базе ВВС США в штате Делавэр готовит FGM-148 Javelin для доставки на Украину, 21 января 2022 года

Первые признаки наращивания группировки российских войск у границ Украины были выявлены разведывательными службами США и Великобритании весной 2021 года. С лета 2021 года разведслужбы были уверены, что ограниченный круг российских высокопоставленных лиц планирует полномасштабное военное вторжение на всей территории Украины. С октября по ноябрь 2021 года Россия начала массовое наращивание войск и военной техники вдоль границы с Украиной, в дальнейшем — дополнительные силы были направлены в Беларусь, Приднестровье в Молдове и оккупированный Россией Крым. В начале ноября 2021 года директор ЦРУ Уильям Бёрнс отправился в Москву, чтобы предупредить, что подготовка России к вторжению не является тайной. Обозреватели начали говорить о неизбежности вторжения, что отрицалось российскими властями. В ответ британские и американские спецслужбы пошли на беспрецедентный шаг, обнародовав планы России по включению конкретных лиц в состав лояльного к России правительства на Украине и инсценировке предлогов для нападения.
В середине декабря на фоне сохраняющейся напряжённости в регионе Россия выдвинула США и другим государствам НАТО ряд требований в сфере безопасности. Три ключевых требования России предусматривали отказ НАТО от дальнейшего расширения на восток, отвод американских сил и вооружений из Восточной Европы и отказ от размещения в Европе ударных средств, способных угрожать России. Эти ультимативные требования США и НАТО сочли невыполнимыми. НАТО заявило, что альянс не намерен отказываться от политики открытых дверей, поскольку считает, что страны вправе самостоятельно выбирать альянсы и способы обеспечения безопасности, США же согласились вступить с Россией в диалог по контролю над вооружениями и избежанию военных инцидентов. На фоне наращивания Россией военных сил на границе с Украиной ряд государств НАТО объявил о приведении своих вооружённых сил в состояние боевой готовности и направил дополнительные силы в Восточную Европу, США и ряд других стран усилили военно-техническую помощь Украине.
18 января 2022 года на брифинге для военных атташе было анонсировано проведение совместных российско-белорусских учений «Союзная решимость-2022». Эти учения прошли с 10 по 20 февраля в Беларуси. Генсек НАТО Йенс Столтенберг оценил российскую группировку в Беларуси в 30 тысяч военнослужащих. США и их союзники рассматривали эти учения как демонстрацию агрессивных намерений России и прямую угрозу вторжения на Украину с севера.
В феврале 2022 года Россия продолжает собирать войска возле границ Украины и начинает операцию по блокаде украинских территориальных вод. С 16 февраля 2022 года резко обострилась ситуация на линии соприкосновения в Донбассе — Организация по безопасности и сотрудничеству в Европе (ОБСЕ) зарегистрировала за сутки 591 случай нарушения режима прекращения огня.
США предупреждали, что Россия может использовать инсценированные нападения «под чужим флагом», чтобы создать предлог для начала военных действий и легитимизировать вторжение. Российские СМИ во второй половине февраля активно освещали «атаки» Украины на ДНР и ЛНР. Один из роликов демонстрировал атаку 18 февраля, но в метаданных датой создания было 8 февраля, а звук в ролике частично скопирован из Youtube-видео 2010 года. 18 февраля руководство Луганской и Донецкой Народных Республик, обвинив Украину в подготовке «глубокого прорыва» на их территории, объявило о начале экстренной эвакуации населения в Россию. «Экстренные» обращения лидеров Донецка и Луганска об эвакуации, выпущенные 18 февраля, были сняты 16 февраля. Власти ДНР обвинили Украину во взрыве в Донецке автомобиля, принадлежавшего главе народной милиции ДНР Денису Синенкову. Однако на фото взорванного автомобиля оказался УАЗ старой модели с переставленным номерным знаком от более новой машины Синенкова. С 19 февраля российские власти начали сообщать о падениях снарядов с Украины на территорию России, а затем — и о боях с разведывательно-диверсионными группами, что отрицалось украинской стороной. Ряд таких сообщений российских властей был признан недостоверным расследовательской группой Bellingcat.
19 февраля президент Украины Владимир Зеленский на Мюнхенской конференции пригрозил пересмотреть пакетные договорённости, предусмотренные Будапештским меморандумом, по которому Киев отказался от ядерного оружия в обмен на обещание гарантий безопасности со стороны подписавших его государств (России, США и Великобритании). Слова Зеленского были использованы в последующих выступлениях Владимиром Путиным и министром обороны России Сергеем Шойгу как предлог для утверждений о том, что Украина намерена получить ядерное оружие и представляет угрозу России. Украинские официальные лица заявили, что их страна не намерена создавать ядерное оружие. Эксперты также отметили, что у Украины отсутствуют ресурсы для создания ядерного оружия. Сохранить же производства необходимого сырья и развитие специфических технологий в тайне очень сложно.
21 февраля главы ДНР и ЛНР Денис Пушилин и Леонид Пасечник обратились к президенту России Владимиру Путину с просьбой признать независимость республик, вечером того же дня Владимир Путин подписал указы о признании независимости ДНР и ЛНР, а также договоры с республиками, предусматривающие возможность их защиты и размещения на их территории российских военных баз. Подписание указа сопровождалось речью Владимира Путина, содержавшей недостоверные утверждения об истории Украины. Эксперты считают, что Россия создала сепаратистское движение в Донбассе, и теперь использует признание ДНР и ЛНР как основание для вторжения.
22 февраля Владимир Путин обратился в Совет Федерации за согласием на использование российских войск за границей в связи с донбасским конфликтом и получил его. В тот же день появились видеозаписи, подтверждающие ввод российских войск на территорию ДНР и ЛНР.

## Силы сторон

Расположение сил на момент вторжения 24 февраля 2022 года

По состоянию на февраль 2022 года вооружённые силы Украины значительно уступали российским вооружённым силам как по общей численности (196 000 против 900 000 военнослужащих по данным The Military Balance), так и по огневой мощи. В то же время на момент начала конфликта фактическая численность группировки российских войск, задействованная в боевых действиях (около 190 тысяч человек, по оценкам «Британники» на начало боевых действий), была близка к общей численности вооружённых сил Украины. Также на стороне России выступали подразделения подконтрольных ей ДНР (около 20 000 военнослужащих по данным The Military Balance) и ЛНР (около 14 000 военнослужащих по данным The Military Balance). Кроме того, белорусская армия создавала непосредственную угрозу Украине возможностью своего вторжения на Волынском направлении, а российские и местные войска на территории непризнанной Приднестровской Молдавской Республики (около 10 000 военнослужащих по данным «Белсата») отыгрывали подобную роль на Одесском направлении.
В ходе конфликта его стороны постепенно наращивают численность задействованных группировок: РФ — за счёт переброски подразделений из других регионов, привлечения новых контрактников, вербовки наёмников (в том числе обманом), заключённых и, с 2024 года, подсудимых, формирования различных нерегулярных вооружённых формирований, а также за счёт мобилизации в ЛНР и ДНР, и с 1 сентября 2022 года — мобилизации в России; Украина — за счёт мобилизации, привлечения к участию в боевых действиях добровольцев из других стран, с 2024 года — добровольной мобилизации некоторых категорий заключённых, а также рекрутинга иностранных ветеранов.
По оценке The Military Balance к 2024 году силы сторон составляли:
- Российские войска — 1 100 000 действующих военнослужащих, включая Вооружённые силы, «жандармерию» и паравоенные формирования, а также 1 500 000 резерва.
- Украинские войска — 500 000—800 000 действующих военнослужащих, включая Вооружённые силы, «жандармерию» и паравоенные формирования, а также 300 000—400 000 резерва.

В июле 2022 года между органами Правительства Чеченской Республики Ичкерия в изгнании и одним из ведомств Министерства обороны Украины было подписано соглашение о создании в составе Интернационального легиона чеченского подразделения численностью до бригады. 29 июля в рамках соглашения был создан Отдельный батальон особого назначения Вооруженных сил Чеченской Республики Ичкерия.
В июне 2024 года Корейская Народно-Демократическая Республика и Россия подписали соглашение об оказании друг другу военной помощи. По данным украинской, южнокорейской и западных разведок уже в октябре КНДР отправила в Россию корпус численностью в 8 000—12 000 военнослужащих. В начале ноября он вступил в войну против Украины. До этого Северная Корея оказывала поддержку России, не участвуя в конфликте непосредственно.

## Цели вторжения
Исследователи оценивают цели России в войне как нерациональный неоимпериализм. Предполагаемая цель Путина в этой войне — русификация и уничтожение Украины как независимого государства с последующим включением её территории в состав РФ, что должно было восстановить славу России как империи. Политолог Иоаннис Котулас (Ioannis E Kotoulas) в качестве первоначальной стратегической цели также указывал ревизионистскую аннексию всей территории Украины и провозглашение тройственного федерального союза России, Беларуси и Украины.
Канадский историк Дэвид Марплз в сентябре 2022 года писал, что масштабность вторжения, расстрелы в Буче, в Мариуполе и других городах указывают, что Россия ведёт кампанию по уничтожению Украины через захват её территории и депопуляции через умерщвление и депортацию. Россия также хочет изменить расклад сил в Восточной / Центральной Европе, разделить Евросоюз и расширить своё влияние.
Перед и сразу после начала вторжения руководство России озвучивало множество различных политических целей — туманных и даже противоречащих друг другу. Озвученная первоначальная цель вторжения — «демилитаризация и денацификация», значительно отличается от последующей заявленной цели по «защите населения Донбасса». «Привлечь к ответственности руководство Украины» — третья озвученная политическая цель. Упоминались «ослабление влияния США и НАТО», прорубание «коридора к Приднестровью» и так далее. Видение Путина — победа России и получение ею роли глобальной силы, однако Путин намеренно расплывчато формулирует цели вторжения и пути их достижения. Изменение декларируемых целей на протяжении вторжения говорит о том, что руководство РФ прячет свои истинные намерения.
23—27 сентября 2022 года на оккупированных российскими войсками территориях Донецкой, Луганской, Херсонской, Запорожской областей Украины с целью их аннексии были спешно проведены фиктивные референдумы, которые не были признаны мировым сообществом. После этого 30 сентября — 5 октября 2022 года Россия объявила об аннексии этих территорий.
25 декабря 2022 года Путин открыто признал, что цель России — «в объединении русского народа».

#### Обращение Владимира Путина
Утром 24 февраля 2022 года Владимир Путин объявил о вторжении на территорию Украины, ссылаясь на 51 статью Устава ООН, санкцию Совета Федерации и договоры с ДНР и ЛНР, вступившие в силу лишь 25 февраля. В качестве причин своего решения Путин назвал необходимость предотвращения размещения на территории Украины вооружённых сил США и НАТО, обеспечение безопасности ДНР и ЛНР. Целью вторжения были названы «демилитаризация и денацификация Украины». Путин утверждал, что «неонацисты захватили власть на Украине». Он также заявил, что оккупации Украины не планируется.
Отсылка Путина к статье 51 Устава ООН была расценена как некорректная ОБСЕ, Генеральным секретарём ООН и рядом профессоров по международному праву.
Не соответствующие действительности обвинения Украины в геноциде, утверждения о неонацизме правительства Зеленского и необходимости «денацификации» были подвергнуты критике исследователями неонацизма и Холокоста. Несмотря на наличие в украинском обществе отдельных элементов ксенофобии и неонацизма, широкой поддержки у ультраправой идеологии на Украине нет.
Действия России не соответствовали заявленным Путиным целям вторжения и не способствовали их выполнению. Так, вступление Украины в НАТО было маловероятно из-за боёв, ведущихся в Донбассе, предотвращение вступления Украины в Альянс не требовало полномасштабного вторжения. Увеличение же контингента НАТО в Восточной Европе связано с угрожающими действиями самой России, аннексировавшей в 2014 году Крым. В результате российского вторжения в Альянс вступили ранее нейтральные Швеция и Финляндия, что усилило НАТО. Конфликт в Донбассе унёс 14000 жизней, из них 3095 были гражданскими, но, вопреки заявлениям Путина, они погибли из-за боевых действий, а не «геноцида», и число жертв значительно сократилось с 2014—2015 годов. Вероятно, что цели, заявленные Путиным, скрывают реальную цель вторжения — свергнуть Зеленского и перевести Украину под полный контроль России.
Владимир Путин также предостерёг третьи страны от вмешательства в конфликт, заявив: «ответ России будет незамедлительным и приведёт вас к таким последствиям, с которыми вы в своей истории ещё никогда не сталкивались». Многие медиа и эксперты расценили эти слова как угрозу применения ядерного оружия.

## Боевые действия

### Стратегия и военные цели России
В качестве первоначальной стратегической цели вторжения РФ исследователи называют захват Киева, разгром Вооружённых сил Украины и установление в Киеве дружественного РФ режима. Войска РФ пытались применить стратегию быстрого и сокрушительного удара, пытаясь быстрыми и мощными ударами выйти на Киев с севера и северо-востока и провести глубокие прорывы в Донбассе и на юге со стороны Крыма. Первоначальная стратегическая цель вторжения не была достигнута.
По данным Королевского объединённого института оборонных исследований, ВС РФ планировали осуществить полный захват украинских территорий за 10 дней. Согласно этому плану, Российская Федерация не рассматривала возможности сопротивления ВСУ и гражданского населения. Однако для обеспечения стабилизации оккупационного режима или Временного правительства ФСК РФ подготовила список лиц, которые должны были быть уничтожены или репрессированы, среди которых выделяли главных участников майдана 2014 года, членов Правительства Украины и ряд парламентариев. Так, планировалось уничтожение Зеленского и его ближайшего окружения, а также арест министров. В рамках формирования нового правительства должна была быть сформирована новая объединённая пророссийская политическая партия «Движение за мир». В качестве же опорных пунктов, центров оккупационных администраций и штабов оккупационных сил планировалось использовать АЭС и стратегические объекты Украины. Киевское направление считалось, по сути, единственно значимым, и остальные удары в большей степени несли отвлекающий и парализующий характер для основного наступления с территории Республики Беларусь на Киев. Однако действия Украины, отправление планов и указов в части за несколько часов до самой операции и недооценка противника привела к полному краху изначальной стратегии.
Поскольку быстро разгромить украинскую армию и взять Киев не удалось, российские войска оказались втянуты в тяжёлые бои в городской застройке и испытывали трудности со снабжением. После неудачи в достижении главной цели — свержения правительства Украины — и в условиях увеличения потерь и усиления сопротивления осада Киева потеряла стратегическое значение для РФ. В итоге в начале апреля Россия отвела войска из Житомирской, Киевской, Черниговской и Сумской областей, сосредоточившись на установлении полного контроля над Донбассом. Таким образом началась вторая фаза вторжения с иной стратегией: расчёт на быструю и сокрушительную победу сменился войной на истощение, задача которой — уменьшить ресурсы противника, ослабить экономику и армию. Чисто военные цели этой фазы стали менее амбициозными.

### Обзор боевых действий

#### «Молниеносная» война РФ

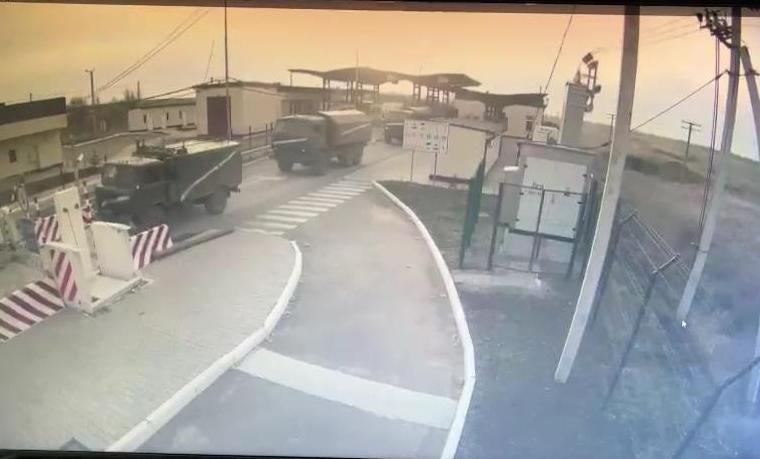
Движение российской военной техники из Крыма на материковую Украину. Херсонская область, около 5:00 24 февраля 2022 года

В ходе первого этапа вторжения Россия стремительными ударами попыталась захватить Киев и Харьков, а также взяла под контроль территории на юге Украины.
24 февраля, около 6 часов утра по московскому времени, вскоре после завершения трансляции обращения Владимира Путина, были нанесены ракетные удары по объектам военной инфраструктуры на всей территории Украины. Российские войска, а также войска ЛНР и ДНР перешли в наступление, нанося удары по следующим направлениям: с севера — на Припять и Чернигов (в том числе с территории Беларуси), с востока — на Конотоп, Сумы, Харьков, Ахтырку, а также с линии соприкосновения с ЛНР и ДНР — на Станицу Луганскую, Волноваху и Мариуполь, с юга (со стороны Крыма) — на Херсон, Новую Каховку, Мелитополь.
По итогам первого дня российские войска взяли под контроль остров Змеиный на юге Одесской области, Геническ, Новую Каховку и Волчанск, Чернобыльскую АЭС, углубились в Сумскую и Черниговскую области. Российская воздушно-десантная операция в районе Гостомеля окончилась провалом и разгромом российских десантников.

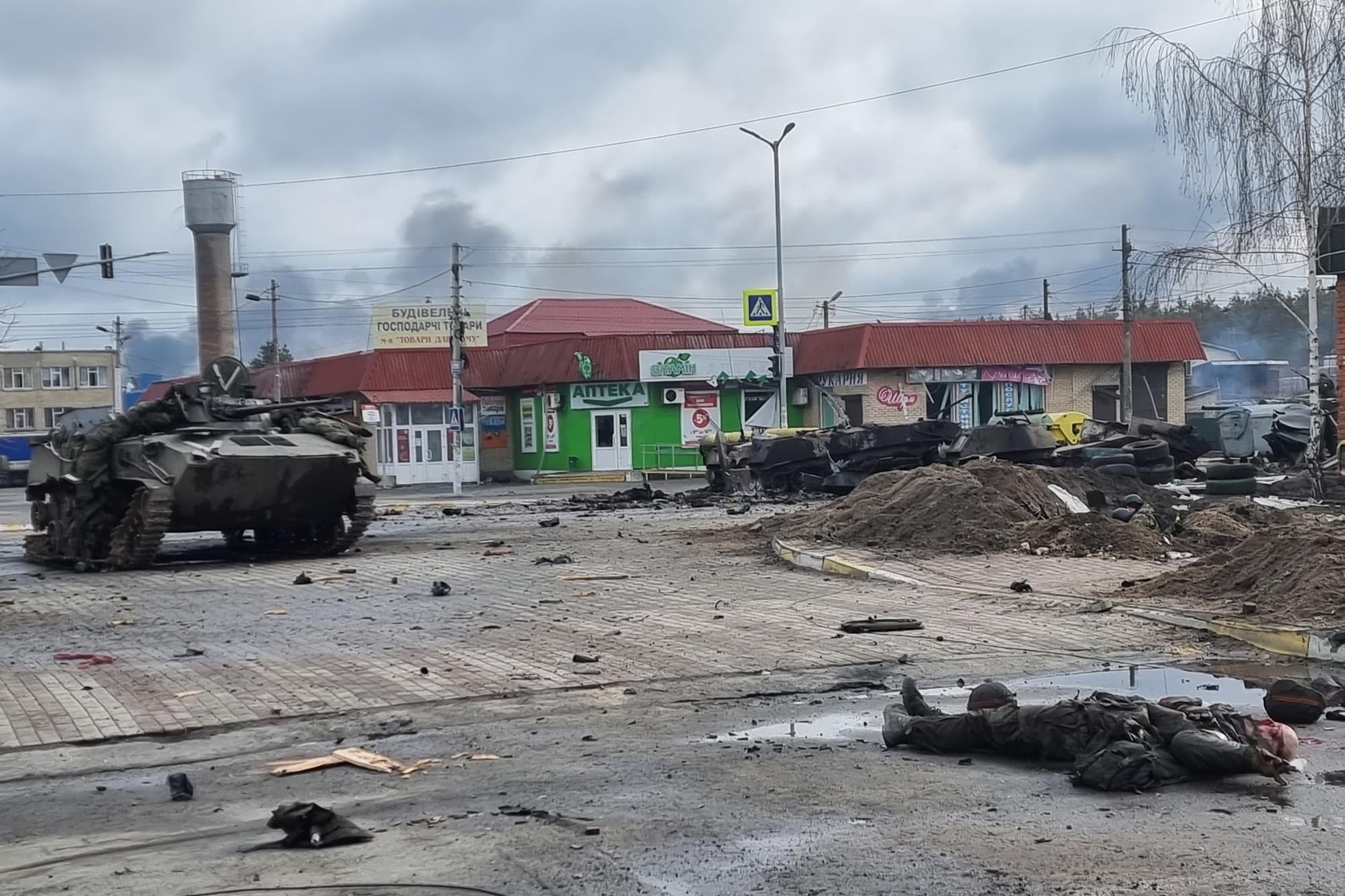
Подбитая российская техника и мёртвые российские солдаты в Гостомеле. Киевская область, 4 марта 2022 года

25 февраля на Украине была объявлена всеобщая мобилизация. По итогам дня российские войска, наступавшие с территории Беларуси, достигли пригородов Киева, с юга — вышли к Мелитополю и Херсону, с северо-востока — захватили Конотоп. В то же время, по заявлениям украинских официальных лиц и других источников, ВСУ нанесли ракетный удар по российской авиабазе, находящейся в Ростовской области под Миллеровом.
В Киев были отправлены группы исполнителей из ЧВК «Вагнер» с приказом устранить ключевых фигур в украинском правительстве, включая президента Зеленского. Несмотря на это, руководство государства приняло решение оставаться в столице и отказалось от эвакуации, предложенной представителями США.
26—27 февраля российскими войсками были оккупированы Мелитополь, Бердянск, Ворзель, Буча, Гостомель, Купянск. Также они прорвались на улицы Харькова, однако были отброшены ВСУ. 28 февраля россияне полностью блокировли Мариуполь. 1 марта ВС РФ вошли в Херсон, где вступили в бой с местной Территориальной обороной, а также оккупировали Тростянец, предприняли попытку штурма Сум и взяли в осаду Чернигов. 3 марта российская армия прорвалась на север Луганской области, оккупировав Старобельск, а также захватила Энергодар Запорожской области. 4 марта российские силы захватили Запорожскую АЭС и Балаклею.
7 марта ассистент-профессор политологии Бэйлорского университета Сергей Куделия отмечал, что «в отличие от 2014 года количество местных чиновников, открыто перешедших на сторону российских оккупационных сил, пока ограничивается главами двух городов и нескольких сёл». В ряде населённых пунктов, включая Херсон, а также города и посёлки севера Луганской области, население Украины оказывало ненасильственное сопротивление российским войскам. Местные жители организовывали протестные митинги, иногда перекрывали движение российской военной техники. Однако протесты были подавлены российскими войсками.
В то же время в Беларуси развернулась «рельсовая война» — местные активисты и партизаны организовали кибератаки и повреждение инфраструктуры железной дороги с целью замедлить движение российской военной техники на Украину.
Параллельно с сухопутным наступлением российские силы пытаясь подавить украинскую систему противовоздушной обороны продолжили наносить удары баллистическими ракетами наземеного базирования (включая системы семейства «Искандер»), крылатыми ракетами (включая Х-101) с самолётов Ту-95 и Ту-160 из воздушного пространства России и Беларуси, а также носителей морского базирования из акватории Чёрного моря. Однако украинская ПВО выстояла — это сдержало российскую авиацию от полётов над большей частью контролируемой Украиной территории. После этого российские ВКС расширили список целей для дальних ракетных ударов — они стали включать военную инфраструктуру, поставки оружия с Запада, топливные объекты, мосты и гражданские объекты, с целью подорвать способность украинских военных вести войну, ослабить моральный дух и наказать украинское население за сопротивление. Россия запустила более 1100 ракет по украинским целям за первый 21 день войны и всего 2125 ракет за первые 68 дней войны.

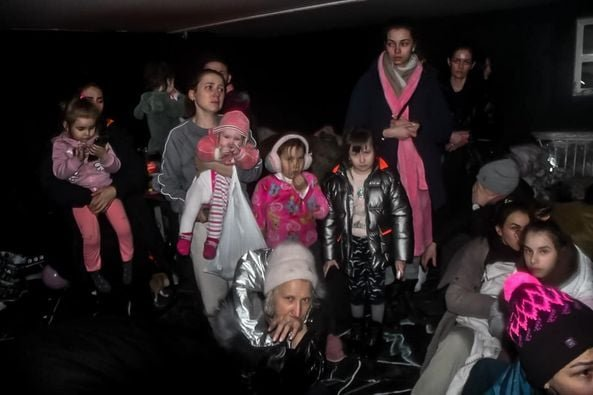
Мирные жители в убежище во время бомбардировки осаждённого Мариуполя. Донецкая область, 12 марта 2022 года

К началу марта был практически полностью уничтожен город Волноваха, 12 марта он был захвачен российскими войсками. 15 марта Минобороны России заявило о захвате всей территории Херсонской области. 19 марта был оккупирован город Снигирёвка Николаевской области.
Ко второй половине марта продвижение российских войск увязло — наступление на Киев и Николаев практически остановилось, подвергавшиеся непрерывным обстрелам Харьков и Мариуполь также не были взяты, российские силы не смогли установить контроль над воздушным пространством Украины. Изначальной целью российских войск был быстрый захват Киева, Харькова и ряда других крупных украинских городов. Эта цель не была достигнута.

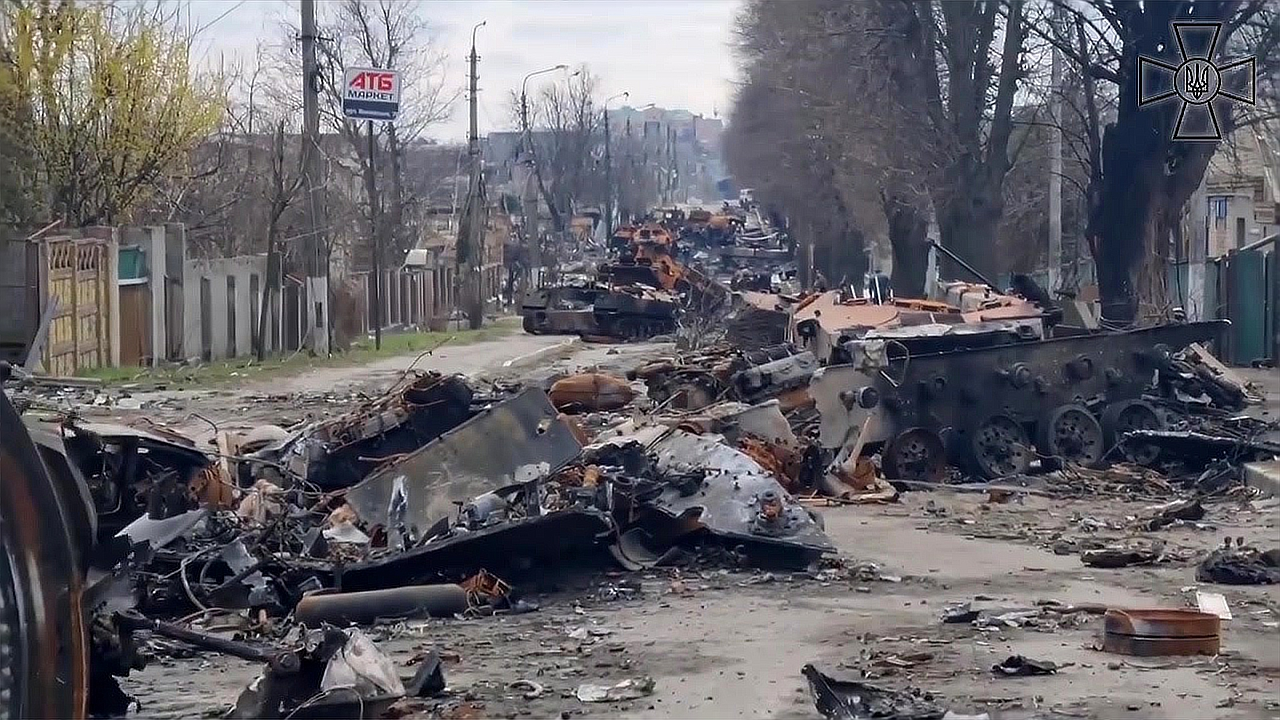
Уничтоженная колонна российской военной техники. Буча, Киевская область, начало апреля 2022 года

К 25 марта российские войска были отброшены от Киева и находились под угрозой окружения ВСУ. Также они не добились прогресса в наступлении на Харьков, а украинские войска перешли в контрнаступление в направлении Херсона. Российское правительство приняло решение отказаться от осады Киева, перебросив основную часть войск в район Харькова и Донбасса. 27 марта украинская сторона заявила о переходе в тактические контрнаступления в Сумской, Харьковской, Киевской и Херсонской областях. В первой половине апреля украинские войска на северном направлении полностью освободили Киевскую, Житомирскую, Черниговскую и Сумскую области.
Кроме того, с уже конца марта был зафиксирован ряд происшествий и взрывов в граничащих с Украиной Белгородской, Брянской, Курской и Воронежской областях. Российские официальные лица заявляли о миномётных обстрелах, атаках беспилотников и обстрелах с вертолётов, и обвиняли в них Украину.

#### Битва за Донбасс
После усиления российской группировки в Донбассе частями, отступившими из Киевской, Черниговской и Сумской областей, начался второй этап войны — основной целью российской армии стало занятие всей территории этого региона. На этом этапе боевые действия приобрели иной характер. Войска РФ больше не пытались совершать глубокие прорывы, а начали наступать, используя своё преимущество в артиллерии, медленно расчищая себе путь массированными артобстрелами. Такая тактика не помогла им захватить большой территории — за несколько месяцев второго этапа войны российские войска, а также вооружённые формирования самопровозглашённых ДНР и ЛНР лишь вышли к границам Луганской области и продвинулись на несколько десятков километров в Донецкой.

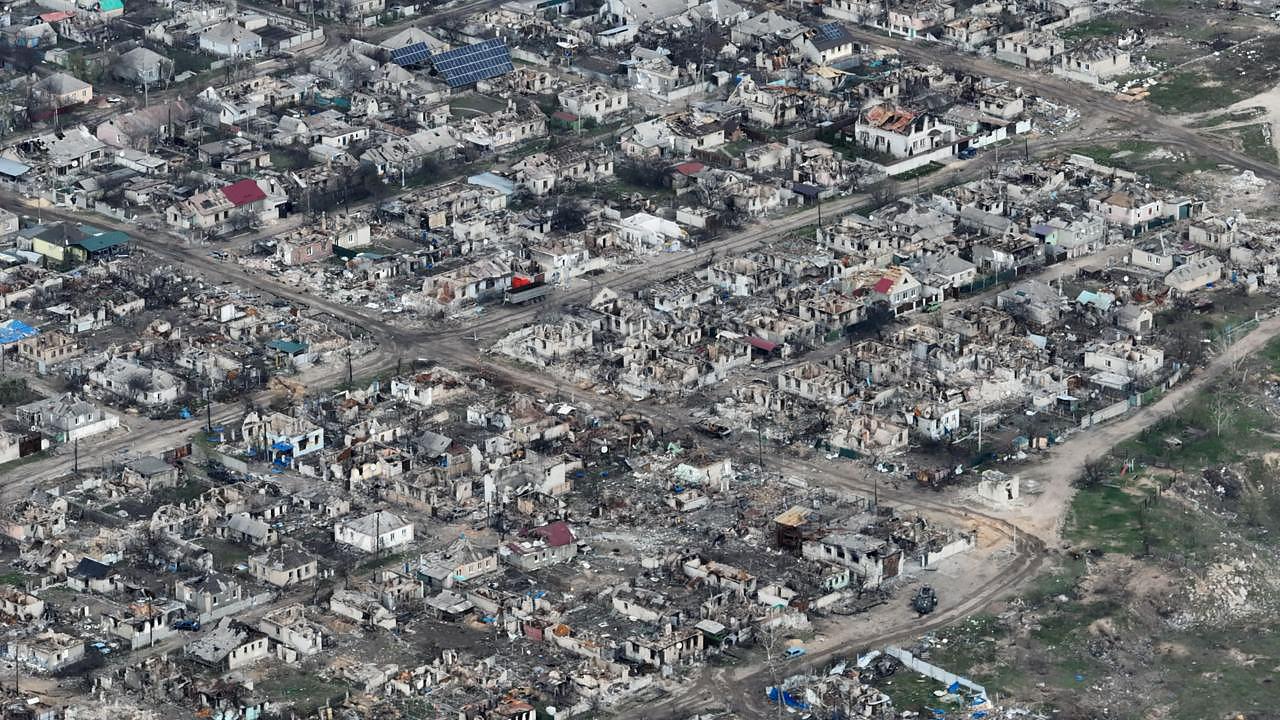
Руины Рубежного после боёв за город. Луганская область, декабрь 2022 года

Российские войска пытались использовать плацдарм в районе города Изюм Харьковской области, захваченного российскими войсками 1 апреля. Наступление велось очень медленно, бои свелись к взаимным артиллерийским ударам без существенных продвижений. За всё время наступления на этом этапе российской армией заняты города Кременная и, после долгих боёв и практически полного разрушения, Попасная и Рубежное, а также предпринята неудачная попытка форсировать Северский Донец.
14 апреля был потоплен флагман Черноморского флота РФ крейсер «Москва». С середины апреля активизировались партизанские действия в оккупированных российскими войсками районах Запорожской и Херсонской областях, с конца мая — в Луганской области, с июня — в Донецкой, особенно активны они в районе Мелитополя. Целями украинских партизан стали и коллаборанты, пошедшие на сотрудничество с российскими войсками и оккупационными администрациями, и российские войска. По данным Института изучения войны, массовая деятельность украинских партизан не позволяет России воплотить в жизнь все планы по присоединению захваченных южных территорий.

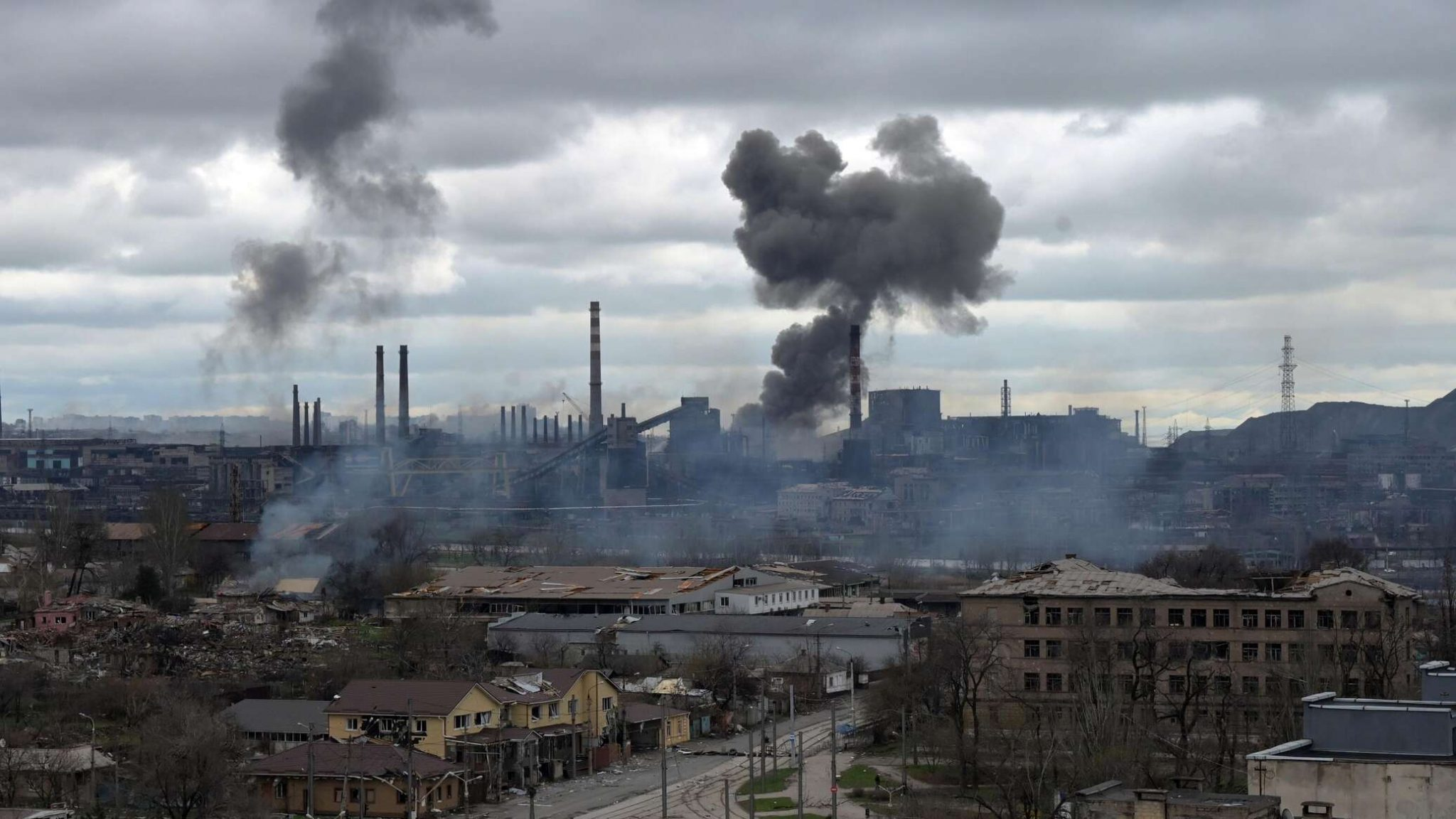
Бои за «Азовсталь». Мариуполь, Донецкая область, 20 апреля 2022 года

В мае—апреле украинская армия перешла в контрнаступление и отбросила российские войска от Харькова. Также продолжились бои в осаждённом с начала марта Мариуполе, завершившиеся 20 мая полным переходом территории полностью разрушенного города под контроль российских войск после сдачи в плен украинских военных, оборонявшихся на заводе «Азовсталь».
После неудачной попытки окружить донбасскую группу ВСУ российские войска перешли к тактике вытеснения украинских сил на запад — в конце мая они заняли Лиман и Святогорск; в июне под контроль российской армии перешли Горское и Золотое; в первую неделю июля российские войска заняли руины Северодонецка и Лисичанск — на тот момент последние большие населённые пункты Луганской области, контролируемые Украиной. В конце июля силами ЧВК «Вагнер» также была занята Углегорская ТЭС. Наступление велось в районах, которые были подготовлены к обороне, к тому же в условиях начала ударов украинскими системами GMLRS по складам боеприпасов, в связи с чем давалось с большим трудом и имело невысокий темп. В свою очередь украинские войска начали аналогичное продвижение в Херсонской области — ВСУ смогли захватить и удержать плацдармы на юго-восточном берегу реки Ингулец и начали наносить удары ракетами GMLRS по мостам через Днепр и Ингулец, по которым шло снабжение российской группировки в регионе. Также во второй половине июня украинские силы атаковали 3 из 4 «вышек Бойко», практически полностью уничтожив платформу «Таврида», и вытеснили ВС РФ с острова Змеиный, а в августе начали атаки на российские военные объекты в Крыму (аэродром «Саки», Майское и др.).
Начиная с лета 2022 года произошёл ряд убийств и покушений на коллаборационистов, российских пропагандистов, чиновников и высокопоставленных военных, в которых СМИ обвиняли украинские спецслужбы.

#### Украинские контрнаступления

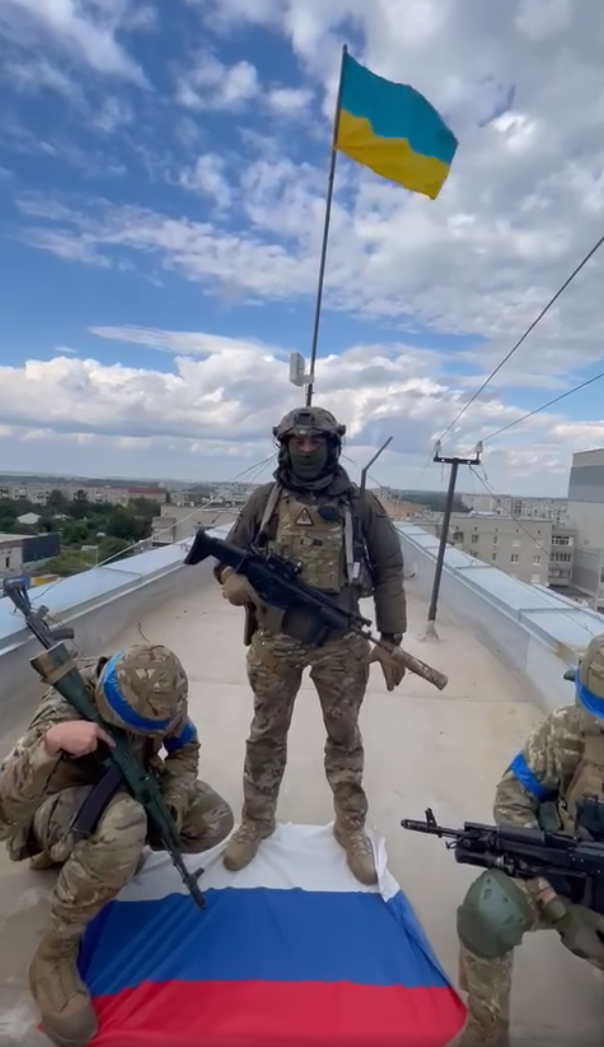
Украинское подразделение «Kraken» в освобождённой Балаклее. Харьковская область, 8 сентября 2022 года

В начале сентября украинские войска перешли в стремительное контрнаступление в Харьковской области, вернув по его итогам под контроль более 8800 квадратных километров территории и освободив около 300 населённых пунктов, включая Балаклею, Купянск и Изюм. Они прорвали российские позиции на глубину до 70 километров в некоторых местах и разгромили российские силы, разрушив тем самым северное направление России в Донбассе и спровоцировав спешный неконтролируемый отход российских войск с юго-востока Харьковской области. Отступление ВС РФ от города Изюма обозреватели назвали крупнейшим поражением российской армии после её отступления с Киевского направления в марте. 11 сентября российские силы начали отступать с севера Харьковской области — украинские войска освободили Волчанск, а фронт стал проходить по российско-украинской границе и реке Оскол. В дальнейшем украинские войска форсировали реку Оскол в нескольких местах, а также пошли в наступление на севере Донецкой области — к 12 сентября они освободили Святогорск, к 1 октября — окружили и взяли Лиман, к 24 октября — перешли северную границу Луганской области.
Одновременно с наступлением на востоке Украины к началу октября украинские войска также развили контрнаступление в Херсонской области, продвинувшись к 5 октября на 10—20 км на разных отрезках фронта. 9 октября украинская сторона заявила о возвращении под её контроль более 1170 квадратных километров Херсонской области с начала контрнаступления. 10 ноября была освобождена Снигирёвка и сопредельные территории — под контролем россиян в Николаевской области остался только Кинбурнский полуостров. 11 ноября ВСУ освободили Херсон и всё правобережье Херсонщины. Российскими войсками при отступлении были взорваны мосты через Днепр — 250-километровая линия фронта установилась по Днепру в промежутке от Запорожской АЭС до Чёрного моря.
В ответ на успешные украинские контрнаступления с сентября 2022 года российские войска стали применять тактику массированных обстрелов критической гражданской инфраструктуры Украины, нацеленную на лишение населения Украины тепла, электричества и воды в условиях надвигающихся зимних холодов, с целью принуждения украинского общества к уступкам ради завершения войны. В октябре 2022 года по Украине было нанесено 56 ракетных ударов, затем в среднем наносилось 22 удара в месяц. Однако, выпустив к началу апреля 2023 года почти 5000 ракет общей стоимостью 16 млрд долларов, и проведя, таким образом, одну из самых дорогих ракетных кампаний в современной истории, Россия не достигла своих целей. В начале апреля 2023 года Украина возобновила экспорт электроэнергии в страны Европы. В то же время украинскими силами в октябре-декабре 2022 года был повреждён Крымский мост, являвшийся важным звеном в логистической цепочке снабжения южной группировки российских войск, впервые атакованы корабли Черноморского флота, находившиеся на стоянке в Севастопольской бухте, а также впервые были атакованы военные цели в глубоком российском тылу — ударам беспилотников подверглись авиабазы стратегических бомбардировщиков в Дягилеве Рязанской области и Энгельсе Саратовской области.

#### Попытки российского и украинского наступлений в 2023 году. Война на море

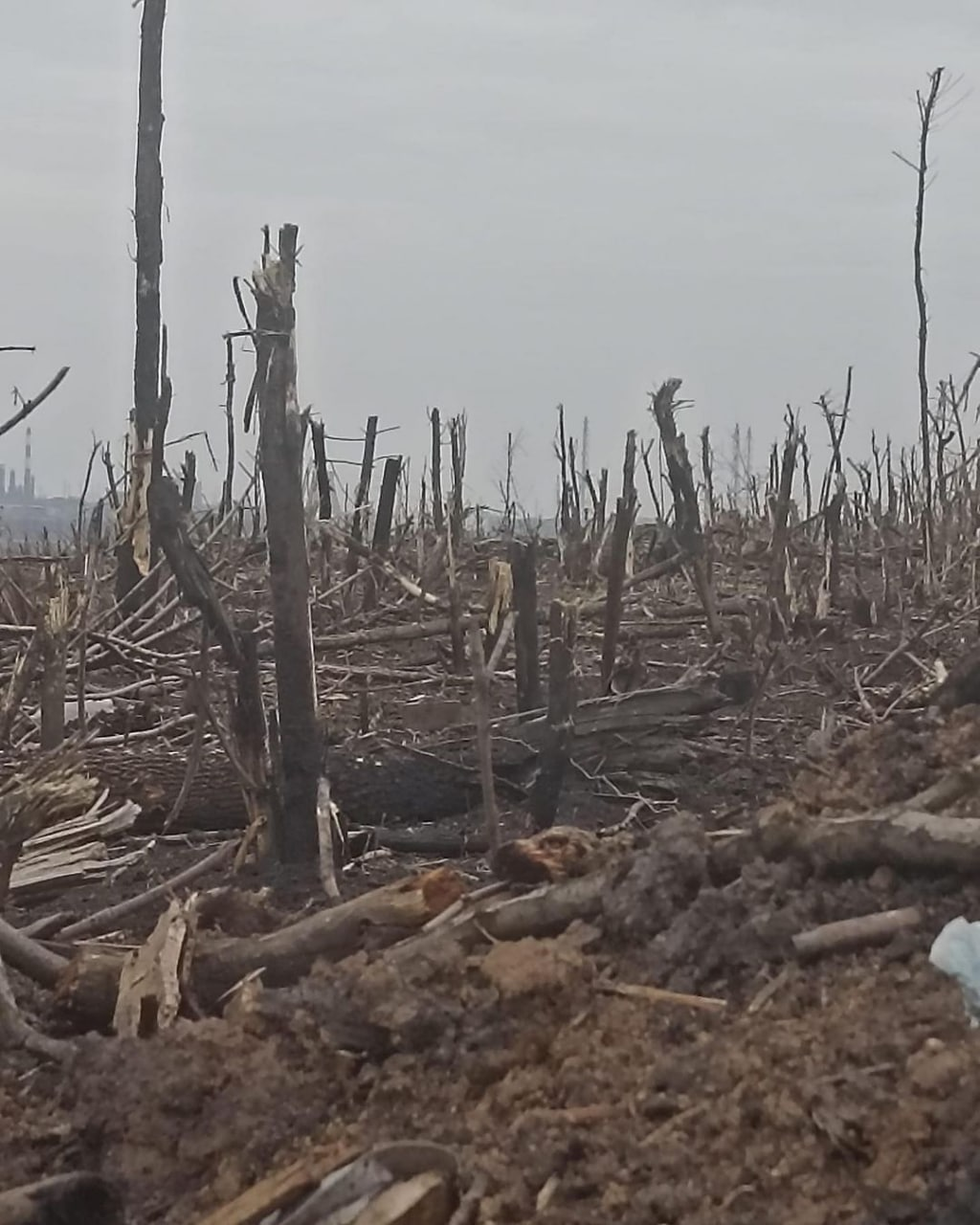
«Ничейная земля» под Бахмутом. Донецкая область, 26 ноября 2022 года

В середине октября, одновременно с украинскими контрнаступлениями, российские войска предприняли попытку наступления на Бахмут и Авдеевку, где завязались ожесточённые бои. Ко второй половине января 2023 года россиянам удалось занять расположенный около Бахмута Соледар, однако попытка штурма Угледара обернулась для них поражением и, по оценкам обозревателей, «огромными потерями». Украинская сторона назвала трёхнедельные бои самым большим танковым сражением за войну. К марту 2023 года попытки российского наступления увязли в украинской обороне под Авдеевкой и Угледаром. В мае 2023 года российские силы уничтожили Карловское водохранилище под Донецком и, в основном усилиями ЧВК «Вагнер», вышли на внешние границы руин Бахмута.

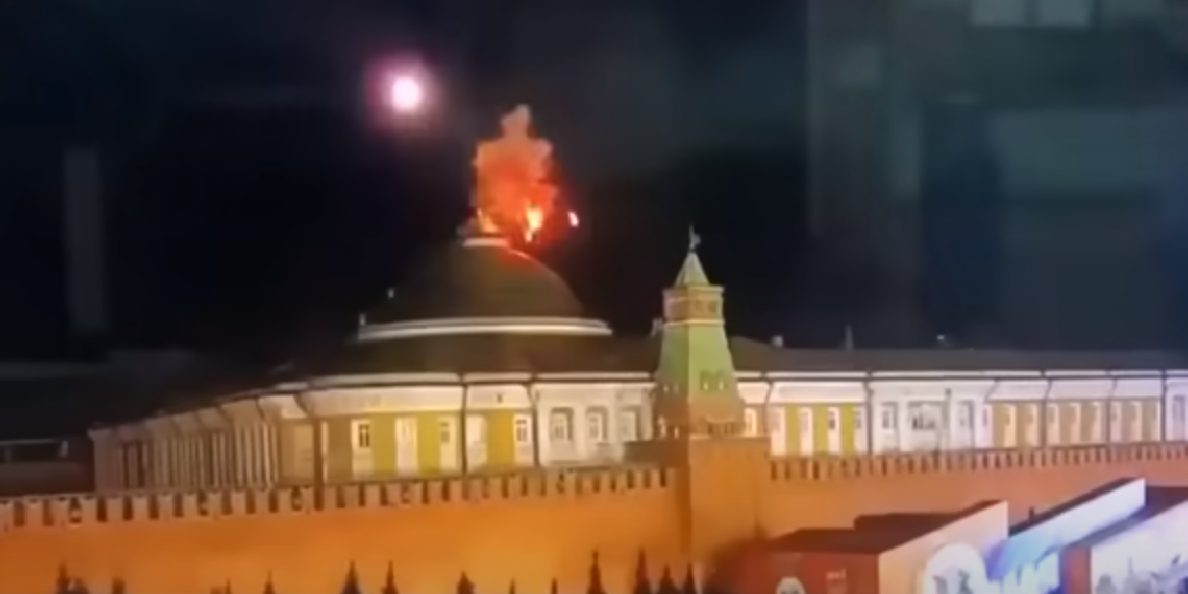
Удар беспилотника по Московскому Кремлю. 3 мая 2023 года

28 февраля 2023 года впервые был произведён массированный налёт беспилотников на несколько регионов России — БПЛА были зафиксированы в Белгородской, Брянской и Московской областях, Адыгее и Краснодарском крае. Тогда же на авиабазе «Мачулищи» в Беларуси был атакован и повреждён российский самолёт дальнего радиолокационного обнаружения А-50. Ночью со 2 на 3 мая 2023 года беспилотниками был атакован Московский Кремль. В начале мая 2023 года участились диверсии и атаки на российские стратегические объекты — сообщалось об атаках беспилотников на ряд нефтехранилищ, диверсиях на железных дорогах, следствием которых стало схождение товарных поездов, атаке на аэродром «Сеща» в Брянской области. 13 мая произошло массовое крушение российской авиации над Брянской областью — единовременно разбились самолёты Су-34, Су-35 и два вертолёта Ми-8, которые должны были участвовать в бомбардировке Черниговской области. В дальнейшем география ударов по территории России росширилась до Новгородской и Псковской областей, массовым атакам подверглись военные аэродромы.
С начала 2023 года украинские войска приступили к проведению операций в дельте Днепра. В конце апреля украинские военные форсировали реку и заняли позиции у города Алёшки, а к началу июня им удалось вытеснить российские войска с большей части островов в днепровской дельте. 6 июня россияне подорвали Каховскую ГЭС. Её разрушение привело к масштабной техногенной катастрофе, уничтожению Каховского водохранилища, затоплению 620 квадратных километров территории и 32 населённых пунктов Херсонской области, а также срыву планов ВСУ по началу одновременного контрнаступления на херсонском и запорожском направлениях из-за непригодности Днепра для форсирования в зоне катастрофы.

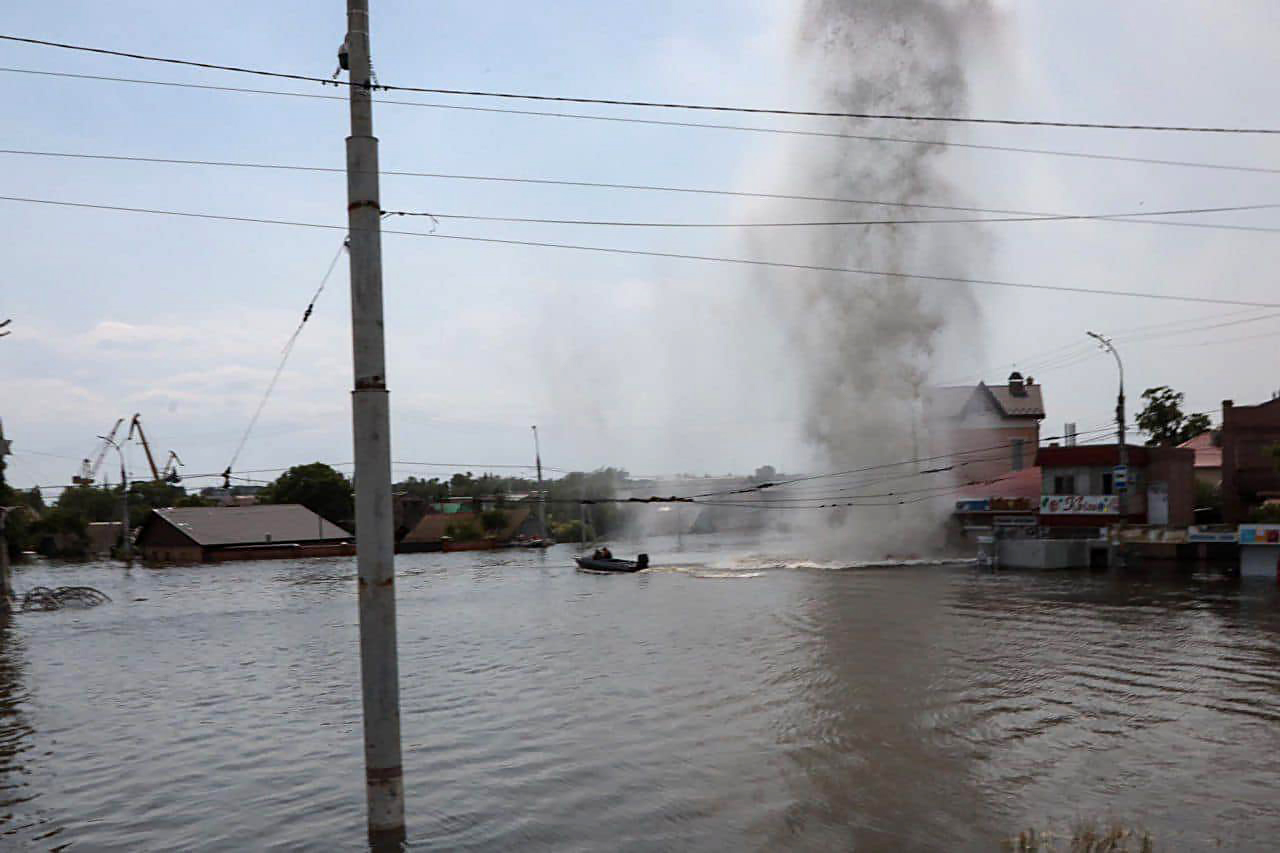
Обстрел во время эвакуации из затопленного Херсона. 8 июня 2023 года

Весной 2023 года Россия возобновила обстрелы украинской критической инфраструктуры ракетами и БПЛА большой дальности. С мая по ноябрь 2023 года по Украине в среднем в месяц наносилось 53 удара, на которые в среднем приходилось около 470 ракет и беспилотников. Также Россия активизировала бомбардировки прифронтовых территорий и областей, граничащих с Россией и Беларусью, управляемыми бомбами и бомбами с УМПК.
В то же время Русский добровольческий корпус (РДК) и легион «Свобода России» начали проводить диверсионные рейды на приграничные территории России. За 2023 год произошло не менее 6 таких рейдов в Белгородскую и Брянскую области.
В начале июня 2023 года украинские войска всё же перешли в контрнаступление на запорожском и бахмутском направлениях. ВСУ попытались широко использовать бронетехнику, чтобы пробить российскую оборону, однако столкнулись с упорным сопротивлением, которое осложнилось многочисленными минными полями, применением вертолётов и артиллерии. После этого украинские войска изменили свою тактику, начав изматывать обороняющиеся российские части артиллерийскими обстрелами и заниматься контрбатарейной борьбой. В рамках этой тактики Украиной стали наноситься удары по логистическим объектам в Крыму, включая Чонгарский, Генический и Крымский мосты, Старокрымский полигон, ряд аэродромов и нефтехранилищ.
C 23 по 24 июня 2023 года в России произошёл мятеж ЧВК «Вагнер». «Вагнеровцы» взяли под контроль Ростов-на-Дону и начали движение в сторону Москвы, однако затем пришли к соглашению с российскими властями при посредничестве президента Беларуси Александра Лукашенко. Через два месяца после мятежа владелец «Вагнера» Евгений Пригожин и командир ЧВК Дмитрий Уткин погибли в авиакатастрофе в Тверской области.
Во второй половине июля Россия вышла из «Зерновой сделки», возобновила блокаду украинских портов и начала наносить массированные удары по зерновой инфраструктуре. Украина официально объявила о военной угрозе всем российским портам на Чёрном море, после чего 4 августа атаковала дронами Черноморский флот в Новороссийске. В дальнейшем украинцы вывели из строя значительную часть корабельного состава Черноморского флота: по данным «Forbes» — около четверти, по данным «Британники» — около трети. Также были атакованы его объекты управления — командный пункт в Верхнесадовом, главный узел спецсвязи и штаб в Севастополе. К 11 сентября украинским войскам удалось высадиться на всех буровых платформах к западу от Крыма («вышки Бойко») и демонтировать установленные на них российские РЛС «Нева-Б», которыми отслеживалась ситуация в северо-западной акватории Чёрного моря, что фактически способствовало блокаде украинских портов. В сентябре блокада была прорвана, а к октябрю Россия была вынуждена передислоцировать основную часть Черноморского флота из Крыма в Новороссийск.
Осенью 2023 года украинская армия форсировала Днепр, захватила плацдарм на левобережье Херсонской области, однако в связи с дефицитом боеприпасов была вынуждена перейти в оборону по всей линии фронта.

#### Российское ползучее наступление. Начало боёв на территории России

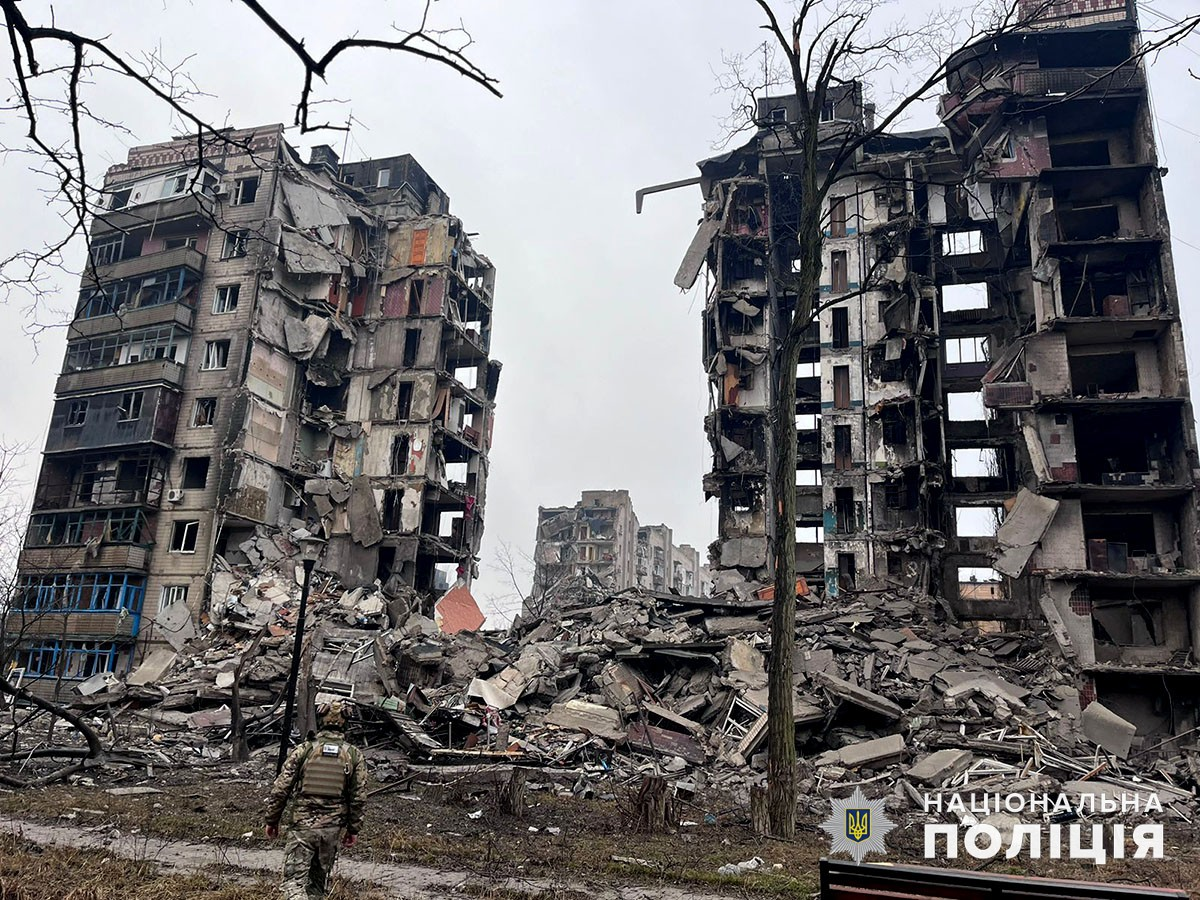
Руины гражданской застройки Авдеевки. Донецкая область, 3 января 2024 года

В октябре 2023 года российская армия начала массированное наступление на Авдеевку. К январю 2024 года она заняла руины Марьинки, в феврале — оккупировала Авдеевку. После занятия Авдеевки ВС РФ стремительным продвижением на запад сформировали Очеретенский выступ и с него начали развивать штурмы в направлении Покровска. Параллельно российские подразделения начали создавать «клещи» на соседнем Кураховском фронте, атаковать Торецк и Часов Яр, пробовать отбить Клещиевку к югу от Бахмута, а также развивать прорыв к реке Оскол близ Купянска. К сентябрю 2024 года обозреватели отмечали огромные потери российской армии. За год с начала операции российские войска смогли оккупировать Новогородовку, Красногоровку, Украинск, Угледар, Селидово и Горняк. После нескольких неудачных попыток российские подразделения в конце ноября 2024 года смогли форсировать Оскол и создать несколько плацдармов на его правом берегу. В начале января 2025 года россияне захватили Курахово. К началу марта российское наступление, которое длилось 1,5 года, остановилось, а украинская армия приступила к ограниченным контратакам. В дальнейшем российские войска продолжали оказывать давление по всей линии фронта, однако темпы российского продвижения не увеличились выше пеших.
В январе-феврале 2024 года Украина провела серию операций против российской авиации. По заявлению украинской стороны, только за 2 недели февраля было сбито 13 самолётов. Среди них: 14 января был уничтожен самолёт ДРЛО А-50 и повреждён Ил-22М; 24 января Россия обвинила Украину в сбитии транспортного Ил-76; 23 февраля был сбит самолёт ДРЛО А-50У. В апреле впервые был сбит стратегический бомбардировщик — Ту-22М3 в Ставропольском крае, за 400 км от линии фронта.

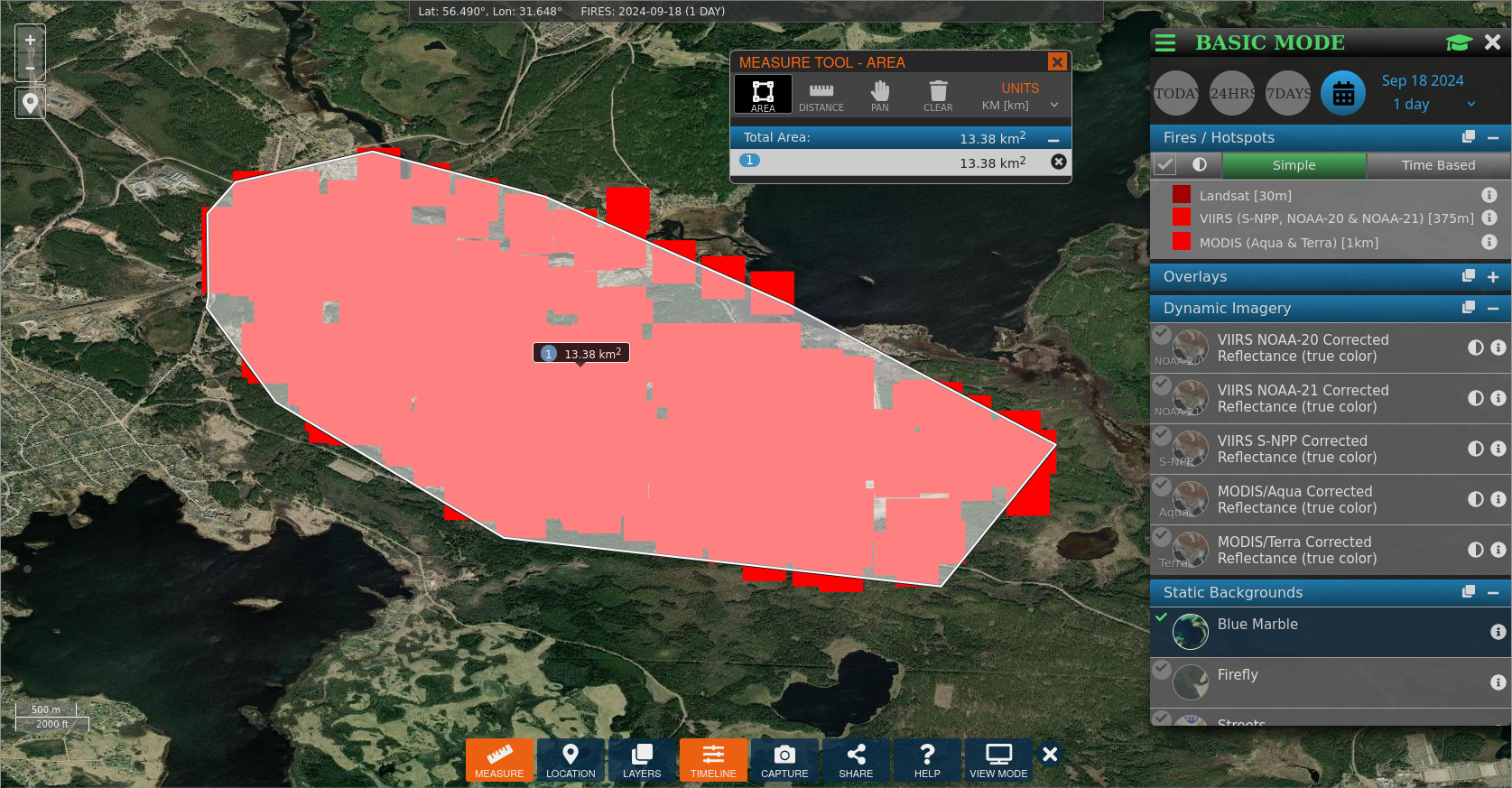
Визуализация системой FIRMS пожара на площади более 13 км², возникшего в результате атаки на склад боеприпасов в Торопце и его последующей детонации. Тверская область, 18 сентября 2024 года

Также Украина начала кампанию ударов по российским нефтеперабатывающим предприятиям с целью разрушить нефтеперерабатывающую инфраструктуру, которая обеспечивает российскую армию топливом, и лишить правительство России значительной доли прибылей от нефтепродукции. Кроме того, удары наносились по военным, промышленным, инфраструктурным и энергетическим объектам. За январь-сентябрь 2024 года Украина нанесла в пять раз больше ударов по критически важным объектам РФ, чем за два предыдущих года вместе взятых, причём почти все атаки осуществлены с помощью БПЛА. Атаки были проведены в отношении более 70 российских нефтеобъектов, в результате были повреждены 15-17 % российских мощностей нефтепереработки. Также было отмечено не менее 30 успешных ударов по военным объектам, 14 — по промышленным объектам, 6 — по энергетическим объектам и 10 — по инфраструктурным. Дальность атак достигла 1800 км (крайняя точка — РЛС дальнего обнаружения «Воронеж—М» в Орске). В ноябре западные союзники сняли ограничение на атаки российской территории поставляемым Украине ракетым вооружением. В сентябре 2024 года — феврале 2025 года вектор атак постепенно сместился с военных объектов (в основном складов боеприпасов) на нефтяные или газовые хранилища, а также нефтегазоперерабатывающие заводы. По совместной оценке радио «Свобода» и проекта Frontelligence Insight как минимум в 67 % украинских ударов оказались успешными. Использовались различные типы беспилотников, крылатые и баллистические ракеты. Общий урон за данный период оценивался минимум в 60 миллиардов рублей или 658 миллионов долларов. По подсчётам «Рейтер», только за начало 2025 года Россия потеряла 10% мощностей НПЗ, а в 2024 году из-за атак дронов и проблем с ремонтом объемы нефтепереработки в России упали до 12-летнего минимума — 267 млн тонн. Экспорт нефтепродуктов в 2024 году сократился на 9%, до 113,7 млн тонн. В отвтет российское правительство засекретило статистику по выпуску бензина и дизельного топлива, а также было вынуждено запретить экспорт бензина с марта по май и с июля по декабрь 2024 года. 

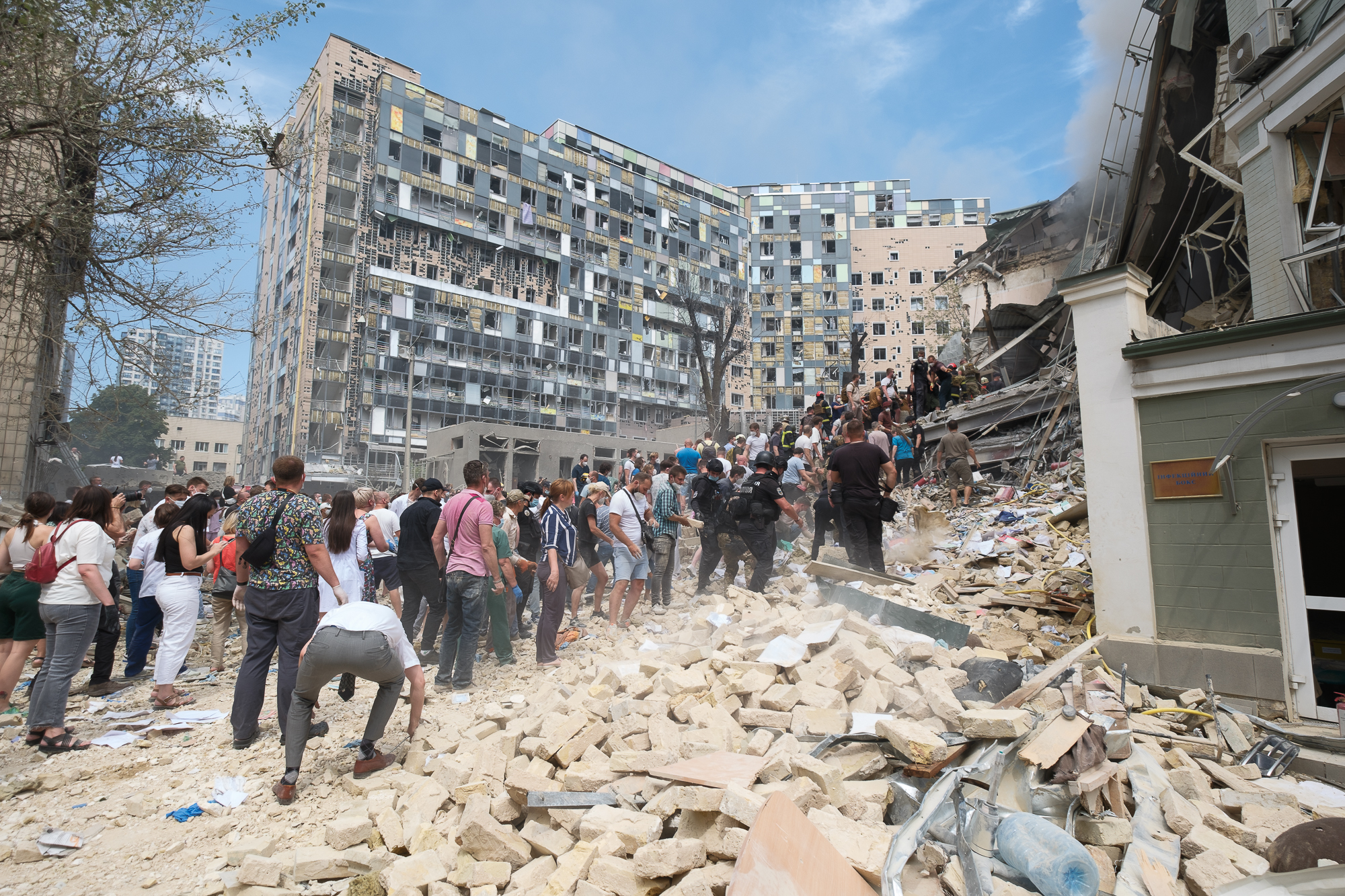
Корпуса детской больницы «Охматдет» после российского ракетного обстрела. Киев, 8 июля 2024 года

Весной 2024 года, после трёхмесячного перерыва, Россия возобновила массированные ракетные удары про критической энергетической инфраструктуре Украины. Основными целями атак стали дамбы, гидроэлектростанции и теплоэлектростанции, отдельные подстанции и даже линии электропередач. Начиная с июня среднемесячное число ударов выросло до 135, а среднемесячное число ракет — до 1360. В ходе атак была уничтожена Трипольская ТЭС и сильно повреждена Днепрогэс. По оценке Financial Times, к июню 2024 года удары ВС РФ по украинской энергетике привели к уничтожению половины генерации: она уменьшилась с 55 до 20 ГВт. В январе-феврале 2025 года усилились атаки на объекты газодобычи. По данным премьер-министра Украины Дениса Шмыгаля, на конец апреля Украина потеряла почти 50 % газодобычи.
В марте Русский добровольческий корпус, легион «Свобода России» и Сибирский батальон провели новый рейд в Белгородскую и Курскую области, захватив пленных и на короткое время заняв некоторые населенные пункты. В рамках отражения рейда российскими правительственными войсками были полностью уничтожены пункт пропуска «Нехотеевка» и село Козинка.
В мае российские войска пересекли украинскую границу со стороны Белгородской области и возобновили боевые действия на севере Харьковщины, предприняв наступление в направлении Волчанска и Липцев. Российские войска смогли продвинуться на 5 км от границы, после чего наступление застопорилось, не дав результата. Волчанск был практически полностью уничтожен российскими бомбардировками.

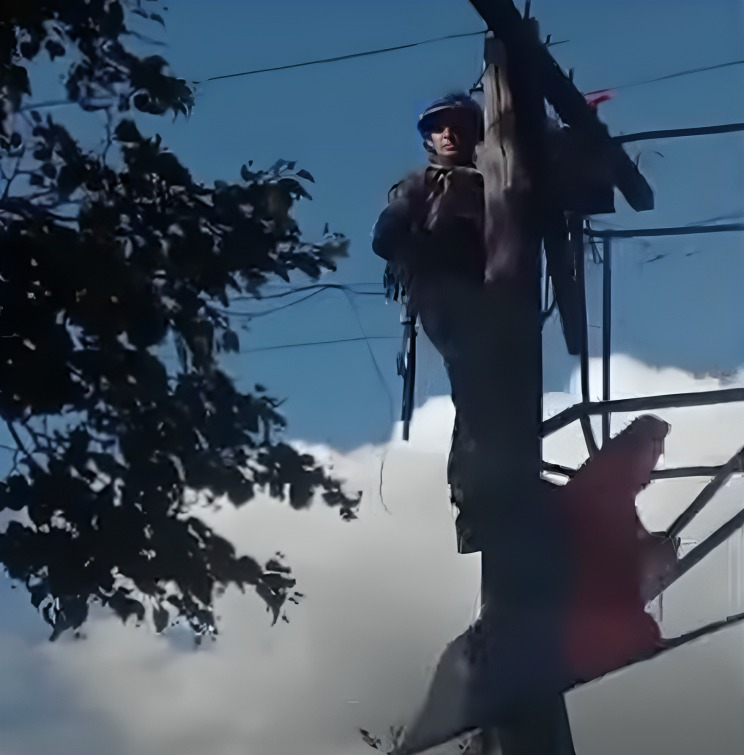
Украинский солдат снимает российский флаг в Апанасовке. Курская область, 19 августа 2024 года

В августе украинская регулярная армия пересекла росийскую границу со стороны Сумской области и начала полномасштабные бои в Курской области. В ходе быстрого наступления она заняла десятки населённых пунктов, включая город Суджа. В связи с медленным темпом ответного контрнаступления российских войск, в ноябре в боевые действия вступили подразделения союзной России северокорейской армии. Усилив натиск, 11—12 марта 2025 года, российская армия смогла вернуть под контроль Суджу. В ходе дальнейших боевых действий в ночь на 21 марта была взорвана газоизмерительная станция «Суджа».

#### Боевые действия в период переговоров инициированных Дональдом Трампом
С начала апреля 2025 года Украина прекратила атаки на российские нефтеперерабатывающие предприятия и объекты топливно-энергетического комплекса, усилив удары по предприятиям, связанным с ВПК, и военным объектам. В связи с тем, что российские власти не ввели бесполётную зону для гражданской авиации в зоне атак, усилившиеся налёты БПЛА привели к возникновению транспортного коллапса — за неполные 5 месяцев 2025 года аэродромы закрывали не менее 217 раз (больше, чем за весь 2023 (58) и 2024 (91) годы вместе взятые), что, по консервативным оценкам, привело к финансовым потерям перевозчиков в более чем 1 миллиард рублей. Также участились случаи ложного срабатывания российского ПВО по гражданским самолётам (наибольшей катастрофой стало сбитие азербайджанского E-190 над Грозным). В июле, после продолжавшегося почти четыре месяца перерыва, ВСУ возобновили удары по нефтеперерабатывающим заводам на территории России. Уже в конце июля Россия снова ограничила экспорт бензина. Самой масштабной стала атака 7 мая 2025 года, в которой, по заявлениям российского Минобороны, были использованы более 440 беспилотников (экспертами цифра оценивается как завышенная).

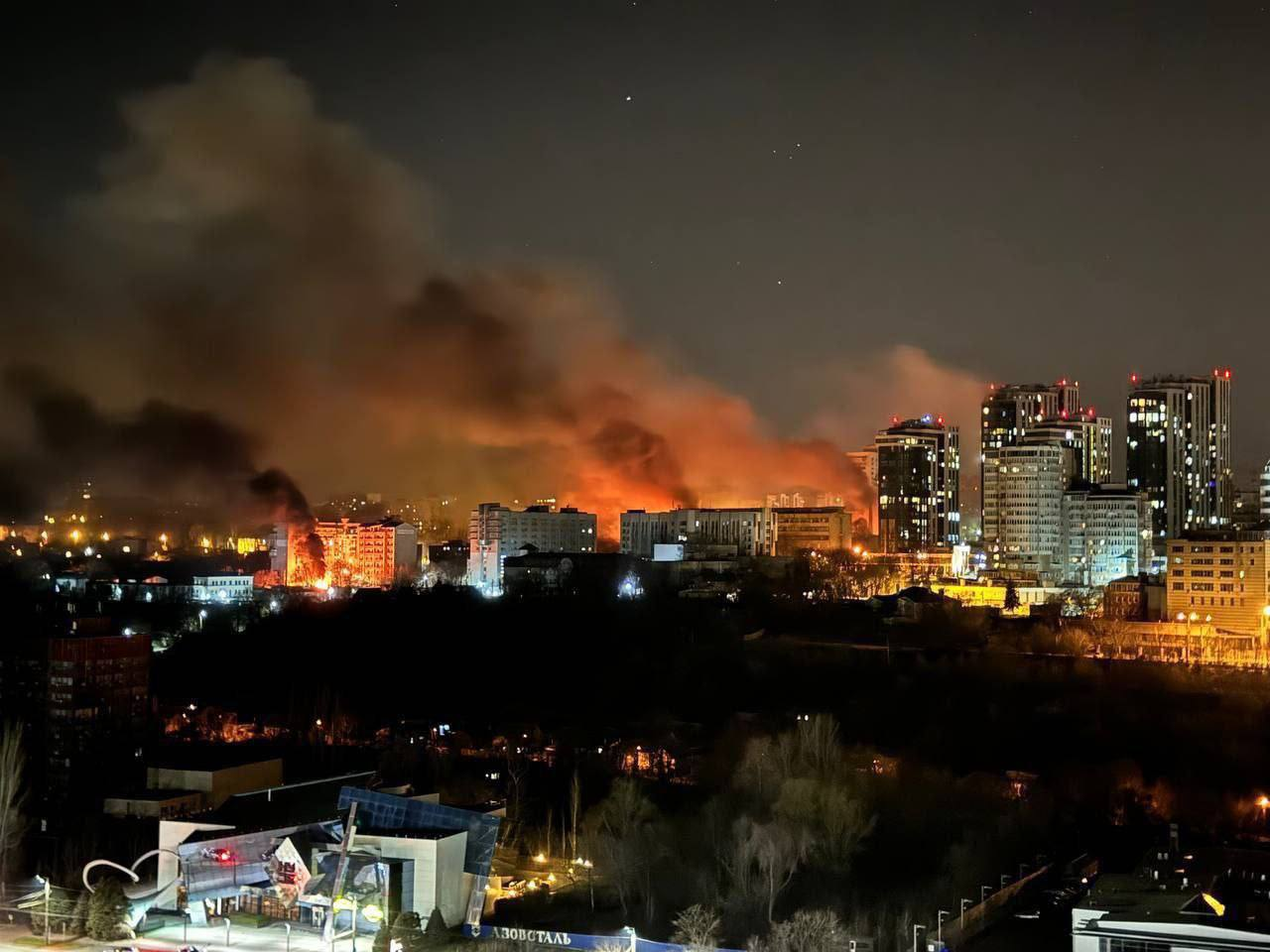
Центр Днепра после российской атаки. Днепропетровская область, 26 марта 2025 года

Согласно оценке Центра информационной устойчивости, с начала 2023 года по 17 июня 2025 года Россия выпустила по Украине в общей сложности 34 454 ударных и отвлекающих беспилотника, из которых только в 2025 году — почти 20 500. К июню 2025 года обыденными стали налеты, в которых использовались по 300—400 беспилотников. Чтобы увеличить ущерб от их применения, Россия начала применять комбинированные атаки: приманки и настоящие дроны перемежались с ракетами, удары наносились с нескольких направлений, а дроны запускались «волнами», создавая эффект роя. Кроме того, для атак стали часто выбираться лишь несколько городов за ночь, чтобы наносить им максимальный урон. Начиная с июля 2025 года Россия провела компанию ударов по Территориальным центрам комплектования и социальной поддержки. Крупнейшим налётом с использованием ударных БПЛА стала атака в ночь на 9 июля 2025 года, в которой, по данным Воздушных сил Украины, было запущено 728 дронов.
В марте—апреле бои из Курской области распространились на приграничные территории Сумской области. В мае российская армия предприняла наступление на нескольких направлениях, которое планировалось ещё на зиму. Российская армия реализовала тактику распыления сил и оказания сильного давления по всему фронту, отказавшись от попыток значительного порыва на одном его участке. Для этого, помимо сумского направления, она усилила давление на покровском и константиновском направлениях в Донецкой области, купянском направлении в Харьковской области, а также предприняла попытку прорваться в Днепропетровскую область. Вместе с этим усилились российские удары по гражданскому населению. По оценке аналитика Института изучения войны Анжелики Эванс это делалось с целью убедить население атакованых населённых пунктов уйти и облегчить захват этих городов в будущем. Через несколько недель после начала наступления сильно увеличившийся объём российских атак не привел к значительным прорывам на поле боя. На сумском направлении украинская армия и вовсе перешла к контратакам. Ещё раньше, во второй половине марта, украинские войска начали параллельные боевые действия в Белгородской области.

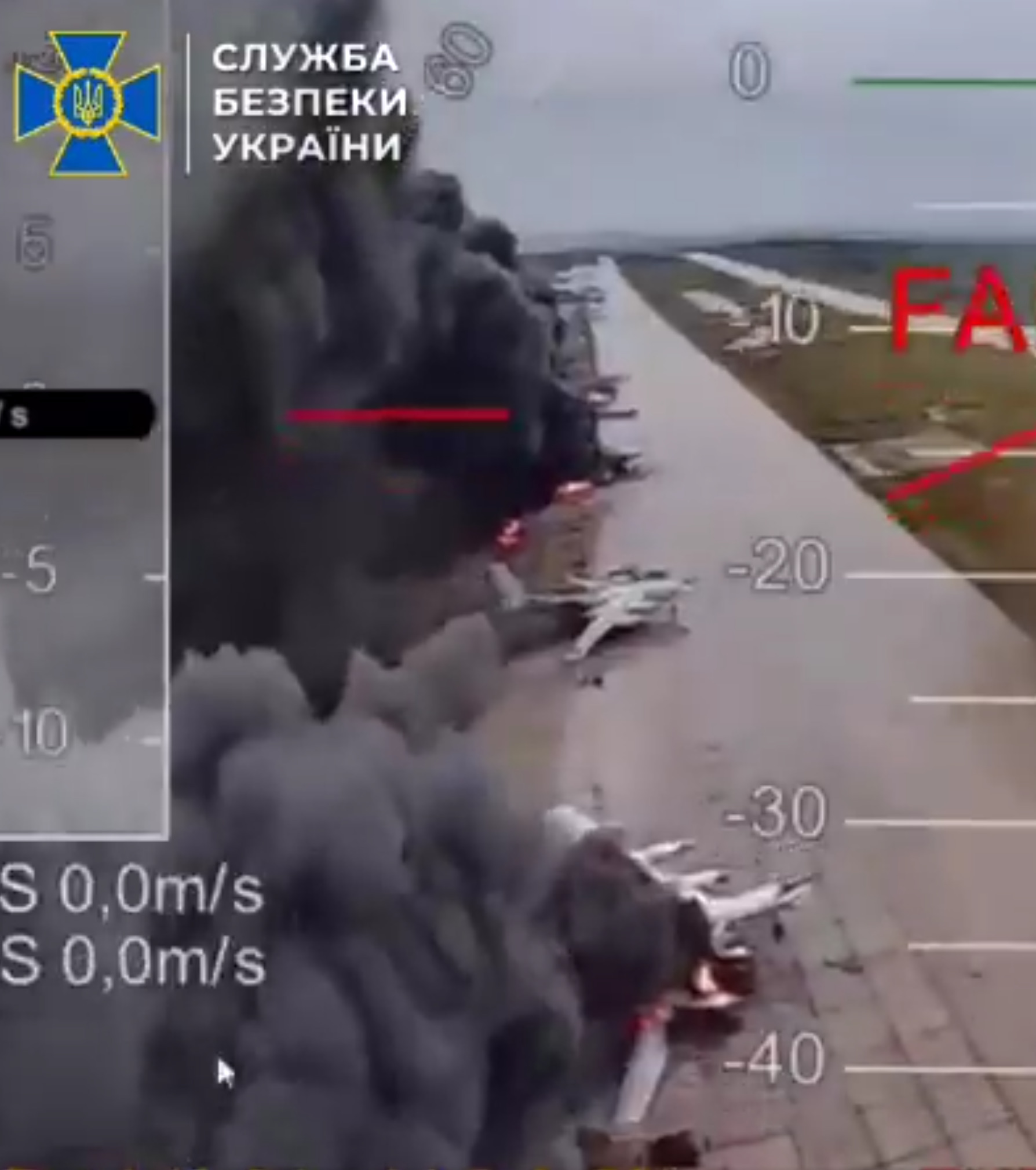
Российские стратегические бомбардировщики Ту-95, горящие после атаки в рамках операции «Паутина». Авиабаза «Оленья», Мурманская область, 1 июня 2025 года

1 июня 2025 года Служба безопасности Украины провела операцию «Паутина», в результате которой к 7 июня 2025 года было независимо подтверждено полное уничтожение 12 самолётов и «поражение» ещё 10, включая Ту-95 и Ту-22М. Украинская сторона заявила о поражении 41 самолёта (в числе которых Ту-95, Ту-22М и А-50) и уничтожении примерно половины из них, в связи с чем было выведено из строя 34 % российских стратегичесих бомбардировщиков. Российская сторона не признала уничтожение самолётов. Обозреватели отмечали, что одним из последствий операции стало перебазирование российских стратегических бомбардировщиков Ту-160, Ту-95МС и Ту-22М3 на авиабазы преимущественно расположенные на Дальнем Востоке.

### Оценки действий российской и украинской армий
Ряд экспертов отмечает, что сопротивление вооружённых сил Украины оказалось гораздо сильнее ожидавшегося, что привело к затягиванию военных действий. При этом эксперты отмечают, что российская армия не смогла достичь поставленных целей в первые дни конфликта, испытывает проблемы с логистикой, а также имеет низкий боевой дух. Одной из причин невыполнения первоначальных целей и планов вторжения СМИ называют недостаточное понимание Владимиром Путиным реального положения дел на Украине, а также низкий профессиональный уровень и коррупцию в информирующей высшее российское руководство «большой пятой службе» ФСБ.
К июню тактика российских войск изменилась по сравнению с начальным периодом войны. Война стала прежде всего артиллерийским сражением, в котором российская армия имела существенное преимущество за счёт многократного превосходства над украинскими войсками в количестве артиллерийских стволов и боеприпасов. При этом такая тактика ведения войны приводит к большим жертвам среди мирных жителей.
К 2025 году эксперты констатировали, что за счёт использования беспилотников Украина изменила облик современной войны. С самого начала российского вторжения БПЛА использовались обеими сторонами, однако концентрация их использования и спектр ролей на поле боя возростали с каждым годом. Согласно оценке Королевского объединённого института оборонных исследований в 2025 году с ударами дронов были связаны до 70 % потерь в живой силе и технике с российской стороны. По данным «Bloomberg» за счёт постоянного воздушного контроля дронами «серая зона» расширилась с 10 км в 2022 году до 25 км в 2025 году. Российская армия была вынуждена отойти от тактики штурмов колоннами бронетехники, заменив её штурмами на мотоциклах, электросамокатах, гольф-карах и пешком, что привело к увиличению потерь. Украинская армия перешла к тактике «сначала роботы». Техника стала массово оснащаться противодроновыми сетками и импровизированными конструкциями из металлических листов, между которыми для защиты размещались резина и бревна. Российские войска начали строить целые «антидроновые коридоры», устанавливая защитную сетку или провода вдоль обочин дорог. Массовое использование дронов привело к пропорциональному распространению средств радиоэлектронной борьбы для защиты от них. Украина начала экспериментировать с лазерным оружием для борьбы с ними. По мнению экспертов «Голоса Америки» «Украина постоянно опережает Россию по инновациям в области технологий и программного обеспечения», однако российские силы «быстро адаптируются и имитируют достижения Киева».
За первые 2 года конфликта Украина построила масштабную, гибкую и в значительной мере децентрализованную инфраструктуру беспилотников, охватывающую производство, тестирование, логистику, обучение операторов, и объединяющую военных, волонтёров и частные технологические стартапы. В 2024 году она официально создала новый род войск — Силы беспилотных систем. 3 июня 2025 года их командующим стал Роберт Бровди, который до войны был гражданским и будучи командиром взвода в её начале создал одно из первых подразделений беспилотной аэроразведки. Украина, ограниченная в ресурсах, полагалась на более чем 500 поставщиков — от больших заводов до производств в небольших мастерских и гаражах. Разнообразие компаний, источников финансирования и методов производства сделало отрасль чрезвычайно конкурентной и инновационной. Также украинские войска получали беспилотники от иностранных партнёров. Украинская сторона стала инноватором в использовании FPV-дронов, морских (в том числе против воздушных целей и в качестве носителей FPV-дронов) и наземных дронов, дронов-ПВО, а также автоматического переключения частот и искуственного интелекта в них.
Российские вооружённые силы создали конкурирующую силу дронов и использовали традиционные сильные стороны в радиоэлектронной войне для модернизации своих технологий борьбы с беспилотниками. Россия использовала значительные финансовые вложения для масштабирования массового производства более ограниченного ассортимента моделей беспилотников — отрасль была сосредоточена вокруг крупных кластеров по производству оружия, таких как Алабуга в Татарстане, где производились реплики иранского «Шахеда», и Ижевск, где производились БПЛА «Гарпия». По оценке проекта «RE: RUSSIA» в озвучиваемую статистику по выпуску БПЛА российские власти засчитывали дроны, закупленные в Иране и Китае. Российская сторона стала инноватором в применении барражирующих боеприпасов дальнего радиуса действия, с 2022 года массово использовав иранские БПЛА типа «Шахед», и FPV-дронов на оптоволоконных кабелях,
Украинские чиновники заявляли, что в 2024 году они изготовили более 1 000 0000 FPV-дронов. Россия утверждала, что может выпускать 4000 в день. Оба государства заявляли, что они все ещё наращивают производство, и каждое из них стремится изготовить от 3 000 000 до 4 000 000 дронов в 2025 году.
Было задокументировано масштабное нарушение правил ведения войны российскими войсками, был составлен обширный список их военных преступлений. Отмечались отдельные случаи нарушения правил ведения войны со стороны украинской армии.

## Переговоры
Первый раунд переговоров состоялся 28 февраля 2022 года в Беларуси — российская сторона выдвигала жёсткие условия, требуя фактической капитуляции Украины. Ко второму раунду переговоров, который проходил в Турции, положение на фронте начало складываться не в пользу российских военных. В конце марта на переговорах в Стамбуле стороны сообщили, что согласовали совместное коммюнике. Его общие условия были озвучены тогда же, однако полностью оно не публиковалось. По данным «Foreign Affairs», коммюнике предполагало, что Украина будет нейтральным и безъядерным государством, а также обязуется не присоединяться к военным союзам и не допускать размещение иностранных войск на своей территории, но не предусматривало запрета на вступление в ЕС. В проекте ничего не говорилось о территориях в Донбассе, однако он предполагал, что Россия и Украина разрешат спор вокруг Крыма в течение последующих 10-15 лет путем мирных переговоров. Последними черновиками стороны обменялись в апреле, в середине мая переговоры сошли на нет.
22 июля 2022 года Россия, Украина, Турция и ООН подписали соглашение об экспорте зерна из украинских портов. Однако в июле 2023 года Россия объявила об отказе от «зерновой сделки». Тем не менее Украина своими усилиями смогла организовать самостоятельный «зерновой коридор» вдоль западного черноморского побережья.
В начале 2025 года президент США Дональд Трамп инициировал мирные переговоры между Россией и Украиной. Россией были отклонены многочисленные мирные предложения Трампа, принятые Украиной.  На возобновлённых переговорах Россия фактически выдвинула требования полной капитуляции Украины: вывод войск Украины из четырех частично оккупированных украинских регионов, запрет Украине вступать в международные альянсы или партнёрства по безопасности, строгие ограничения на численность украинской армии и категории вооружения, запрет любых украинских политических партий, которые Москва посчитает националистическими, и прочие требования. Единственным результатом данных переговоров стало ограниченное соглашение об обмене пленными.

## Потери сторон

### Потери в личном составе и военной технике

#### Общий обзор безвозвратных потерь
| Категория         | Потери | Потери                                                                         | Потери                 | Дата             | Источник |
| Категория         | Летальные | Летальные и нелетальные                                                        | Нелетальные            | Дата             | Источник |
| ----------------- | --- | ------------------------------------------------------------------------------ | ---------------------- | ---------------- | --- |
| Российские войска | >122 883 (известные поимённо, без учёта ЛДНР), 21—23,5 тысяч (ЛДНР, на сентябрь 2024), 210—297 тысяч (оценка полн. количества) | 404,7—564 тысячи с учётом тяжело раненых (на 18 октября 2024)                  |                        | 8 августа 2025   | Поимённый список BBC и интернет-СМИ «Медиазона»                                                                 |
| Российские войска | 160-165 тысяч |                                                                                |                        | 24 февраля 2025  | Исследование «Медузы» и «Медиазоны» на основе реестра наследственных дел и поимённого списка «Медиазоны» и BBC. |
| Российские войска | | около 1 000 340 «ликвидированных» (включают и летальные, и нелетальные потери) |                        | 12 июня 2025     | Министерство обороны Украины                                                                                    |
| Российские войска | | около 950 тысяч убитыми и ранеными                                             |                        | май 2025         | Секретная разведывательная служба Великобритании                                                                |
| Российские войска | 115 тысяч |                                                                                | 500 тысяч ранеными     | 10 октября 2024  | Оценка должностных лиц США                                                                                      |
| Российские войска | 5937 |                                                                                |                        | 21 сентября 2022 | Министерство обороны РФ                                                                                         |
| Украинские войска | 45 100 |                                                                                | 390 тысяч ранеными     | 4 февраля 2025   | Владимир Зеленский, президент Украины                                                                           |
| Украинские войска | | 444 000 убитыми и ранеными                                                     |                        | 27 февраля 2024  | Сергей Шойгу, министр обороны Российской Федерации                                                              |
| Украинские войска | ~70 тысяч |                                                                                | 100—120 тысяч ранеными | 18 августа 2023  | Должностные лица США                                                                                            |
| Гражданские лица  | >13 883 |                                                                                | >35 548 ранеными       | 13 августа 2025  | Организация Объединённых Наций                                                                                  |
| Гражданские лица  | ~30 000 |                                                                                |                        | 22 января 2023   | Эйрик Кристофферсен, командующий вооружёнными силами Норвегии                                                   |

1. ↑  Потери относятся к промежутку времени с 24 февраля 2022 года до приведённой даты
2. ↑  включая НГУ и Силы территориальной обороны
3. ↑  Среди них: 726 — дети; 2719 — находившиеся на территории, оккупированной РФ
4. ↑  Среди них: 2234 — дети; 4456 — находившиеся на территории, оккупированной РФ

#### Данные украинской стороны
12 марта 2022 года на брифинге для иностранных журналистов президент Украины Владимир Зеленский заявил о гибели около 1300 военных. 30 мая Зеленский сообщил, что ежедневные потери украинской армии составляют 60-100 человек убитыми и около 500 ранеными.
По информации Олега Котенко, уполномоченного по вопросам лиц, пропавших без вести при особых обстоятельствах, по состоянию на июль 2022 пропавшими без вести числятся около 7200 украинских военных.
По информации командующего тыловым обеспечением командования сухопутных войск генерала Владимира Карпенко, потери Украины в технике с февраля по 15 июня 2022 года составили около 1300 БМП, 400 танков, 700 артсистем.

#### Данные российской стороны
25 марта 2022 года первый заместитель начальника Генерального штаба ВС генерал-полковник Сергей Рудской заявил о гибели 1351 военнослужащих и 3825 раненых.
В июне 2022 года издание «Проект» на основании анализа 196 брифингов Минобороны РФ опубликовало вывод, что предоставленные ведомством данные часто не соответствуют действительности. Так, Минобороны РФ обвинялось в завышении числа уничтоженной техники и солдат, неоднократных сообщениях о взятии одних и тех же населённых пунктов, уничтожении большего числа самолётов и «байрактаров», чем их было у украинской армии, и так далее.

##### Данные ДНР/ЛНР
В ЛНР о потерях не сообщают. По данным омбудсмена ДНР, к ноябрю 2022 года вооружённые силы ДНР потеряли 3746 человек убитыми и 15 794 ранеными. Таким образом, потери достигли предвоенной численности вооружённых сил (около 20 тысяч человек). На 22 декабря 2022 в ДНР признали гибель 4176 военных, после чего перестали публиковать данные о потерях.

#### Данные третьих сторон
По оценке британской разведки, за первые три месяца вторжения погибло, вероятно, столько же российских военнослужащих, сколько Советский Союз потерял за девять лет войны в Афганистане (около 15 тысяч).
По оценке CSIS, на конец февраля 2023 года общие потери РФ убитыми и ранеными составляют 200—250 тысяч, включая 60—70 тысяч погибших (включая потери подконтрольных России ДНР и ЛНР, а также участников российского негосударственного вооружённого формирования ЧВК «Вагнер»). Потери РФ за год войны с Украиной превысили потери СССР и России во всех войнах после Второй мировой вместе взятых. Темп потерь также значительно превышает потери в прошлых войнах — в Чечне российская армия теряла от 95 до 185 человек в месяц, в Афганистане — 130—145, на Украине — 5000—5800 убитых в месяц.
По оценкам британского исследовательско-аналитического центра IISS, на начало 2023 года были потеряны около 50 % довоенного парка танков Т-72Б3 и Т-72Б3М, а также многие из Т-80.
По оценке «Oryx», с начала вторжения по май 2024 года количество бронетехники ВСУ уменьшилось примерно на 5000 единиц, а потери ВС РФ составили более 15 000 единиц.
По оценке британской разведки на 15 июня 2025 года военнослужащие Корейской Народно-Демократической Республики потеряли более 6000 человек во время наступательных боёв против ВСУ в Курской области. Это более половины от приблизительно 11 000 военнослужащих КНДР, первоначально развёрнутых в регионе.
Русская служба Би-би-си и издание «Медиазона» на 8 августа 2025 года по открытым источникам поимённо подтвердили гибель 122 883 российских военных, в том числе не менее 5540 офицеров. Некоторые данные указывают на то, что это примерно вдвое меньше полного количества лишь захороненных в России участников вторжения. Эти цифры не включают потери ДНР и ЛНР, которые, судя по открытым источникам, составляют 21—23,5 тысяч погибших. Полное число погибших со стороны России и пророссийских сил на основе всех этих данных оценивается в 210—297 тысяч.

### Жертвы среди гражданского населения

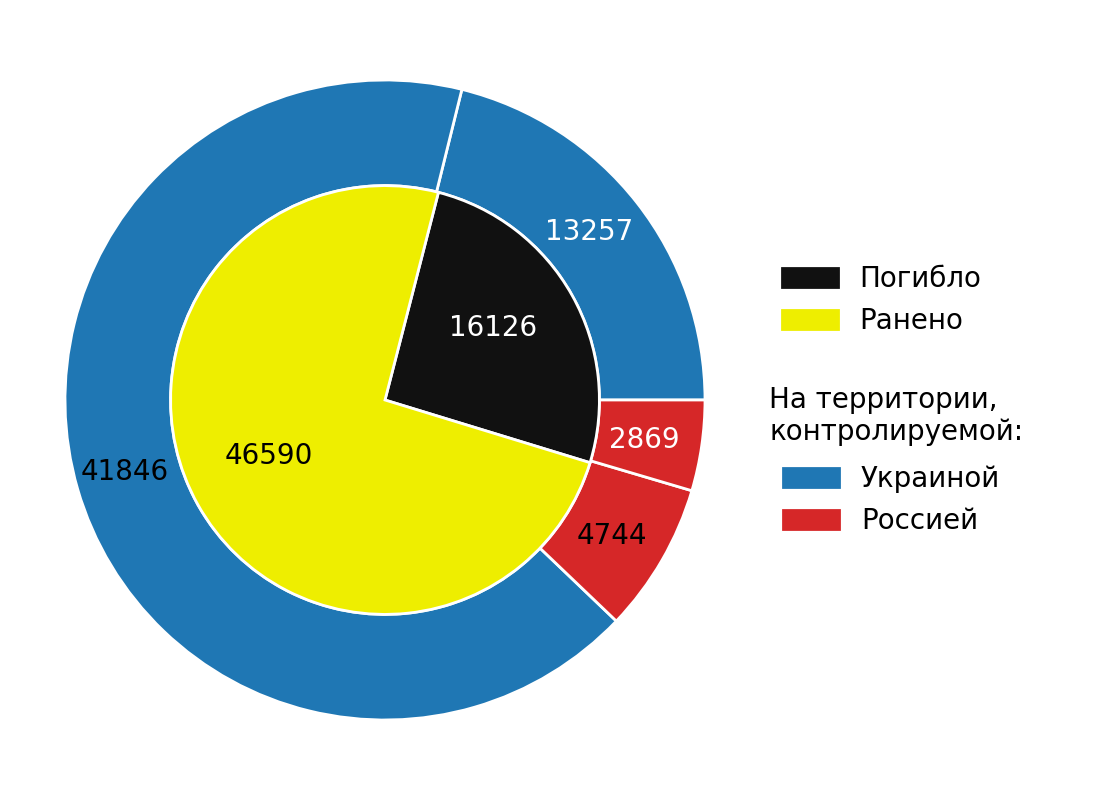
Гражданские потери Украины с 24 февраля 2022 года по данным ООН

Управление Верховного комиссара ООН по правам человека сообщило, что с начала боевых действий по 13 августа 2025 года на Украине, в том числе территориях, контролируемых Россией, подтверждены по крайней мере 13 883 убитых и 35 548 раненых гражданских лиц. Среди подтверждённых погибших гражданских — не менее 726 детей, среди раненых — не менее 2234. Из общего числа жертв 2719 погибших и 4456 раненых зафиксированы на территории, контролируемой Россией. Управление по правам человека уточнило, что полные потери среди мирного населения, скорее всего, значительно выше, особенно в таких городах как Мариуполь, Изюм, Лисичанск, Попасная и Северодонецк, где шли интенсивные боевые действия.
Международная комиссия по пропавшим без вести лицам на конец ноября 2022 года сообщает о более чем 15 тысячах пропавших без вести на Украине.
2 марта 2025 года председатель СК РФ Александр Бастрыкин заявил, что в результате действий украинской стороны в «приграничных и тыловых регионах России» погибли 652 мирных жителя, из них 23 ребёнка. Ранения получили 2 980 человек, в том числе 169 детей.

### Материальные потери

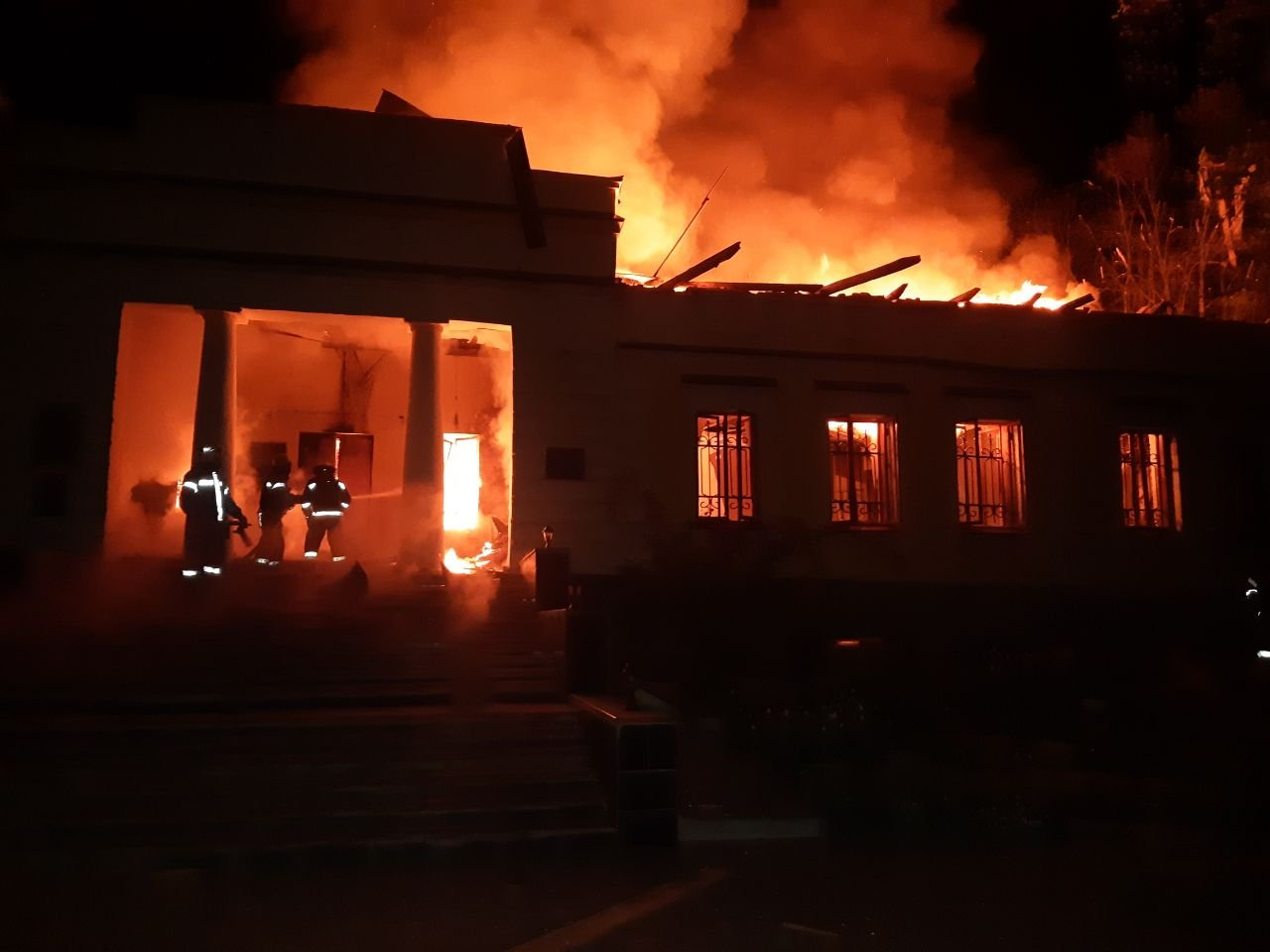
Музей Григория Сковороды после российского обстрела. Сковородиновка, Харьковская область, 6 мая 2022 года

Боевые действия привели к значительным материальным потерям Украины. К июлю 2022 года в 23 городах повреждено или разрушено больше половины жилья. К декабрю 2023 года в стране были уничтожены и повреждены не менее 210 тысяч зданий, около половины которых — в Донбассе.
За первый год войны были повреждены не менее 3139 учебных и воспитательных заведений, из которых 441 уничтожено полностью. По данным на 7 ноября 2023, были разрушены 193 медицинских учреждения и повреждены ещё 1468 (из которых 834 были полностью или частично восстановлены). Повреждено или уничтожено множество архитектурных памятников, объектов истории и культуры (храмы, музеи, театры и др.), в частности, было полностью разрушено здание драматического театра Мариуполя. Значительно пострадала научная инфраструктура (по состоянию на март 2024 года повреждены или уничтожены 1443 здания и лаборатории). Был уничтожен находившийся в аэропорту «Антонов» единственный экземпляр крупнейшего в мире грузового самолёта Ан-225 «Мрия».

## Ядерная угроза

### Ядерное оружие
24 февраля 2022 года Владимир Путин пригрозил, в случае необходимости, использовать меры, с последствиями которых зарубежные страны «в своей истории ещё никогда не сталкивались». 27 февраля он приказал привести стратегические силы сдерживания (включая ядерное оружие) в особый режим боевого дежурства. Причиной этому Путин назвал новые экономические санкции и «агрессивные высказывания» западных государств. Представители НАТО осудили действия Москвы. Подобные заявления он повторял несколько раз в ходе развития конфликта. Так, 27 апреля 2022 года на встрече с Советом законодателей Путин сказал, что на вмешательство «со стороны» в ситуацию на Украине и создание угрозы России стратегического характера его государство ответит «молниеносными ударами», а 21 сентября этого же года во время обращения о начале мобилизации он заявил о «ядерном шантаже» со стороны Запада и пригрозил использовать «все имеющиеся в нашем распоряжении» средства против этой угрозы, что было расценено экспертами как шантаж со стороны России.

### Чернобыльская АЭС
Уже в первый день войны российские войска взяли под контроль Чернобыльскую АЭС. Официально Россия обосновала манёвр необходимостью предотвратить возможные провокации со стороны ВСУ. Западные военные эксперты объясняли захват географическим положением ЧАЭС — она расположена на кратчайшем пути из Беларуси в Киев.
К началу апреля российские военные покинули север Украины и ушли с ЧАЭС. После их ухода выяснилось, что российские военные не только нарушили штатную работу специалистов ЧАЭС, но и уничтожили транспортную инфраструктуру, а также разграбили ряд предприятий атомной промышленности в Чернобыле и Славутиче, похитив компьютеры, специализированное оборудование и радиоактивные изотопы. На начало июня 2022 года государственное агентство Украины по управлению зоной отчуждения оценивает нанесённый ущерб в 135 млн долларов.
В ночь на 14 февраля 2025 года российский беспилотник атаковал Новый безопасный конфайнмент ЧАЭС. Взрыв пробил арку, спровоцировал пожары и значительные повреждения конструкции крыши — образовалось отверстие площадью около 15 квадратных метров. В процесе тушения пожара дополнительно было сделано свыше 200 небольших отверстий. Пожар удалось ликвидировать только 7 марта. В результате атаки конфайнмент потерял способность удерживать радиоактивную пыль, которая поднимается при обрушении элементов старой защитной конструкции.

### Запорожская АЭС
Ночью 3 марта российские военные атаковали Запорожскую АЭС. Во время захвата российские силы неоднократно стреляли из тяжёлого оружия в направлении реакторных зданий. В результате получили повреждения здание реактора энергоблока № 1, трансформатор 6-го энергоблока и площадка отработанных отходов. Один из снарядов упал менее чем в 80 метрах от реактора энергоблока № 2. После перехода станции под российский контроль её территория неоднократно подвергалась обстрелам, в которых стороны обвиняли друг друга.

## Военные преступления

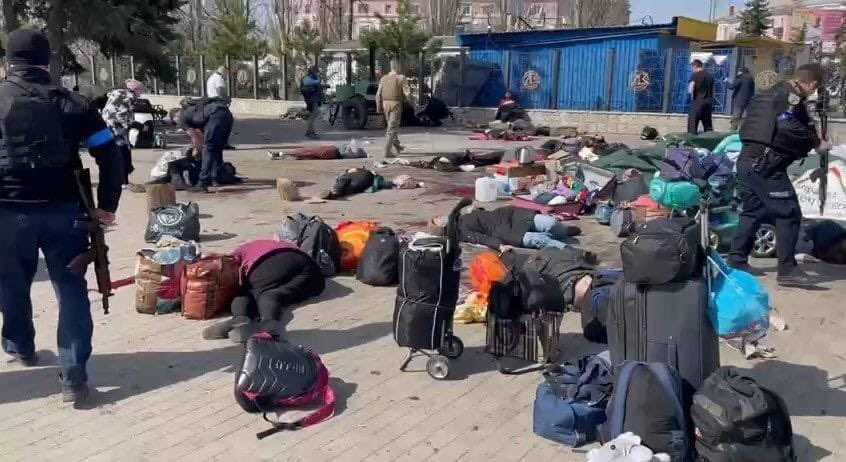
Убитые российским ракетным ударом по вокзалу Краматорска гражданские. Краматорск, Донецкая область, 8 апреля 2022 года

В ходе российского вторжения на территорию Украины были зафиксированы доказательства военных преступлений и преступлений против человечества со стороны России. В отчёте, посвящённом военным преступлениям, совершённым в ходе конфликта, миссия ОБСЕ обнаружила и нарушения со стороны Украины, но сообщила, что нарушения России, по сравнению с украинскими, «несоизмеримо более серьёзны по своей природе и масштабу», и, более того, Россия, как государство-агрессор, несёт ответственность за все человеческие страдания на Украине. В ходе боевых действий осуществлялись обстрелы жилых районов, в том числе с использованием оружия неизбирательного действия (кассетных боеприпасов, реактивных систем залпового огня), повлёкших за собой жертвы среди мирного населения. В большинстве таких случаев обвинения выдвигаются против российских войск (при этом, по данным Bellingcat и Amnesty International, в ряде случаев применение Россией неизбирательного оружия осуществлялось вдали от каких-либо заметных военных целей), хотя в отдельных случаях фиксировались попадания снарядов по гражданским объектам и после проведения украинских атак. В ходе вторжения массированным обстрелам подвергались Харьков, Мариуполь, Чернигов, Донецк, Киев и другие города, в том числе не находящиеся под контролем ВСУ. В результате российского авиаудара по центру Мариуполя 9 марта были разрушены родильный дом, детское отделение и отделение терапии больницы № 3. Бомбардировка мариупольского театра российской авиацией 16 марта — одна из самых смертоносных атак по мирным гражданам за всё время войны. От ракетного удара по вокзалу в Краматорске погибли не менее 58 человек, включая 7 детей, и более 100 человек получили ранения. Российский удар по торговому центру в Кременчуге унёс жизни 21 человека, а по жилому дому в городе Днепр — 46 человек, включая 6 детей.
Amnesty International заявила, что украинские войска в ряде случаев использовали госпитали и школы в районах с гражданским населением как военные объекты, а также вели обстрелы из населённых районов, что, как утверждает организация, нарушает международное гуманитарное право. Обвинения доклада в адрес украинской стороны подверглись критике со стороны экспертов.

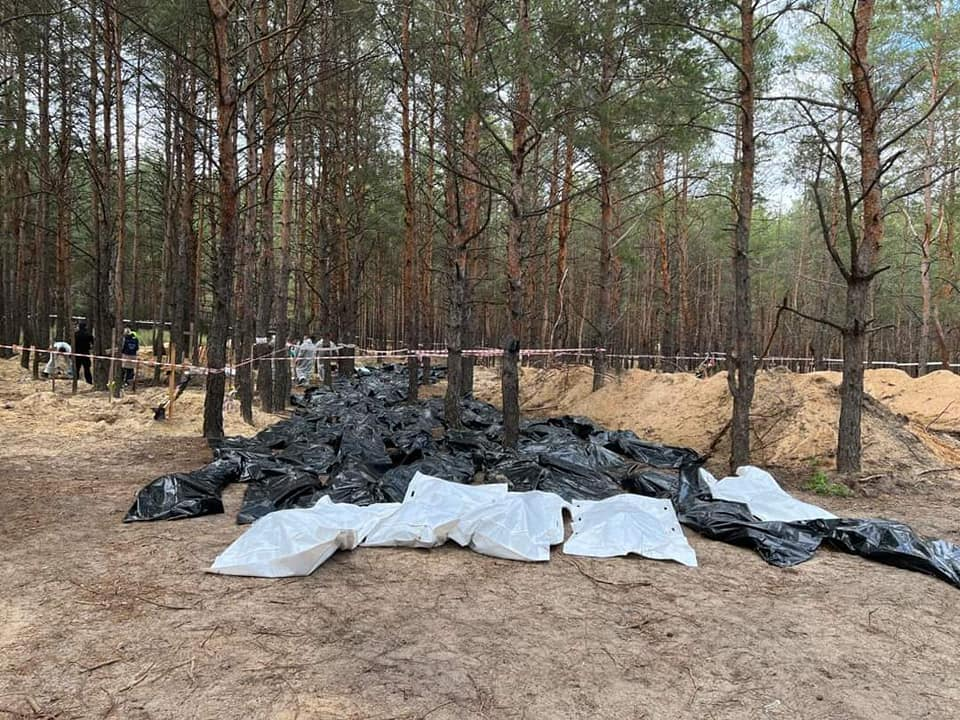
Эксгумация тел из массовых захоронений под Изюмом. Харьковская область, 23 сентября 2022 года

В апреле после вывода российских войск из Киевской области в населённых пунктах, находившихся под их контролем, были обнаружены свидетельства массовых убийств гражданского населения. Наибольшее внимание мировое сообщество обратило на резню в Буче, которую, по данным очевидцев, спутниковых снимков, радиоперехвата и видео с дронов, устроили российские военные. Наблюдателями также были зафиксированы факты массового мародёрства, депортаций детей и взрослых, «фильтраций», похищений, пыток, изнасилований и убийств на оккупированных Россией территориях. Жертвами становились чиновники оккупированных городов и деревень, журналисты и обычные жители. Обозревателями отмечается организованный и систематический характер подобных действий. Ряд экспертных докладов указывает на то, что данные военные преступления и преступления против человечества вызваны геноцидным намерением истребить украинцев как отдельную национальную группу, в связи с чем они могут быть квалифицированы как геноцид. По состоянию на 2024 год данные действия признаны геноцидом ПАСЕ, ПА НАТО, ПА ОБСЕ и рядом государств. Независимая международная комиссия ООН по расследованию нарушений на Украине официально заявила, что на 4 сентября 2023 года не получила достаточно доказательств того, что действия российских военных можно квалифицировать как геноцид, но подчеркнула, что продолжает расследование и, в частности, изучает «определенные заявления в российских СМИ, которые, возможно, могут быть релевантными для вопроса о подстрекательстве к геноциду». Российская сторона системно отвергает любые обвинения в причастности к смертям мирных граждан.
Мониторинговая миссия ООН по правам человека в Украине также обращала внимание на возможные нарушения прав человека украинскими силовиками и членами подразделений территориальной обороны. Украинское руководство обещает провести расследование отдельных эпизодов, связанных с украинской армией.
Обе стороны обвиняются в жестоком обращении с военнопленными, включая пытки и убийства пленных солдат, о нарушении Женевских конвенций со стороны Украины и России сообщали Human Rights Watch и Amnesty International.

## Ситуация на Украине

### Беженцы
С первых дней вторжения многие жители Украины бежали от военных действий в соседние страны, в основном в Польшу.
Также российские военные осуществили насильственное переселение от 900 000 до 1,6 миллиона украинских граждан, включая около 260 000 детей, на территорию России. Массовые похищения и «фильтрации» украинцев на оккупированных Россией территориях являлись частью более широкой кампании этнических чисток.
Согласно данным ООН на 30 августа 2022 года, большинство зарегистрированных беженцев находится в следующих странах: Россия — 2,414 млн (в том числе около 1 млн человек, эвакуированных из ДНР и ЛНР), Польша — 1,353 млн, Германия — 0,971 млн, Чехия — 0,423 млн, Италия — 0,153 млн.
Согласно ЮНИСЕФ, более половины детей Украины стали беженцами.

### Экономика
Министр финансов Сергей Марченко называет последствия войны для украинской экономики колоссальными. Уже в марте 10 областей, обеспечивающих половину ВВП страны, были охвачены боевыми действиями. По сравнению с аналогичными периодами 2021 года ВВП Украины снизился на 19,1 % в первом квартале 2022-го; на 37,2 % — во втором. В первые полгода вторжения прогнозы годовых потерь для ВВП страны варьировались от 33,4 % до 45 %.
Война привела к крупнейшему экономическому спаду в истории независимой Украины. По расчётам налоговых поступлений Министерства финансов, практически через месяц 30 % экономики не функционировало. Дефицит бюджета сразу же вырос до 5 млрд $ в месяц против довоенных ожиданий в 600 млн $.

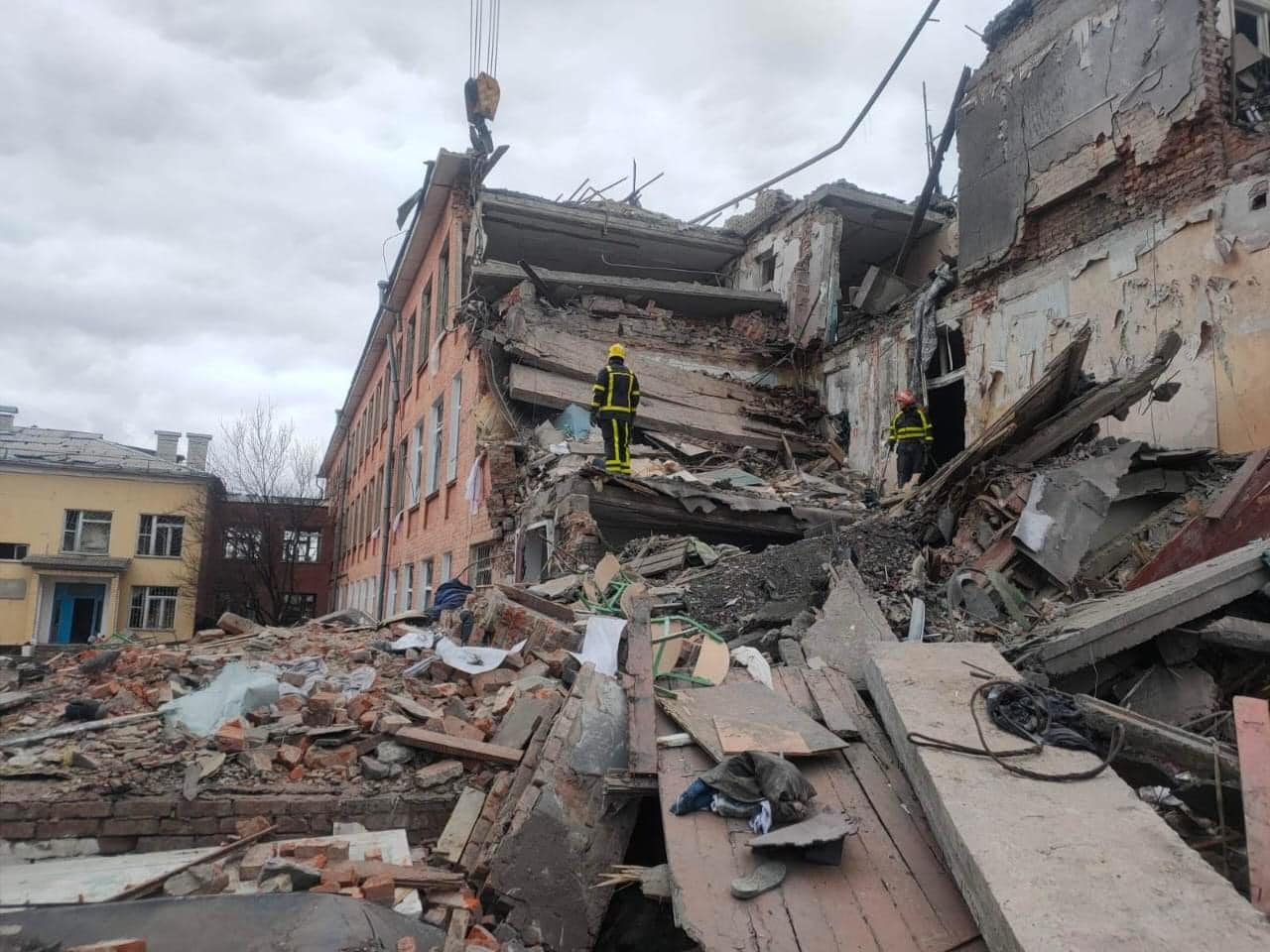
Украинские спасатели осматривают разрушения в Чернигове

Несмотря на организованную правительством эвакуацию предприятий, многие фабрики были уничтожены физически. По одним данным, к середине октября материальные потери из-за разрушения инфраструктуры превысили 100 млрд $. По октябрьским оценкам Киевской школы экономики, в результате обстрелов предприятиям был нанесён ущерб на 10 млрд $.
21 июля Центробанк Украины девальвировал гривну на 25 % по отношению к доллару США в надежде, что мера «поддержит стабильность экономики в условиях военного времени». Однако увеличение разницы между фактическим обменным курсом и официальным заставлял экспертов опасаться повторной девальвации.

### Оккупированные территории
На пике наступления, в марте, Россия контролировала около 27 % территории Украины, но впоследствии отступила из ряда регионов. После 100 дней вторжения — к началу июня — оккупированными оставались 20 % территории (125 тыс. км2), из которых более 80 тыс. км2 были захвачены в 2022 году, а остальное — Крым и часть Донбасса — в 2014—2015. К концу года Украина вернула 54 % земель, оккупированных в 2022 году, и под российским контролем осталось 18 % её международно признанной территории. Россия захватила ключевые морские порты Украины и запасы полезных ископаемых (угля, нефти, природного газа, металлов) стоимостью свыше 12 трлн $.
Несмотря на изначальные заявления Путина о том, что оккупация украинских территорий не входит в планы вторжения, 30 сентября 2022 года была объявлена аннексия оккупированных территорий Украины Россией, включая неподконтрольные РФ на момент провозглашения аннексии территории (центр Запорожской области — город Запорожье, в Донецкой области — города Славянск, Краматорск и другие).

#### Насильственная русификация
В выпущенном в июне 2024 года докладе правозащитной организации Human Rights Watch «Образование под оккупацией» говорится, что оказавшиеся под оккупацией учебные заведения подвергаются насильственной русификации: российские власти принимали и продолжают принимать меры для искоренения украинского языка на оккупированных Россией территориях. На захваченных территориях также уничтожается украиноязычная литература.
22 июня 2025 года российское издание «Коммерсантъ» сообщило о планируемом исключении Министерством просвещения РФ украинского языка из федеральной общеобразовательной программы. Это положение содержится в 200-страничном приказе об изменениях в программах начального, основного и среднего общего образования. Министерство планирует исключить украинский язык из блока, посвящённого преподаванию родного языка в школах национальных республик на всех образовательных ступенях. В пояснительной записке к документу отмечается, что решение было принято «в связи с изменением геополитической ситуации в мире» Приказ об исключении украинского языка из программы должен начать действовать с 1 сентября 2025 года.

#### Репрессии против украинских религиозных организаций
На оккупиованных территориях были полностью ликвидированы приходы Православной церкви Украины и Украинской грекокатолической церкви, общины «Свидетелей Иеговы» и протестантской церкви «Новое поколение», практически польностью уничтожена Римо-католическая церковь, число всех протестантских общин уменьшилось в 3,6 раза. Согласно данным расследования издания «Новая газета. Европа» священников данных конфессий убивали и похищали, они подвергались арестам и депортации, а их храмы либо были захвачены Русской православной церковью, либо стали использоваться оккупационными властями для своих нужд, в том числе как морги и концертные залы.
6 из 7 епархий Украинской православной церкви в составе Московского патриархата, попавших под оккупацию, без сопротивления были подчинены непостредственно РПЦ. Единственное исключение — Бердянская и Приморская епархия. Впридачу к 7 аннексированным епархиям, ещё 1 епархия, Скадовская, была создана РПЦ из приходов Херсонской епархии УПЦ (МП), которые находились на оккупированной территории. По данным расследования «Новой газеты. Европа» украинских архиереев заменили на российских в 3 епархиях из 8 оккупированых. На оккупированных после 2022 года территориях было заменено 44 % настоятелей приходов УПЦ (МП). От священников, кроме формального перехода в РПЦ, требовалось активное сотрудничество с оккупационными властями.

## Действия украинских властей

### Дипломатические действия
Утром 24 февраля президент Украины Владимир Зеленский призвал граждан страны не поддаваться панике и делать всё необходимое для поддержки военных Украины. Также он выступил с призывом к мировым лидерам ввести «все возможные санкции против Путина», обеспечить Украине «масштабную оборонную помощь» и «закрыть для агрессора воздушное пространство над Украиной». Позднее он объявил о разрыве дипломатических отношений с Россией. В ответ на вторжение Украина официально призывала исключить Россию из ООН и Совбеза ООН, а также известила Совет Европы об отступлении Украины от нескольких статей Европейской конвенции по правам человека (к 2024 году данный перечень был сокращён на 5 статей).
Зеленский призвал Антониу Гутерриша признать действия России геноцидом и лишить Россию права вето в Совете безопасности ООН.
После вторжения Украина начала процесс вступления в Европейский союз и подала заявку на членство в НАТО.

### Милитаризация

#### Объявление военного положения и мобилизации
Верховная Рада ввела на территории Украины военное положение. Президент Зеленский объявил всеобщую мобилизацию населения Украины призывного возраста. В то же время всем гражданам Украины мужского пола в возрасте от 18 до 60 лет был запрещён выезд из страны.
Зеленский пообещал, что с украинских граждан, подвергшихся санкциям Совета национальной безопасности и обороны, эти санкции будут сняты, если они пойдут с оружием в руках защищать Украину, добавив, что все, имеющие боевой опыт, должны по возможности немедленно присоединиться к обороне Украины. Министр обороны Алексей Резников призвал «всех, кто готов и умеет держать оружие», вступить в ряды Сил территориальной обороны ВСУ. В первые дни вторжения гражданским добровольцам было роздано 18 тысяч автоматов.
27 февраля 2022 года Владимир Зеленский обратился к иностранным гражданам с призывом принять участие «в защите безопасности Европы». Зеленский принял решение освободить из тюрем тех заключённых, у которых есть боевой опыт в АТО.

#### Импорт и производство вооружений

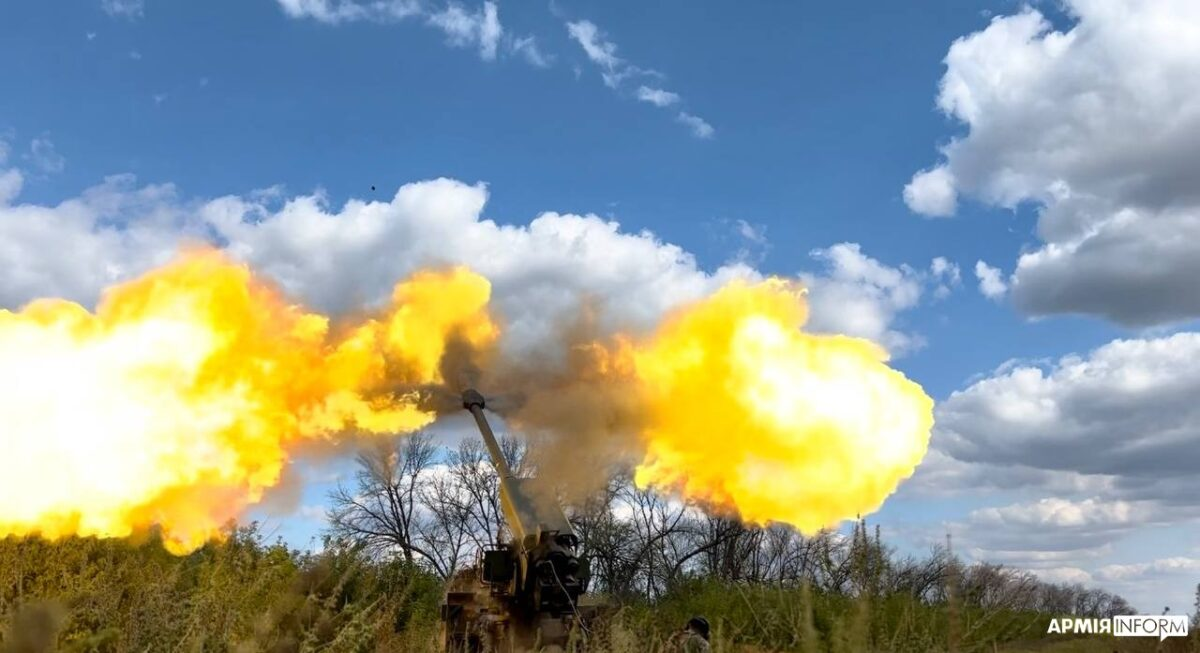
САУ «Богдана» ведёт огонь по российским позициям в Донецкой области. Сентябрь 2023 года

В 2022 году Украина в 60 раз увеличила объёмы импорта вооружений и вошла в тройку крупнейших импортёров основных вооружений в мире, уступив только Индии и Катару. Около трети всего объёма вооружений, импортированных в европейские страны, пришлось на Украину.
Полномасштабное вторжение вынудило Украину быстрее разрабатывать свои вооружения. В отражении российской агрессии украинские силы, в числе прочих, использовали такие новые вооружения национального производства как: различные БПЛА, включая UJ-22 Airborne, «Бобер», «Морок», «Вампир», SHARK; самоходные гаубицы 2С22 «Богдана»; крылатые ракеты «Нептун»; различные морские беспилотники, включая «Sea Baby».
За время войны резко выросло производство оружия: артиллерийских снарядов — с 50 тыс. в 2022 до 2,4 млн в 2024; выпуск бронетехники в 2024 году утроился; производство гаубиц выросло с нуля до более 10 единиц в месяц.
Значительно выросло производство дронов: в 2024 году было выпущено около 2,2 млн единиц, что составляет 95 % всего использования армией; в плане на 2025 предусмотрен дальнейший рост производства.

### Эвакуация бизнеса и предприятий
Иностранные компании начали эвакуировать своих работников ещё до начала вторжения. Многие украинские фирмы стремились перевезти свой бизнес на запад страны, но сталкивались с серьёзными логистическими проблемами. Чтобы помочь местным производителям, в особенности стратегически важным предприятиям и компаниям, производящим товары первой необходимости, в начале марта украинское правительство запустило бесплатную программу релокации бизнеса в западные регионы с помощью компаний «Укрзализныця» и «Укрпочта». По данным Минэкономики, к 28 апреля было перемещено более 400 компаний, из которых 216 к тому времени уже возобновили работу. К октябрю государственная программа помогла 745 предприятиям.

### Цензура
15 марта введён запрет на изготовление и распространение информационных материалов, направленных на пропаганду действий России. За оправдание или отрицание действий РФ введена уголовная ответственность. 20 марта Зеленский подписал указ о реализации на Украине единой информационной политики путём объединения всех национальных телеканалов на единой информационной платформе. С 20 августа 2023 года полностью запрещена работа журналистов на линии фронта с украинской стороны без письменного разрешения главкома ВСУ Валерия Залужного.

### Ограничение российского влияния
Через несколько недель после начала вторжения решением СНБО Украины и апелляционных судов было объявлено о запрете деятельности ряда пророссийских политических партий на время военного положения. К запрещённым партиям были отнесены «Блок Владимира Сальдо», «Держава», «Наши», «Оппозиционный блок», «Оппозиционная платформа — За жизнь», «Партия Шария», «Прогрессивная социалистическая партия Украины», «Союз левых сил», «Социалистическая партия Украины» и «Социалисты».
По данным Государственной миграционной службы, на конец января 2022 только по ВНЖ на Украине проживало более 175 тысяч россиян. После вторжения украинские власти перестали обновлять регистрационные документы, и за 6 месяцев штампы с требованием покинуть страну получили 635 россиян. С 1 июля 2022 года Украина ввела визовый режим для въезда в страну граждан России.
В начале апреля Верховная Рада подписала закон о национализации имущества российских физлиц и компаний на Украине, а также других иностранцев, которые поддерживают российское вторжение. К началу августа СНБО Украины также ввёл запреты на вывод капитала с Украины в пользу РФ, на закупку государственными органами российских товаров, на покупку российских ценных бумаг или осуществление инвестиций в России, на продажу земельных участков россиянам, передачу им технологий и прав на интеллектуальную собственность. В ноябре по приказу президента были национализированы пять стратегически важных предприятий страны — АО «Мотор Сич», ЧАО «Запорожтрансформатор», Кременчугский автомобильный завод, ПАО «Укрнафта» и ПАО «Укртатнафта».
За сотрудничество с российскими оккупантами было введено уголовное наказание, и к концу июля за коллаборационистскую деятельность было возбуждено более тысячи дел. Подозреваемыми становились те, кто открывал школы, занимал руководящие административные должности или присоединялся к правоохранительным органам на подконтрольных россиянам территориях. Подобные разбирательства привлекали широкое внимание на местах, так как многие из подозреваемых стремились защитить соотечественников. В результате при контрнаступлении украинских войск некоторые мирные жители бежали в Россию, заявляя, что спасаются от украинских репрессий. Помимо коллаборационистов, сотрудники органов правопорядка задержали более 1530 человек, причастных к диверсиям. СМИ также сообщали о партизанских атаках на сотрудничавших с россиянами украинцев.
В стране началась кампания «дерусификации» и «деколонизации». Были приняты законы, запрещающие пропаганду и символы российской имперской политики, использование российской музыки в медиа и общественном пространстве, а также импорт и распространение книг и другой издательской продукции из России, оккупированных территорий и Беларуси. По инциативе государства и активистов начался демонтаж советских и пророссийских символов в публичном пространстве. В столице и ряде областей Украины были украинизированы практически все существовавшие до российского вторжения русские классы и школы: по состоянию на 2023/24 учебный год только в Харьковской и Днепропетровской областях до сих пор существовали классы с русским языком преподавания, суммарно в них насчитывалось менее 500 учеников. В школах Киева, Черкасс, Житомира, Николаева и Одессы отказались от преподавания русского языка как дисциплины.

## Действия российских властей
28 февраля 2022 года департамент образования Москвы экстренно организовал для учителей разговор с представителем МИД РФ Марией Захаровой, на котором она объяснила учителям, как отвечать на вопросы школьников о вторжении на Украину. В апреле российские школы получили рекомендации, согласно которым в среднем и старшем звене должны пройти уроки обществознания о пользе импортозамещения.
15 марта 2022 года МИД РФ объявил об ответных персональных санкциях против президента США Джо Байдена, его сына Хантера, госсекретаря Энтони Блинкена, пресс-секретаря Белого дома Джен Псаки, директора ЦРУ Уильяма Бёрнса, министра обороны США Ллойда Остина, бывшего кандидата в президенты Хиллари Клинтон и ряда других высокопоставленных чиновников США.
3 мая 2022 года Владимир Путин подписал указ о запрете всем органам власти, организациям и гражданам России совершать сделки и исполнять обязательства перед зарубежными компаниями и лицами, попавшими под ответные российские санкции.

### Цензура
4 марта 2022 года Путиным был подписан закон, предусматривающий уголовную ответственность за «фейки» о действиях Вооружённых сил РФ. На 22 июля было возбуждено не менее 74 уголовных дел о «фейках» про российскую армию. Кроме того, с 4 марта по 22 июля было составлено 3303 административных протокола по статье 20.3.3 КоАП РФ («дискредитация» армии).
24 февраля 2022 года Роскомнадзор под угрозой блокировки СМИ и информационных ресурсов потребовал использовать информацию «только из официальных российских источников». После этого Роскомнадзор заблокировал сайты многих российских и иностранных СМИ, в частности «Настоящее время», «Дождь», «Эхо Москвы», The Village, Meduza, «Радио Свобода», Би-би-си, «Голос Америки», Deutsche Welle, Euronews, Bild, «Медиазона», «Кавказский узел», Republic, ряда украинских СМИ. Всего, по данным Роскомсвободы, к 11 июля было заблокировано 5300 сайтов. Многие независимые издания, опасаясь преследования журналистов, прекратили работу либо прекратили рассказывать о войне и даже удалили уже опубликованные материалы или приняли решение о прекращении освещения вторжения на Украину.
Также был заблокирован доступ к социальным сетям Facebook, Twitter, Instagram и сайтам ряда правозащитных и расследовательских груп, включая ресурсы объединения наблюдателей «Голос», движения «За права человека», отделения Amnesty International, расследовательского ресурса Bellingcat.
1 марта 2022 года из‑за этой статьи «Вторжение России на Украину (2022)» Роскомнадзор пригрозил блокировкой «Википедии». 4 апреля «Фонду Викимедиа» было направлено требование удалить информацию из 5 статей, связанных со вторжением. 26 апреля суд оштрафовал «Фонд Викимедиа» на 3 млн рублей за неудаление семи статей «Википедии», посвящённых вторжению. 20 июля Роскомнадзор обязал российские поисковые системы указывать в поисковой выдаче, что «Википедия» якобы нарушает законодательство РФ. 1 ноября «Фонд Викимедиа» был оштрафован повторно, штраф составил 2 млн рублей. 28 февраля 2023 суд в третий раз вынес решение о штрафе, вновь запросив 2 млн.
Редакторы издательства «Просвещение» сообщили «Медиазоне», что руководство приказало им свести к минимуму упоминание Украины и Киевской Руси в учебниках истории.

### Участие российских солдат-срочников
Сразу после вторжения Комитет солдатских матерей России заявил, что призывников массово принуждали подписывать контракт и после этого отправляли к границе с Украиной. Однако российские официальные лица, в том числе президент Путин, сделали заявления о том, что в боевых действиях участвуют только профессиональные солдаты, подписавшие контракт с вооружёнными силами. Украинская сторона, в свою очередь, распространяла видеозаписи пленённых российских солдат, которые утверждали, что их не предупредили о том, что они будут принимать участие в реальной войне.
9 марта Министерство обороны России признало присутствие военнослужащих срочной службы на Украине, отметив при этом, что «практически все такие военнослужащие уже выведены на территорию России». Ведомство также подтвердило захват в плен российских военнослужащих срочной службы в одном отдельном случае.
Сообщения об использовании срочников в войне на Украине продолжили поступать и дальше: 12 марта 2022 года председатель Ассоциации Комитета солдатских матерей Светлана Голуб сообщила «Кавказ.Реалии», что ежедневно поступает огромное число сообщений от матерей российских военнослужащих, с которыми родные не могут установить связь — при этом в нескольких случаях достоверно известно, что срочники были направлены на Украину. В СМИ сообщалось, что 14 апреля во время гибели крейсера «Москва» на корабле находились солдаты срочной службы, часть из которых пропала без вести. Выживших срочников позже снова пытались отправить в зону боевых действий. 7 июня 2022 года военный прокурор Западного военного округа А. Егиев заявил, что к участию в боевых действиях были привлечены около 600 солдат-срочников, за что были привлечены к ответственности около 12 офицеров.
На 30 августа 2024 года русская служба Би-би-си и «Медиазона» установили по открытым источникам имена 172 призывников из России, погибших в ходе вторжения.

### Принуждение «отказников»
СМИ сообщали о многочисленных фактах отказа военнослужащих Вооружённых сил РФ и Росгвардии от участия в военных действиях на территории Украины. По данным издания «Вёрстка», на июнь 2022 года воевать на Украине отказались как минимум 1793 российских военных. На тот момент 200 военнослужащих насильно удерживали в районе города Брянка Луганской области специальном центре для «отказников», где их держали в подвалах и других охраняемых помещениях, и принуждали к возвращению на фронт. Сообщалось, что командование угрожало военнослужащим, написавшим рапорты об увольнении.

### Вербовка наёмников и скрытая мобилизация
В начале вторжения власти РФ объявляли о планах привлечения граждан из Ближнего Востока в боевых действиях на территории Украины. Была запущена неофициальная кампания по скрытой мобилизации. Срочников склоняют подписать контракт ещё в начале их службы, даже несмотря на отсутствие армейских навыков. Была запущена кампания по поиску потенциальных контрактников среди граждан с опытом срочной службы, которые приглашались в военкоматы якобы для уточнения данных. С начала марта Минобороны РФ начало публиковать тысячи вакансий на популярных сайтах поиска работы. Дополнительно проводился масштабный набор в «добровольческие батальоны» с заключением контрактов с вооружёнными формированиями ДНР и ЛНР, что незаконно с точки зрения российского законодательства. Сообщалось, что ЧВК «Вагнера» вела вербовку не только на территории России, но также в Центральной Азии, а также привлекала российских заключённых для участия в боевых действиях. Таким образом было завербовано около 50 000 заключённых. Помимо региональных батальонов, скрытая мобилизация шла с использованием ультраправых и неонацистских группировок. По оценке военных аналитиков, до 20 тысяч человек могли быть участниками «нерегулярных» войск. При этом эти участники отличались крайне низкой военной подготовкой и использовались на фронте как «пушечное мясо».

### Мобилизация
21 сентября 2022 года, вскоре после поражения РФ в Харьковской области, Владимир Путин объявил о частичной мобилизации. Это стало первой военной мобилизацией в России со времён Второй мировой войны. Ряд аналитиков и зарубежных политиков рассматривал шаг как признак провала России в войне с Украиной, а также как попытку успокоить внутренних критиков власти, считающих вторжение застопорившимся.
По официальным заявлениям, планировали призвать до 300 тысяч ранее отслуживших мужчин. Однако в самом указе не уточнялось, что призыву подлежат только военнослужащие запаса, а пункт о количестве мобилизованных был засекречен. Источники «Новой газеты» говорили, что в скрытой части указа шла речь об 1 млн мобилизуемых, а источники «Медузы» — о 1,2 млн, из которых на Москву приходились только 16 тысяч. СМИ сообщали о массовых ошибках при наборе: повестки получали пенсионеры, мужчины с инвалидностью и лица без военной подготовки. Кроме того, часто призывники не проходили медосмотр в военкомате на предмет годности, хотя этого требует закон о мобилизации. Несмотря на заявления властей о предварительной подготовке длительностью, по разным источникам, от 10 дней до месяца, зачастую молодых людей отправляли на фронт через несколько суток после мобилизации. Они сообщали о недостатке обмундирования: берцы, одежду, бронежилеты и медикаменты родственникам приходилось закупать самостоятельно. Известны случаи, когда солдатам выдавали устаревшие советские карты, ржавые или малопригодные советские автоматы. К 20 декабря 2024 года «Медиазоне» и «Би-би-си» удалось установить имена 10 105 погибших мобилизованных.
В конце октября было объявлено, что мобилизация завершена и план по призыву на войну выполнен. Однако указ о завершении кампании издан не был, что давало основания опасаться повторных или скрытых призывов. Политики и официальные СМИ отрицали эту информацию, называя сообщения о продолжающих поступать повестках «добором». Американский Институт изучения войны в подтверждение версии о «тихой» новой волне мобилизации указывал на ряд законов, подписанных Путиным осенью и позволяющих мобилизовывать граждан с непогашенными судимостями за тяжкие преступления, а также распространяющих статус военнослужащих на «добровольцев».

## Последствия в России

### Экономические последствия
После вторжения западными странами против России были введены санкции, направленные на ограничение экономического роста и расходов на военные нужды. Международные аналитики полагают, что санкции против России могут сохраняться от пяти лет до нескольких десятилетий. Эффект от санкций оценивается как двоякий — с одной стороны, они ограничивают развитие страны в среднесрочной и долгосрочной перспективах, с другой — защищают экономику страны от внешних шоков.
В начале вторжения высказывались предположения, что санкции приведут к масштабным негативным последствиям для экономики России. Так, J.P. Morgan сравнивал шок для российской экономики с кризисом 1998 года и предсказывал сокращение экономики на 35 % во втором квартале и на 7 % по итогам 2022-го. Фактически в 2022 году ВВП России снизился на 1,2 %, а в 2023 году вырос на 3,6 %.
В качестве причин, по которым российская экономика сохранила свою устойчивость и продемонстрировала экономический рост, называются рыночная структура экономики, компетентность руководителей экономических ведомств, а также готовность азиатских стран (особенно Китая и Индии) покупать российские энергоресурсы и поставлять необходимые для промышленности комплектующие и технологии. Высокие цены на нефть и неэффективность введённого западными странами «ценового потолка» на российскую нефть позволили сохранить значительные доходы от экспорта энергоресурсов — так, в 2023 году, по оценке Киевской школы экономики, нефтегазовые доходы РФ составили 178 млрд долларов. Доходы бюджета и использование накопленных в Фонде национального благосостояния средств дали возможность увеличить расходы. В 2022—2023 годах объём бюджетных вливаний в экономику России составил рекордные 10 % ВВП, что позволило профинансировать как возросшие потребности оборонной промышленности, так и инвестиции.
Дефицит бюджета в 2022 году составил 3,3 трлн рублей (2,3 % ВВП), в 2023 году — 3,2 трлн рублей (1,9 % ВВП). Этому способствовал рост расходов на военные нужды, по итогам 2023 года бюджетные траты по статьям, связанным с военными расходами, составили около трети бюджетных расходов.
Сразу после вторжения агентство Standard & Poor’s понизило рейтинг России в иностранной валюте до ВВВ- или «мусорного» инвестиционного уровня, Fitch Ratings также снизило оценку государственного долга страны, предупредив о неизбежности дефолта. В этот период российские власти сами опасались, что санкции могут повлиять на выплаты по облигациям, однако позднее заявили, что продолжат обслуживать свои обязательства. Как государство, так и российские компании продолжили долговые выплаты, за 2023 год внешний долг России сократился на 57 млрд $.
По итогам 2022 года уровень инфляции в России составил 11,9 %, по итогам 2023 года — 7,4 %. Для борьбы с инфляцией Центробанк России использует повышенную учётную ставку, составлявшую на начало 2024 года 16 %.
Фонд Карнеги рассчитал, что только мобилизация, по итогам которой было призвано 300 тысяч работоспособных мужчин в возрасте от 22 до 50 лет, способствовала снижению ВВП на 0,5 %. При этом долгосрочные потери от «утечки мозгов» (с начала войны Россию покинуло от 0,5 до 1 млн молодых людей) оценить невозможно.

### Финансовый сектор и банки

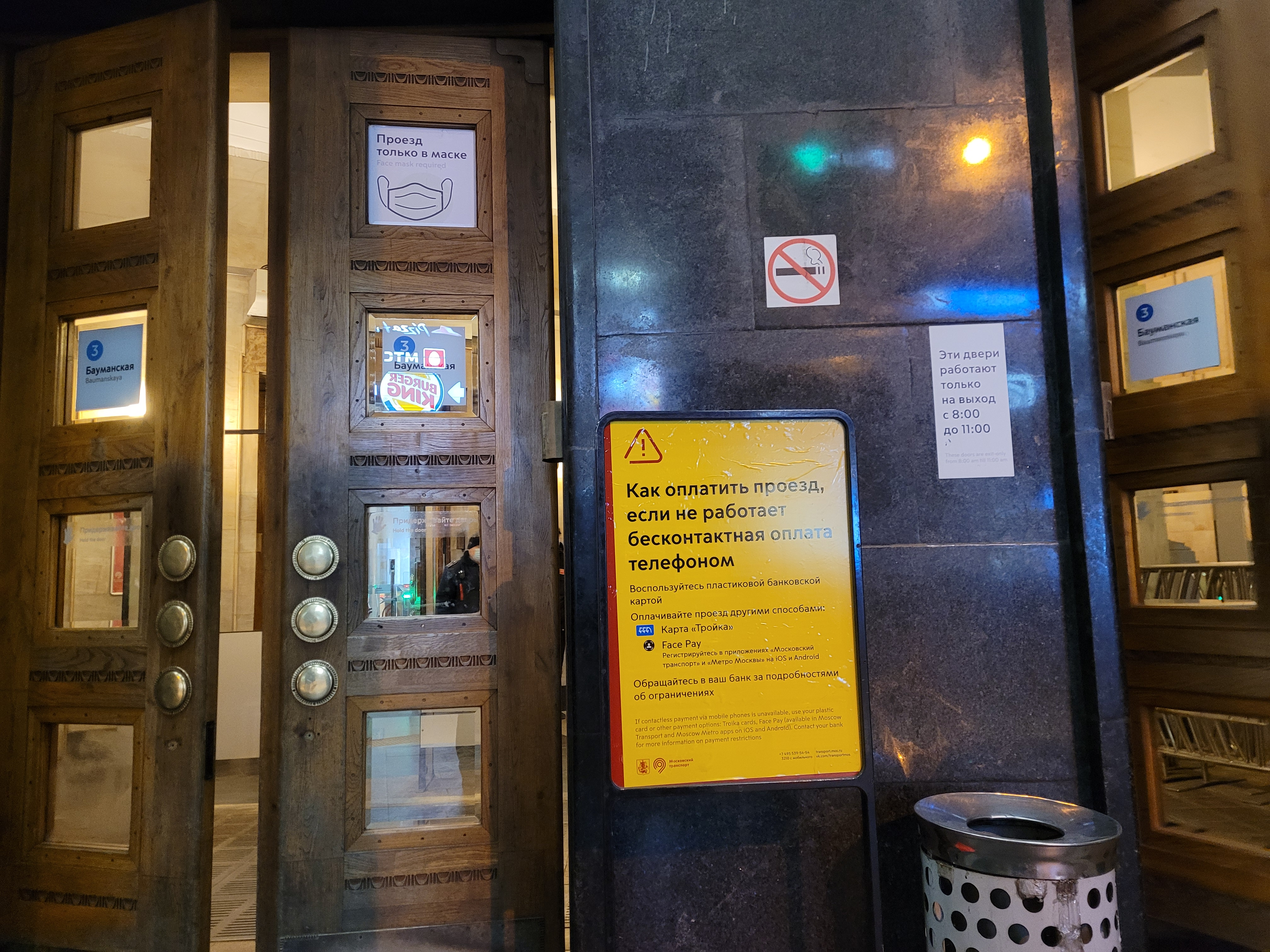
Инструкция в Московском метро, как оплачивать проезд после отключения бесконтактной оплаты (28 февраля 2022 года)

Двумя самыми значительными санкциями для банковской сферы стали исключение ряда российских банков из глобальной платёжной сети SWIFT и заморозка хранящихся за рубежом резервов Центрального банка России. Первая мера сильно ограничила деятельность банков и внешнеторговые операции, вторая — ограничила способность властей предотвратить падение рубля. В начале марта Visa, Mastercard и American Express приостановили работу в России — пользователи банковских карт могли продолжать использовать карты внутри страны, но не за рубежом. Опасаясь, что банковские карты могут перестать работать или что банки ограничат снятие наличных, россияне массово снимали валюту со счетов. В дополнение ЕС ввёл запрет на продажу, поставку и экспорт в Россию наличных евро. Позднее Всемирный банк заявил, что он прекращает все программы в России и Беларуси.
Центральный банк России был вынужден приостановить валютные интервенции из-за санкционных ограничений на использование золотовалютных резервов в долларах и евро. Для поддержки курса Минфин РФ обязал отечественных экспортёров продавать 80 % своих валютных активов. ЦБ РФ запретил иностранцам продавать местные ценные бумаги. Одновременно была ограничена возможность вывода из России иностранной валюты на сумму больше 10 тысяч $. Меры должны были обеспечить равномерное предложение иностранной валюты на внутреннем валютном рынке для удовлетворения потребностей импортёров и граждан.

### Экспорт энергоносителей
Ряд мировых лидеров заявил об отказе от поставок российских энергоносителей в течение 2022—2023 годов:
- Украина, Австралия, Великобритания, Новая Зеландия и США ввели полное эмбарго на российские энергоносители[404][405][406][407][408];
- Европейский союз, Албания, Босния и Герцеговина, Исландия, Лихтенштейн, Норвегия, Северная Македония, Черногория, Швейцария[409][410] и Япония[411][412] — на нефть и уголь;
- Канада — на нефть[411];
- Литва — на сжиженный газ[413];
- частично признанная Китайская Республика (Тайвань) отказалась от закупок угля[414].

Другие партнёры, задействованные в торговле нефтью с Россией, также начали дистанцироваться от неё. Так, подразделения китайского государственного банка прекратили выдачу кредитов в долларах США для закупки российских сырьевых товаров, Иракский Курдистан перестал поставлять свою нефть российским компаниям, а Казахстан изменил название своей нефти, которая ранее экспортировалась через морские порты РФ под российским наименованием.
Кроме того, ещё до окончательного введения эмбарго рядом стран общее падение цен на энергоносители, начавшееся летом 2022-го, привело к сокращению доходов России от продажи нефти: доходы от нефти и газа снизились на 18 % в годовом исчислении за период с января по август.
Страны Азии и Ближнего Востока стали закупать больше российской нефти, что помогло России в целом сохранить уровень экспорта нефти: в августе 2022-го он составлял 6,0 млн баррелей в день, что лишь на 0,2 млн баррелей меньше, чем в январе 2019 года. Однако данная нефть поставлялась покупателям со значительной скидкой и оплачивалась плохо конвертируемыми национальными валютами, что привело к фактической блокировке полученных средств для дальнейшего использования.
В январе 2023 года Большая семёрка, Европейский союз, Австралия, Албания, Босния и Герцеговина, Исландия, Лихтенштейн, Новая Зеландия, Норвегия, Северная Македония, Украина, Черногория и Швейцария дополнительно установили потолок цен на российскую нефть и нефтепродукты в 60 $ за баррель. Европейский союз ввёл аналогичный механизм для российского газа. Болгария дополнительно ввела налог на транзит российского газа через свою территорию. После введения потолка цен азербайджанские, индийские, китайские и турецкие государственные органы и компании начали действовать в рамках введённых ограничений. По сообщениям СМИ, Россия, несмотря на публичный отказ выполнения ограничений, смирилась с новыми правилами и продолжала экспорт. Reuters сообщал о 70 танкерах, проданных неназванным фирмам, которые могли торговать российской нефтью вне пределов установленного лимита.
На фоне введения потолка цен уже к январю 2023 года российская нефть торговалась с большой скидкой — практически в два раза дешевле, чем нефть марки Brent, в связи с чем доходы бюджета России от нефти и газа к тому периоду упали до самого низкого уровня с августа 2020 года, а к июню 2023 года — сократились ещё на 47 %.
В то же время европейские страны продолжили закупки российских энергоносителей в значительных объёмах: в 2024 году страны ЕС приобрели российской нефти и газа на 21,9 млрд евро, что превышает объёмы выделенной ЕС в этом году финансовой помощи Украине.

## Общественная реакция в России
По данным государственных и независимых опросов в марте 2022 года 71 % жителей России поддерживали вторжение российских войск в Украину. Деятельность начавшего вторжение Путина одобряли 83 %. 18 марта 2022 года в Москве прошёл концерт в поддержку аннексии Крыма и войны с Украиной «Za мир без нацизма!» с участием Владимира Путина, на него прибыло более 200 тысяч человек. После начала войны участились случаи доносов, и это поощрялось властями.
Между тем были и те, кто критиковал нападение на Украину — несколько депутатов Государственной думы, более 100 муниципальных депутатов, пара журналистов, учёных, священнослужителей, артистов и деятелей культуры. Против антивоенных диссидентов было открыто 892 криминальных дела, задержано на акциях протеста почти 20 тысяч человек. Группа российских политиков и общественных деятелей создала Антивоенный комитет России, были случаи отказов от участия в боевых действиях со стороны военнослужащих РФ. Из России выехало значительное количество граждан. Были произведены десятки атак на военкоматы.

## Реакция

### Реакция государств и межгосударственных организаций

Международная реакция на вторжение России на Украину в 2022 году
----
Государства, осудившие вторжение
Государства, сохранившие нейтральную позицию
Государства, обвинившие НАТО в провокации вторжения
Неизвестно
----
Россия
Украина

Подавляющее большинство государств мира осудило действия России и призвало её вывести свои войска с территории Украины. Страны Запада вступили в дипломатическую конфронтацию с Россией и ввели беспрецидентные санкции против неё. Государства глобального Юга в целом поддержали тезис о территориальной целостности и независимости Украины, отказавшись признавать аннексию Донецкой, Запорожской, Луганской и Херсонской областей в 2022 году и Крыма в 2014 году. Несколько государств (Беларусь, Никарагуа, Баасистская Сирия, КНДР, Куба, ЦАР и Эритрея) поддержали Россию. Венесуэла изначально поддержав Россию, в дальнейшем изменила позицию в ответ на снижение санкционного давления.
На заседании Совета безопасности 25 февраля Россия наложила вето на проект резолюции, в которой её призывали немедленно вывести все свои войска с территории Украины; за принятие резолюции проголосовали 11 из 15 членов Совбеза; Китай, Индия и ОАЭ воздержались. Вопрос был передан в Генеральную Ассамблею ООН, которая 2 марта на чрезвычайной специальной сессии осудила действия России и вновь призвала её вывести войска. За принятие этой резолюции проголосовало 141 государство, против — 5 (Россия, Беларусь, Северная Корея, Сирия и Эритрея). Ещё 47 государств воздержались либо не приняли участия в голосовании. 24 марта Генеральная Ассамблея ООН 140 голосами приняла резолюцию, в которой осудила нападение России на Украину за создание тяжёлой гуманитарной ситуации.
В ответ на вторжение Россия была исключена из числа участников целого ряда международных форумов. В то же время из объединений, где доминирующее положение занимала сама Россия, начался массовый выход участников. Сотни российских дипломатов были подвергнуты высылке, последовало закрытие дипломатических представительств, некоторые государства полностью разорвали дипломатические отношения с Россией, а часть — их понизила. В ответ на действия российской армии рядом органиций и государств Россия была признана террористическим государством.

### Реакция негосударственных организаций

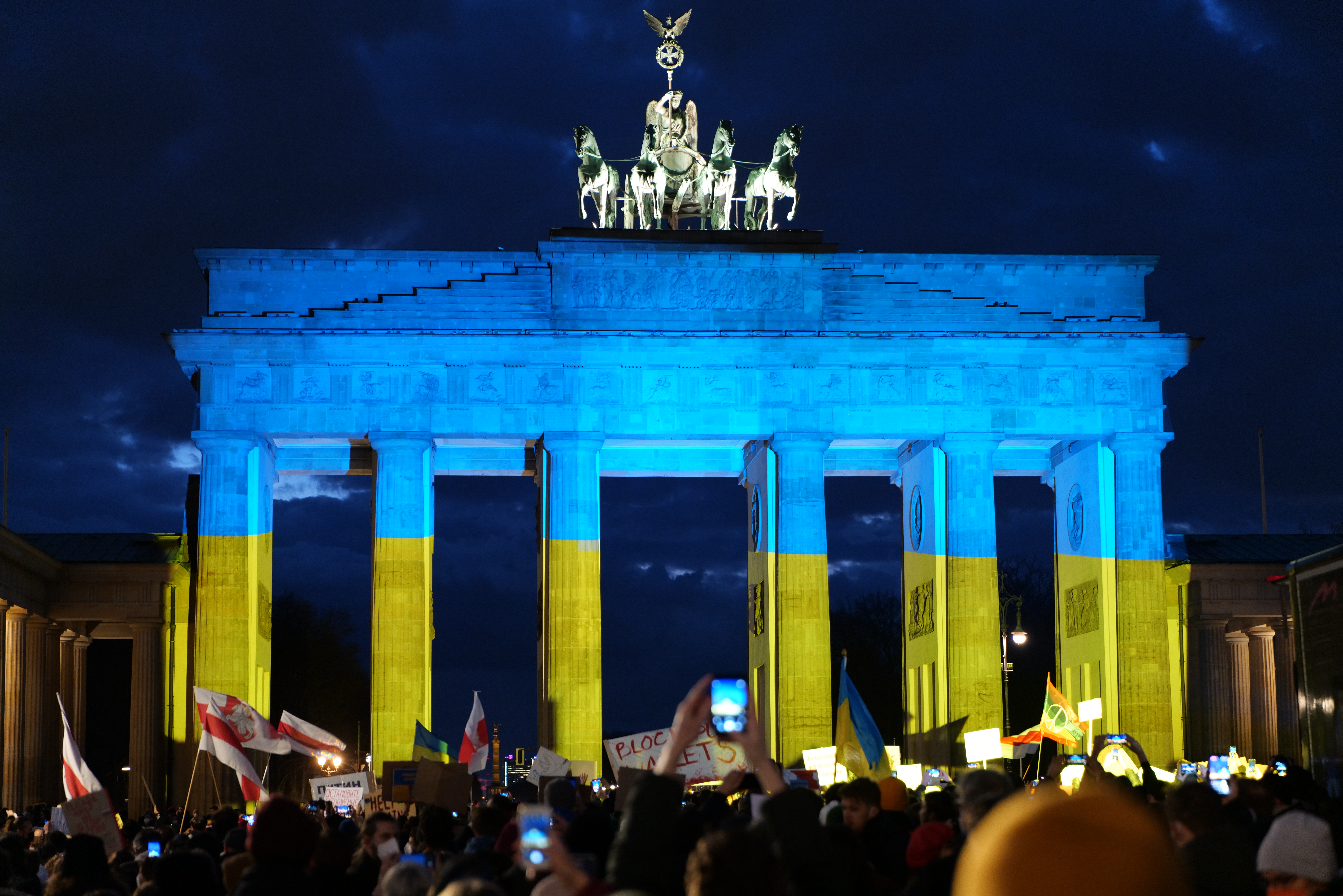
Бранденбургские ворота, подсвеченные цветами украинского флага во время демонстраций солидарности с Украиной в Берлине, Германии, 24 февраля 2022

Международный олимпийский комитет призвал международные спортивные федерации либо перенести, либо отменить любые спортивные мероприятия, запланированные в России или Беларуси, рекомендовал разрешить белорусским и российским гражданам соревноваться только в качестве нейтральных спортсменов или команд, а также отозвал некоторые олимпийские ордена, включая орден, вручённый Владимиру Путину в 2014 году. Более 200 нобелевских лауреатов осудили как сами военные действия, так и отрицание Путиным легитимности существования Украины.

### Реакция коммерческих организаций
Много компаний из Европы, США и ряда других стран из различных отраслей решили прекратить работу в России, включая поставки продукции и оказание услуг. В их числе — крупнейшие автоконцерны (Volkswagen, BMW, Mercedes-Benz, Citroen, General Motors, Volvo, Ford и другие), ведущие производители микроэлектроники (Dell, Intel, AMD, Nvidia, TSMC и другие) и программного обеспечения (Microsoft, IBM, Cisco, SAP, Adobe и другие), крупные компании по производству и продаже одежды, обуви, косметики и предметов интерьера, кинокомпании и онлайн-кинотеатры, производители в области компьютерных игр. Несколько крупных международных перевозчиков (Maersk, MSC, Hapag-Lloyd и CMA CGM) остановили доставку контейнерных грузов в Россию и из России. H&M, IKEA, Samsung, OBI, Starbucks, «Макдоналдс» и многие другие остановили продажу своей продукции и деятельность в стране. Google и Facebook остановили размещение рекламы российских государственных СМИ в своих сервисах. Twitter остановил показ рекламы для жителей России и Украины. Disney, Warner Bros, Sony, Paramount и Universal объявили о приостановке кинотеатральных релизов в России. По подсчётам Джеффри Зонненфельда из Йельской школы менеджмента, к 17 июня 2022 года об ограничении или прекращении работы с Россией заявили более тысячи зарубежных компаний.
Согласно опубликованным в ноябре 2022 года данным анализа, проведённого проектом Re: Russia, после начала вторжения России на Украину около 42 % иностранных компаний решили покинуть российский рынок. Из 3020 компаний, идентифицированных в исследовании, 1271 прекратила работу в России или находилась в процессе прекращения к 30 октября; 1189 — продолжали работу; остальные приостановили или ограничили деятельность. В компаниях, которые ушли из России, трудились около 673 тысяч человек, их годовая выручка составляла около 120 млрд долларов. На момент проведения оценки 603 тысячи человек продолжали работать в иностранных компаниях, их заработок составлял порядка 175 млрд долларов в год — это 60 % от показателей в начале 2022 года. Чаще всего Россию покидали предприятия из Литвы (решили уйти 82 % компаний), Ирландии (80 %), Украины (71 %) и Финляндии (70 %). Среди немецких компаний таких 29 %, американских — 53 %.

### Средства массовой информации
Большинство информационных ресурсов стран Европы и Северной Америки резко осудило действия России. Критике подверглись политика российского правительства касательно размещения в СМИ информации о конфликте — запрет на использование слова «война» при описании боевых действий на Украине. Государственные информационные агентства Китая заняли сторону России, обвиняя США в дестабилизации обстановки в регионе, при этом они в значительной степени применяют терминологию российских государственных СМИ (например, используя термин «специальная операция»). Стороны России придерживались также некоторые СМИ Сербии и Ирана, а также некоторые журналисты из крайне правых американских СМИ.
Во время вторжения в социальных сетях и на новостных сайтах широко распространяется множество сообщений, видео- и аудиозаписей, а также фотографий происходящего. И хотя многие из них являются настоящими свидетельствами очевидцев событий, некоторые показывают произошедшее во время других вооружённых конфликтов и событий (например, военные парады) или вводят зрителя в заблуждение. Некоторые из таких сообщений были специально созданы для распространения дезинформации или пропаганды.
Как отмечали Русская служба Би-би-си, The Guardian и Meduza, 24 февраля 2022 года российские государственные телеканалы описывали военные действия России на Украине исключительно как «принуждение украинской власти к миру» и «освобождение здоровой части украинского народа». С началом вторжения на российских телеканалах было увеличено эфирное время политических ток-шоу, только 2 сентября 2022 года глава Первого канала Константин Эрнст объявил о возвращении в эфир развлекательных программ. Также были созданы информационные ресурсы по борьбе с информацией, противоречащей официальной позиции Кремля. Социальные сети Facebook и Twitter, а также YouTube, считая информацию в российских СМИ ангажированной и недостоверной, приняли меры по ограничению доступа к некоторым из них.
Через два дня после начала боевых действий российское государственное информационное агентство РИА Новости опубликовало колонку Петра Акопова «Наступление России и нового мира», в которой отмечалось, что Россия не могла отказаться от «возвращения» Украины, а «Владимир Путин взял на себя историческую ответственность, решив не оставлять решение украинского вопроса будущим поколениям». После резонанса в социальных сетях текст был удалён. 3 апреля этим же изданием была опубликована колонка политтехнолога Тимофея Сергейцева, в которой тот призывает к общественным чисткам и «перевоспитанию» украинцев. Как отмечала газета «The Guardian», когда-то публиковавшиеся в маргинальных изданиях взгляды теперь стали популярными и ретранслируемыми в прайм-тайм по российскому телевидению, в то время как сам этот геноцидальный язык может поощрять жестокое обращение с гражданским населением со стороны российских солдат.

### Санкции

Россия и Беларусь
Страны, которые ввели санкции
Страны, которые блокируют обход санкций
Страны, которые ввели единичные ограничения

Большая семёрка, государства Европы, Северной, Центральной Америки и Карибского бассейна, Восточной и Юго-Восточной Азии, Океании ввели жёсткие экономические санкции против России. Они варьируются в зависимости от страны и включают в себя персональные санкции против руководства России, ряда крупнейших предпринимателей, и, в некоторых случаях членов их семей, масштабные ограничительные меры против финансовой системы России (включая Центробанк и крупнейшие банки) и ряда компаний, выпускающих продукцию оборонного и двойного назначения, закрытие воздушного пространства и в некоторых случаях — также морских портов. Также введён запрет на поставки в Россию высокотехнологичной продукции — микроэлектроники (кроме бытовой), гражданских самолётов и запасных частей к ним, оборудования для нефтепереработки. Россия стала наиболее подсанкционным государством в истории.

### Дискриминация
После начала вторжения российскими властями и СМИ сообщалось о случаях дискриминации по отношению к россиянам и выходцам из России за границей. Немецкие политики, в том числе министр иностранных дел Германии Анналена Бербок, осудили случаи дискриминации и подчеркнули, что война на Украине — это война Путина, а не россиян или людей с русскими корнями. В СМИ также сообщалось о случаях дискриминации украинцев и противников вторжения со стороны русскоязычных граждан в Европе. Сообщалось также о дискриминации людей украинского происхождения в России. В апреле 2023 года немецкое Федеральное ведомство по уголовным делам сообщило, что с начала вторжения в Германии было зафиксировано около 6000 уголовных преступлений (порчи имущества, оскорблений, угроз, а также физических нападений), связанных с войной. Более трети из них произошли в первые тринадцать недель войны. В первые две недели большинство из них были направлены против России, однако впоследствии стали преобладать преступления антиукраинской направленности.

## Иностранная поддержка

### Украины

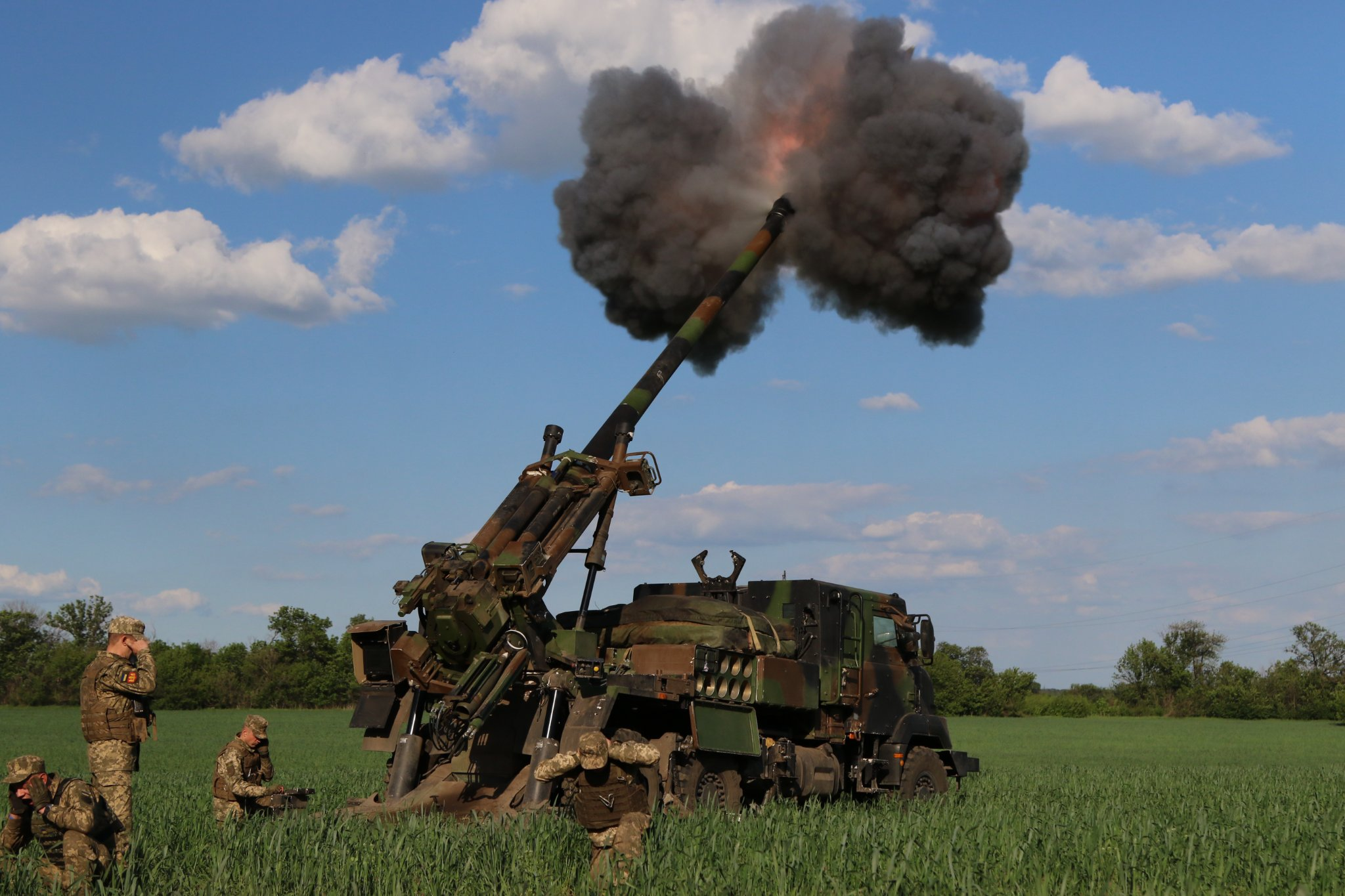
Переданная Францией САУ CAESAR ведёт огонь по российским позициям. Май 2022 года

В первые часы после начала вторжения Владимир Зеленский попросил поддержки у президента США Джо Байдена и других мировых лидеров. В последующие месяцы мировое сообщество оказывало Украине военную помощь на миллиарды долларов.
26 апреля 2022 года во время встречи представителей союзных Украине государств на авиабазе «Рамштайн» была учреждена Контактная группа по обороне Украины, ставшая механизмом для координации военной помощи. К февралю 2023 года в состав группы входили 54 государства.
Поставки вооружений на Украину начались ещё до начала полномасштабного вторжения. Перед вторжением и после его начала поставки состояли в основном из пехотного оружия — переносных противотанковых и зенитных ракетных комплексов, а также различных военных грузов — прежде всего боеприпасов, амуниции, медицинских комплектов, приборов ночного видения. После начала битвы за Донбасс Украина начала запрашивать у союзников более тяжёлые вооружения.
Кроме того, союзниками было начало обучение украинских военнослужащих на своей территории (Операция Interflex, Миссия Европейского союза по военной помощи Украине).
Помощь со стороны США была заблокирована с января по апрель 2024 года сторонниками Дональда Трампа в Конгрессе. C 4 по 11 марта 2025 года американская помощь была приостановлена уже администрацией Трампа.

### России

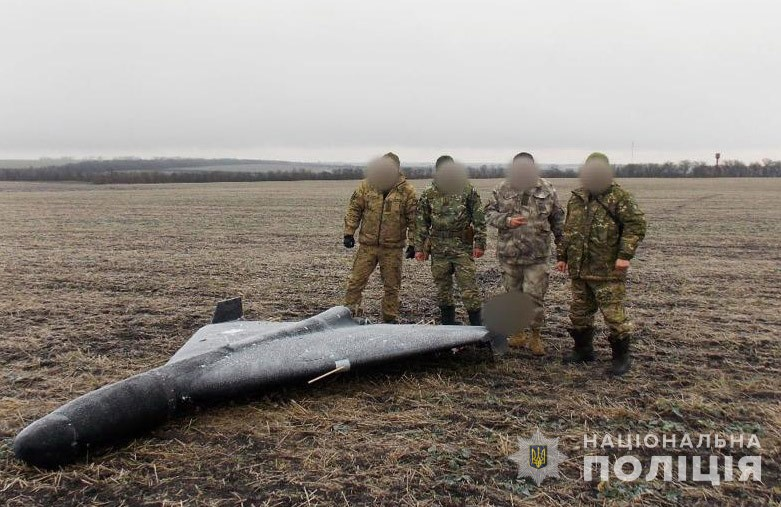
Упавший и не сдетонировавший иранский Shahed 136 на Украине. Российские силы используют для этих аппаратов обозначение «Герань-2». Январь 2024 года

C начала вторжения Беларусь предоставила России свою территорию, транспортную инфраструктуру, госпитали и жилые помещения в приграничных районах для поддержки российской наступательной группировки и ракетных атак по Украине. Воздушное пространство Беларуси использовалось Россией, в том числе для разведывательных операций, до 2023 года, когда российский радиолокационный А-50 был поврежден на стоянке ударными дронами. В связи с этим Беларусь относится к сторонам, участвующим в войне с Украиной на стороне России (но не принимает участия в боевых действиях), в отличие от стран, не являющихся стороной в войне, которые имеют широкий спектр инструментов, доступных акторам, не являющимся стороной.
По данным СМИ, негосударственных правозащитных организаций и правительств ряда государств, некоторые союзные России правительства и организации также направили в состав российских войск своих военнослужащих либо занимались организованной вербовкой граждан в интересах России. Среди них: частично признанные Республика Абхазия и Южная Осетия, баасистская Сирия, Иран, ливанская «Хезболла» и йеменские Хуситы.
Также Иран, Северная Корея, Мьянма и Беларусь поставляли России вооружения, включая баллистические ракеты, ударные БПЛА, танки, артиллерию, снаряды и амуницию. Помимо этого, Иран, КНДР и Беларусь обучали российских военнослужащих.
Кроме того, по данным международных расследований, через Армению, Казахстан, Кыргызстан, Мальдивы, Турцию, ОАЭ, Индию, Малайзию и Таиланд в Россию поставлялись товары двойного назначения. Китай поставлял их непосредственно.

## Информационная война
До и во время вторжения России на Украину СМИ обеих сторон вели информационную войну и активно распространяли дезинформацию. Цели российской стороны — создание предлога для вторжения, оправдание вторжения и демонстрация своей силы, украинская же пропаганда нацелена на распространение драматичных историй об украинской стойкости и российской агрессии.
До вторжения российскими СМИ распространялись сообщения об украинской диверсионной деятельности, в некоторых из которых были обнаружены признаки фальсификации, например, метаданные, показывающие, что видеодоказательства этой деятельности были сняты заранее. Россия заявляла, будто на Украине изготовляют этнически ориентированное биологическое оружие. Эти заявления подверглись критике как не соответствующий действительности пропагандистский манёвр России, а сама возможность создания такого оружия отвергается биологами. Российские СМИ, пророссийские телеграм-каналы и правительство России распространяли дезинформацию о якобы планируемом нападении Украины на Донбасс и Крым.
Украинскими СМИ распространялась городская легенда о лётчике-асе «призраке Киева», якобы сбившем множество российских самолётов в воздушных боях за Киев, однако существование «призрака Киева» не нашло достоверных подтверждений.
Обе стороны конфликта распространяли дипфейки. Российская сторона обвинялась в дезинформации под чужим флагом (в ложных обвинениях о распространении Украиной дезинформации) и публикации фальшивых «опровержений» реальных событий с помощью подконтрольных фактчекинговых источников.
С января 2023 года Россия тратит большие ресурсы на то, чтобы сеять раскол внутри украинского и западного общества, чтобы уменьшить поддержку Украины Западом и ослабить поддержку действующей украинской власти внутри страны. Кампанией по распространению дезинформации в Украине руководил Сергей Кириенко. Основные задачи кампании: дискредитация военного и политического руководства Украины, раскол украинской элиты, деморализация украинских войск, дезориентация украинского населения. Основным средством кампании стало создание страниц-двойников официальных европейских органов, чиновников и изданий, где размещались фейковые статьи и заявления, которые затем через посты и комментарии в социальных сетях распространялись на украинскую и западную аудиторию (операция «Доппельгангер»). Каждую неделю сотрудники «ферм троллей» отправляли в социальные сети более 1300 сообщений и более 37 000 комментариев.
Во время войны на истощение ключевым элементом российской стратегии стало информационное воздействие на страны Запада, чтобы заставить его поверить в устойчивость российской экономики, мощь российского ВПК, и итоговую неизбежность победы России, что привело бы к ослаблению поддержки Украины, и тем самым обеспечило бы победу России на реальном поле боя. Достичь этого Россия пытается при помощи рефлексивного управления — когда оппоненту внушаются основные аргументы для принятия нужного решения, чтобы он на их основе самостоятельно пришёл к такому решению. В информационном поле России удалось достичь существенных успехов, повлиявших на боевые действия: ограничения номенклатуры и объёмов поставок вооружений, отсутствия решения о передаче замороженных российских активов Украине.
Институт изучения войны в мае 2024 года отмечал, что Россия «регулярно симулирует интерес к переговорам» чтобы повлиять на западных политиков с целью уменьшить поддержку Украины. При этом реальные действия показывают отсутствие у Путина заинтересованности в урегулировании, потому что это мешало бы разрушать территориальную целостность и суверенитет Украины.

## Влияние на мировой товарный рынок

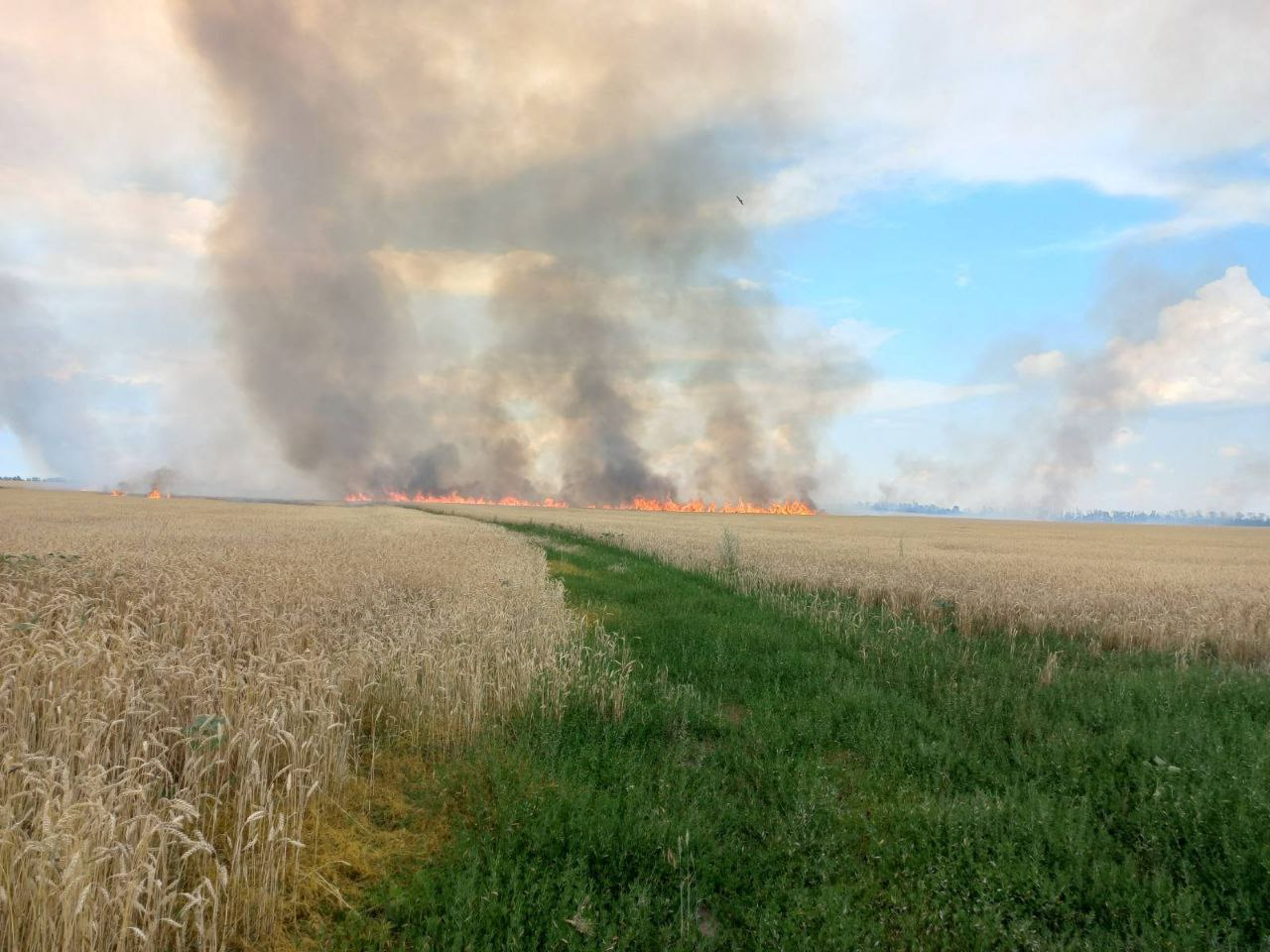
Горящее пшеничное поле возле Андреевки (Харьковская область) после обстрела россиянами 5 июля 2022 года

Война на Украине и масштабные санкции против России привели к сокращению объёма мировой торговли и резкому повышению цен на продовольствие и энергоносители. Эксперты отмечают высокую степень зависимости ЕС от поставок энергоносителей из России и негативное воздействие на его экономику от резкого повышения цен на нефть и газ. Также отмечается, что военные действия на Украине нарушают мировые цепочки поставок.
Украина является крупным экспортёром пшеницы, кукурузы и подсолнечного масла. Ежегодно Украина экспортирует зерно в объёме, достаточном для питания 400 миллионов человек, многие из которых живут в развивающихся странах. В ходе российского вторжения атаки на сельскохозяйственную инфраструктуру, захват ферм и кража зерна и другой продукции приобрели системный характер. Российские корабли блокировали порты страны на Чёрном море, и Украина не может продавать зерно за рубеж в больших количествах. Цены на пшеницу выросли на 74 % до самого высокого уровня с 2008 года. До начала вторжения России на территорию Украины последняя была четвёртым по величине экспортёром кукурузы и пшеницы и крупнейшим в мире экспортёром подсолнечного масла, при этом Россия и Украина вместе обеспечивали 29 % мировых поставок пшеницы и 75 % мирового экспорта подсолнечного масла. Рост цен на пшеницу, вызванный конфликтом, повлиял на рост напряжённости в таких странах, как Египет, которые сильно зависят от экспорта пшеницы из России и Украины, и спровоцировал опасения социальных волнений.

## Геополитические последствия

### Усиление НАТО и Евросоюза. Отход ряда государств от нейтралитета

Страны — участники Европейского политического сообщества

Реагируя на вторжение, НАТО признал Россию «самой значительной и прямой угрозой», принял решение об увеличении сил быстрого реагирования с 40 до 300 тысяч военнослужащих и значительном увеличении расходов на оборону, а также изменил концепцию обороны, начав концентрировать свои войска на границе с Россией и готовясь защищать «каждый дюйм» своей территории, и, впервые со времён Холодной войны, утвердил подробный план своей коллективной обороны. Ранее нейтральные Финляндия и Швеция вступили в альянс; Украина — подала заявку на вступление; частично признанная Республика Косово — заявила о намерении присоединиться к альянсу. Часть находящихся вне военных блоков государств либо начала сближение с НАТО или военными структурами ЕС (в их числе Австралия, Австрия, Ирландия, Мальта, Молдова, Новая Зеландия, Швейцария, Южная Корея, Япония), либо, как минимум, заняла аналогичную политическую позицию и ввела военные санкции против России (в числе таких — традиционно нейтральные Андорра, Лихтенштейн, Монако, Сан-Марино, Сингапур и др.).
Европейский союз также взял курс на более глубокую интеграцию с НАТО. Помимо этого, в ответ на вторжение он предоставил официальный статус кандидатов на членство Украине, Молдове, Боснии и Герцеговине и Грузии, начав переговоры о вступлении с первыми тремя, принял официальную заявку на членство от частично признанной Республики Косово, а также инициировал создание Европейского политического сообщества.

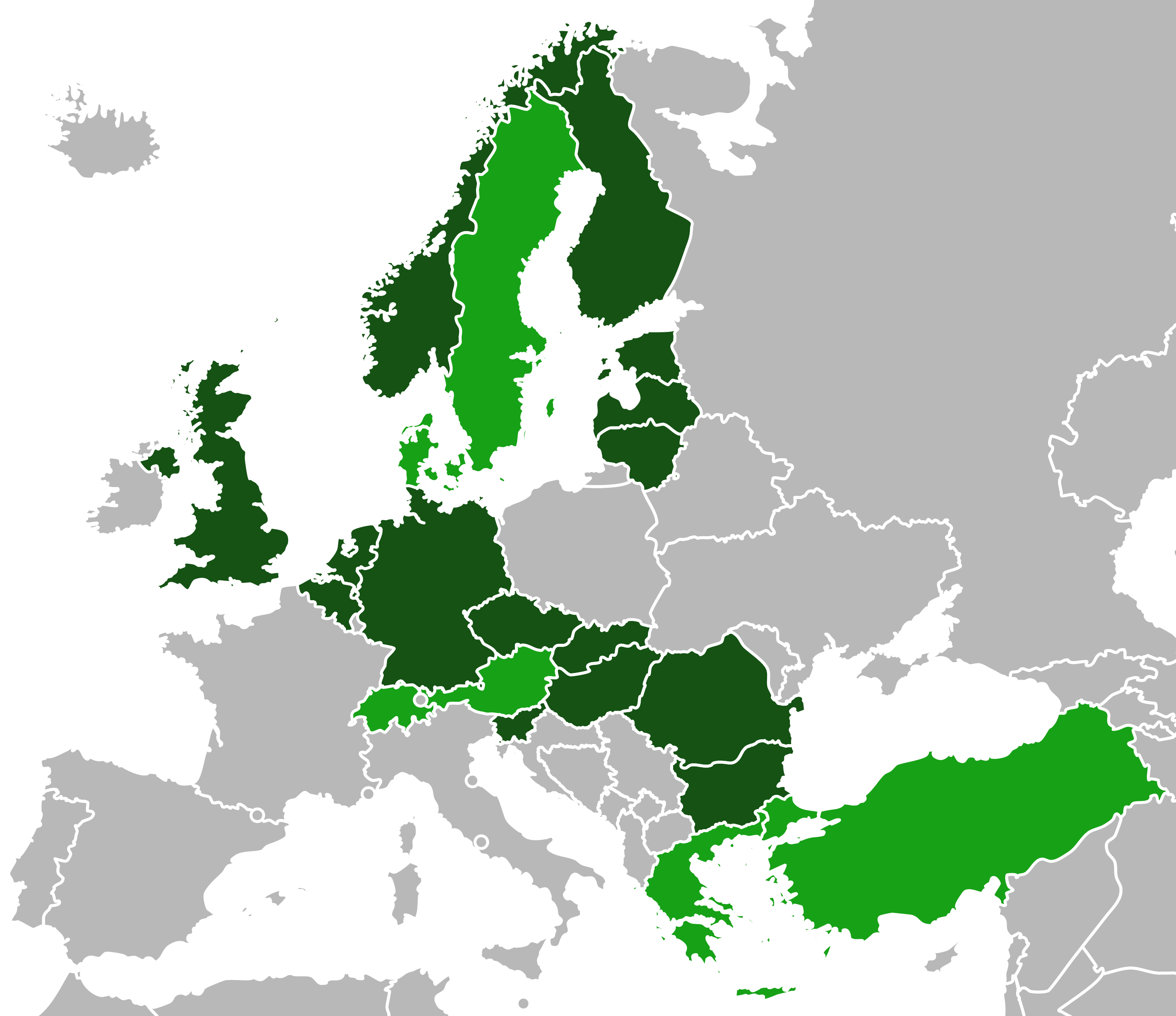
Государства — участники инициативы «Небесный щит Европы»

В ответ на вторжение усилилось оборонное сотрудничество между европейскими государствами. Рядом европейских стран по образцу израильского «Железного купола» была создана инициатива «Небесный щит Европы». Кроме того, группы объединённой противовоздушной обороны были образованы «Вишеградской группой» и государтвами Скандинавии. Также о начале формирования официального союза в Восточной Азии объявили США, Япония и Южная Корея.

### Ослабление и изоляция России. Формирование авторитарной Оси
Вторжение в Украину значительно изменило российскую внешнюю политику. Отношения с западными странами значительно осложнились, в связи с чем России пришлось налаживать партнёрство с Китаем, Ираном и Северной Кореей для поддержки экономики и воюющей армии. В начале конфликта высказывалось мнение, что развязанная война с Украиной фундаментально ослабила Россию, отбросив её на десятилетия назад во всех направлениях, в том числе политическом, военном и экономическом; что Россия как государство ограничено в своих стратегических действиях. Эксперты предполагали, что в результате своих действий Россия на десятки лет останется государством-изгоем для Запада: хотя Китай и Индия ослабят санкционные эффекты, оказываемые на РФ, страна тем не менее находится в неуклонном упадке.
В связи с вторжением в октябре 2022 года Международное энергетическое агентство спрогнозировало, что доля России в международной торговле энергоресурсами снизится с 20 % в 2022 году до 13 % к 2030 году, уступив долю рынка США и государствам Ближнего Востока.
Взятый Россией курс на дедолларизацию внешней торговли привёл к серьёзным проблемам, включая невозможность конвертации ряда национальных валют и вывода их за пределы банков государств, покупающих российские энергоресурсы. На фоне санкций и развязанной Россией войны возникли проблемы у созданного группой БРИКС Нового банка развития, который начал испытывать острую нехватку американской валюты. В то же время проект единой валюты БРИКС, выдвинутый Россией в 2022 году, наткнулся на сопротивление ЮАР и Индии, в связи с чем российские власти признали его провал.
Русская православная церковь в ходе вторжения России на Украину встала на сторону официальной Москвы, и это привело к расколу внутри РПЦ: отделению Украинской православной церкви Московского патриархата (УПЦ МП) и переходу за несколько месяцев более 400 общин УПЦ МП в состав Православной церкви Украины (ПЦУ); фактической автокефалии Латвийской православной церкви; росту автономии Виленской и Литовской епархии; конфликту светских властей Эстонии и Эстонской православной церкви Московского патриархата. На фоне вторжения ухудшились её отношения с католической церковью. Ряд государств ввёл персональные санкции против патриарха Кирилла.
В ответ на вторжение усилилась международная дипломатическая изоляция России, а российские военные альянсы продемонстрировали свою недееспособность — кроме Беларуси, никто из членов Организации Договора о коллективной безопасности не поддержал российское вторжение на Украину. Сама организация проявила себя пассивно в киргизско-таджикском и азербайджано-армянском конфликтах. На фоне ослабления России в Центральной Азии большую роль начали играть Турция с Организацией тюркских государств и Китай с Шанхайской организацией сотрудничества. После начала вторжения Россия допустила ликвидацию непризанной Нагорно-Карабахской Республики и была вынуждена вывести свой военный контингент с её территории; не оказала помощь союзной по ОДКБ Армении в боевых действиях на границе с Азербайджаном, результатом чего стала заморозка участия Армении в ОДКБ и начало её сближения с ЕС и странами НАТО; а также не смогла спасти от падения союзный ей режим Башара Ассада в Сирии. Помимо этого, возросла зависимость самой России от Китая. По мнению профессора политологии Марка Галеотти, государства, которые до вторжения Россия считала «второсортными» (среди них — Турция и Иран), фактически приобрели право вето на некоторые аспекты российской политики.
На фоне вторжения и изоляции России углублились экономические, военные, политические и технологические связи между ней, Ираном, Китаем и КНДР. Эти государства начали определять общие интересы, согласовывать свою риторику и координировать военную и дипломатическую деятельность. Обозреватели начали говорить о формировании нового альянса — «Оси потрясений», «Оси хаоса» либо «Оси санкционированных», описывая его как «совокупность недовольных государств, которые объединяются ради общей цели — отмены принципов, правил и институтов, лежащих в основе господствующей международной системы», и сравнивая его с «Осью» времён Второй мировой войны. Всех членов альянса отличало наличие претензий на «сферу влияния»: в случае Китая — это Тайвань и Южно-Китайское море; в случае Ирана — сеть прокси-групп, дававшая ему рычаги влияния в Ираке, Ливане, Сирии, Йемене и других местах; в случае Северной Кореи — претензии на весь Корейский полуостров; в случае России — «ближнее зарубежье», которое в трактовке Кремля включает, как минимум, страны, составлявшие его историческую империю.

### Рост мировой нестабильности и начало гонки вооружений

90 секунд до полуночи на Часах Судного дня

По данным Программы развития ООН на май 2022 года, война привела к тому, что более 70 беднейших стран мира оказались под угрозой дефицита финансов, топлива и продовольствия.
Вторжение вызвало кризис мировой системы безопасности, спровоцировав возрастание количества конфликтов. В первые несколько лет после вторжения произошли: вторжение ХАМАС в Израиль и последовавшая за ним война в Газе, силовая ликвидация Азербайджаном непризнанной Нагорно-Карабахской Республики, сербско-косовский кризис, венесуэльско-гайанский кризис, а также ряд государственных переворотов в странах африканского Сахеля.
Российская агрессия спровоцировала новую гонку вооружений. Расходы на оборону во всём мире стремительно выросли и достигли в 2022 году рекордных 2,24 трлн долларов. Страны Европы, США, Китай, Тайвань и Индия начали пересмотр своих военных стратегий. Расходы на оборону членов НАТО стали расти впервые с 1980-х годов. Страны Центральной и Западной Европы, потратившие на оборону в 2022 году 345 млрд долларов, по затратам превзошли в реальных показателях уровень 1989 года — последнего года Холодной войны. Япония, запланировав за 5 лет увеличить военный бюджет до 2 % ВВП, вышла на 3 место в мире по военным расходам после США и КНР. Германия отказалась от политики «демилитаризации», запустив крупнейшую со времён Второй мировой войны программу перевооружения, и вышла на 7 место по оборонным затратам в мире. Украина, в связи с необходимостью отражения российской агрессии, вынуждена была увеличить свой оборонный бюджет сразу на 640 % и заняла 11 строчку в мировом рейтинге расходов на военные нужды. Беларусь отказалась от безъядерного статуса, после чего Россия объявила о размещении на её территории ядерного оружия — впервые с середины 1990-х за пределами своих границ.
Также война на Украине привела к разрушению режима ядерного нераспространения, основанного на Договоре о нераспространении ядерного оружия (ДНЯО), к которому с момента его подписания в 1968 году присоединились почти все страны мира.
В январе 2023 года «Часы Судного дня» были переведены на 10 секунд, после чего их стрелка стала показывать 90 секунд до полуночи — самое близкое к ядерной катастрофе значение в истории.

## Судебные иски
26 февраля 2022 года Украина направила в Международный суд ООН иск против России за искажение понятия геноцида для оправдания агрессии. 16 марта суд вынес предварительное решение по иску, потребовав от России немедленно остановить военные действия на Украине.
28 февраля 2022 года, согласно резолюции СБ ООН № 2623 для передачи решения по ситуации на Украине в пользу сессии ГА ООН была проведена чрезвычайная специальная сессия Генеральной Ассамблеи ООН по ситуации с Украиной с принятием ряда резолюций (ES-11/1, ES-11/2, ES-11/3, ES-11/4, ES-11/5, ES-11/6).
3 марта 2022 года Международный уголовный суд (МУС) начал расследование возможных военных преступлений на Украине с 2014 года. 17 марта 2023 года МУС выдал ордера на арест В. Путина и М. Львовой-Беловой. Россия не признаёт юрисдикцию Международного уголовного суда.

## Экологические последствия
Российское вторжение на украинскую территорию привело к серьёзным экологическим последствиям для Донецкой, Луганской, Запорожской, Херсонской, Киевской, Черниговской и Сумской областей. В частности, это загрязнение воздуха, почв и водоёмов, подтопление территорий, выведение из строя значительных массивов пахотных земель, уничтожение и повреждение объектов природно-заповедного фонда, возникновение лесных пожаров (в том числе в зоне отчуждения ЧАЭС).
Сопряжённые с боевыми действиями взрывы и выстрелы наносят как непосредственный физический ущерб, так и токсический, выделяя в воздух, воду и почвы такие ядовитые вещества и канцерогены, как ртуть, свинец, обеднённый уран и другие. Попадая в организм человека, взрывчатые вещества (TNT, DNT, гексоген) приводят к серьёзным нарушениям работы всех органов и систем.
Бои в зоне высокой концентрации тяжёлой промышленности приводят к техногенным авариям, утечкам токсичных отходов и топлива, негативный эффект от которых распространяется на значительные территории, задевая Европу и Россию. Разрушенные здания десятилетиями выделяют канцерогенную пыль. Тяжёлые металлы и химикаты проникают в подземные воды и отравляют источники питьевой воды, делая реки и водоёмы непригодными для обитания. Из-за разрушений гражданской инфраструктуры более 4 млн человек в Украине оказались лишены доступа к чистой питьевой воде. Почвы в зонах боевых действий становятся непригодны для земледелия, так как накапливающиеся в них загрязнители попадают в растения, а через них — в организмы людей и животных.
В зоне военных действий оказались свыше 12 406,6 км² заповедных территорий Украины. Популяции эндемичных видов растений и животных понесли значительные потери, мигрирующие виды птиц оказались лишены привычных маршрутов и мест гнездования, разрушены результаты многолетних проектов по восстановлению биоразнообразия.
По предварительным оценкам учёных, на восстановление окружающей среды Украины потребуется не меньше 15 лет, но часть нанесённого урона необратима.

### Комментарии
1. 1 2  Подконтрольное России марионеточное государственное образование. Формально аннексировано Россией 30 сентября 2022 года.
2. ↑  Цифры приведены на основании данных энциклопедии «Британника» на начало 2023 года.